# Codex Casanatense

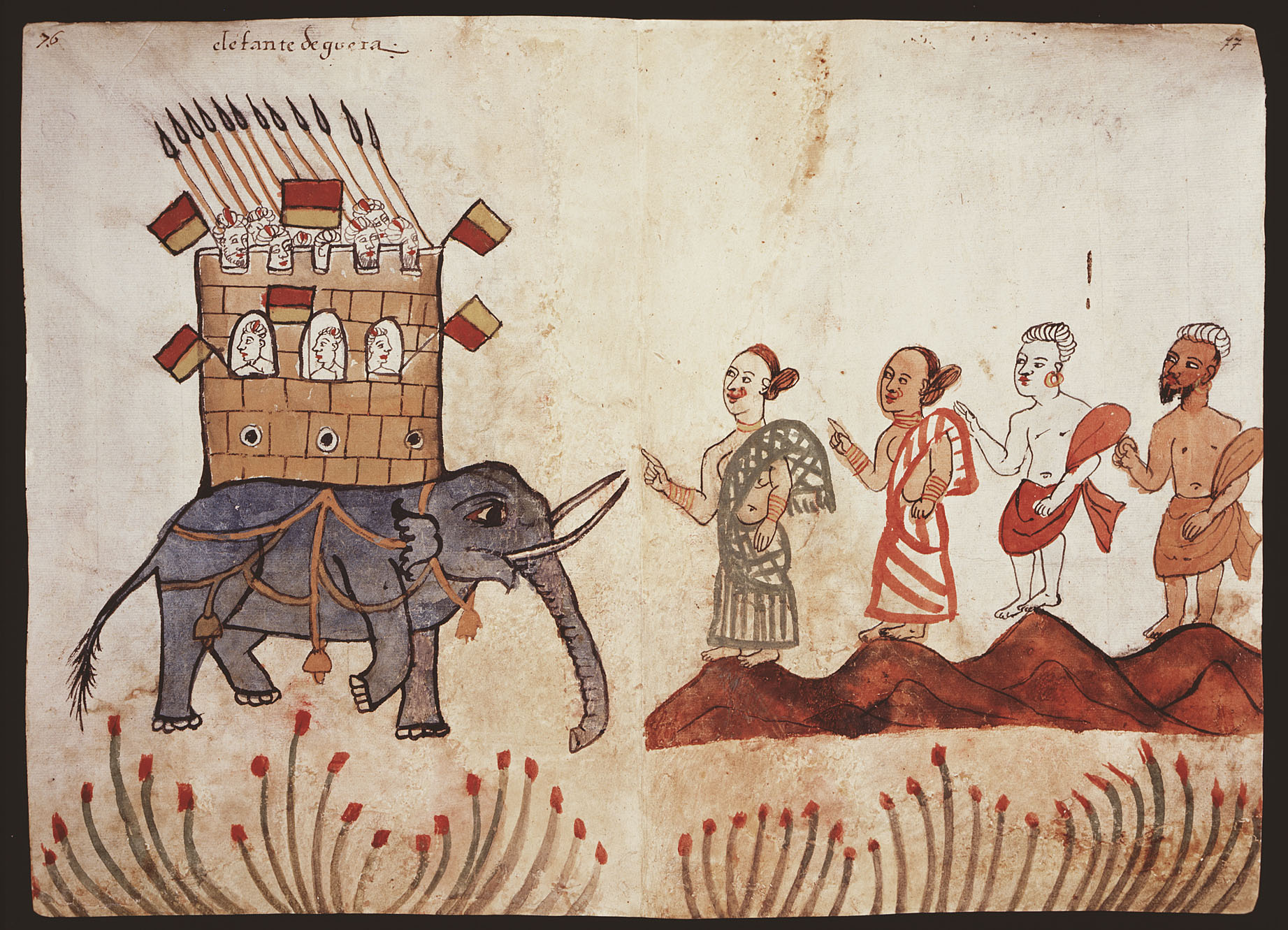
Un elefante da guerra - Codex Casanatense.

Il Codex Casanatense 1889 (in portoghese Códice Casanatense) è un codice miniato portoghese del XVI secolo che raffigurano popoli e culture con cui i portoghesi avevano spesso contatti negli oceani Indiano e Pacifico. È ora conservato presso la Biblioteca Casanatense di Roma, con la designazione ufficiale di: Album di disegni, illustranti usi e costumi dei popoli d'Asia e d'Africa con brevi dichiarazioni in lingua portoghese.

## Contenuto e origine
Il codice è composto da settantasei illustrazioni ad acquarello, una delle quali è un'aggiunta successiva. La maggior parte delle illustrazioni è dotata di una breve descrizione e include illustrazioni di persone provenienti dall'Africa orientale, Arabia, Persia, Afghanistan, India, Ceylon, penisola malese, Cina e Molucche, nonché alcuni approfondimenti sulla fauna, la flora e alcune tradizioni religiose indù precedentemente sconosciute in Europa. L'autore non è stato identificato e molte ipotesi si sono rivelate inconcludenti. Molte delle iscrizioni del codice forniscono informazioni sulla data della sua realizzazione, vale a dire l'allusione all'Assedio di Diu del 1538 e l'assenza di menzione dei giapponesi che i portoghesi contattarono nel 1541-43. Si stima che sia stato realizzato intorno al 1540.
Il suo primo proprietario registrato fu il novizio João da Costa del Collegio di San Paolo di Goa che nel 1627 lo inviò a Lisbona, secondo le informazioni iscritte nel codice stesso. Una volta in Europa, fu acquistato dal cardinale Girolamo Casanate che, alla sua morte nel 1700, lo lasciò in eredità insieme alla sua collezione privata all'Ordine dei frati predicatori, per la creazione di una nuova biblioteca, dove è ora conservato. Fu portato per la prima volta all'attenzione del pubblico dallo studioso Georg Schurhammer che negli Anni '50 pubblicò diverse immagini sulla rivista storica portoghese Garcia da Horta.
Il Codex Casanatense offre uno spaccato estremamente raro della cultura dei popoli dell'Africa e dell'Asia del XVI secolo ed è particolarmente prezioso per lo studio delle armi e degli indumenti popolari dell'epoca.

## Galleria d'immagini

### Abissinia

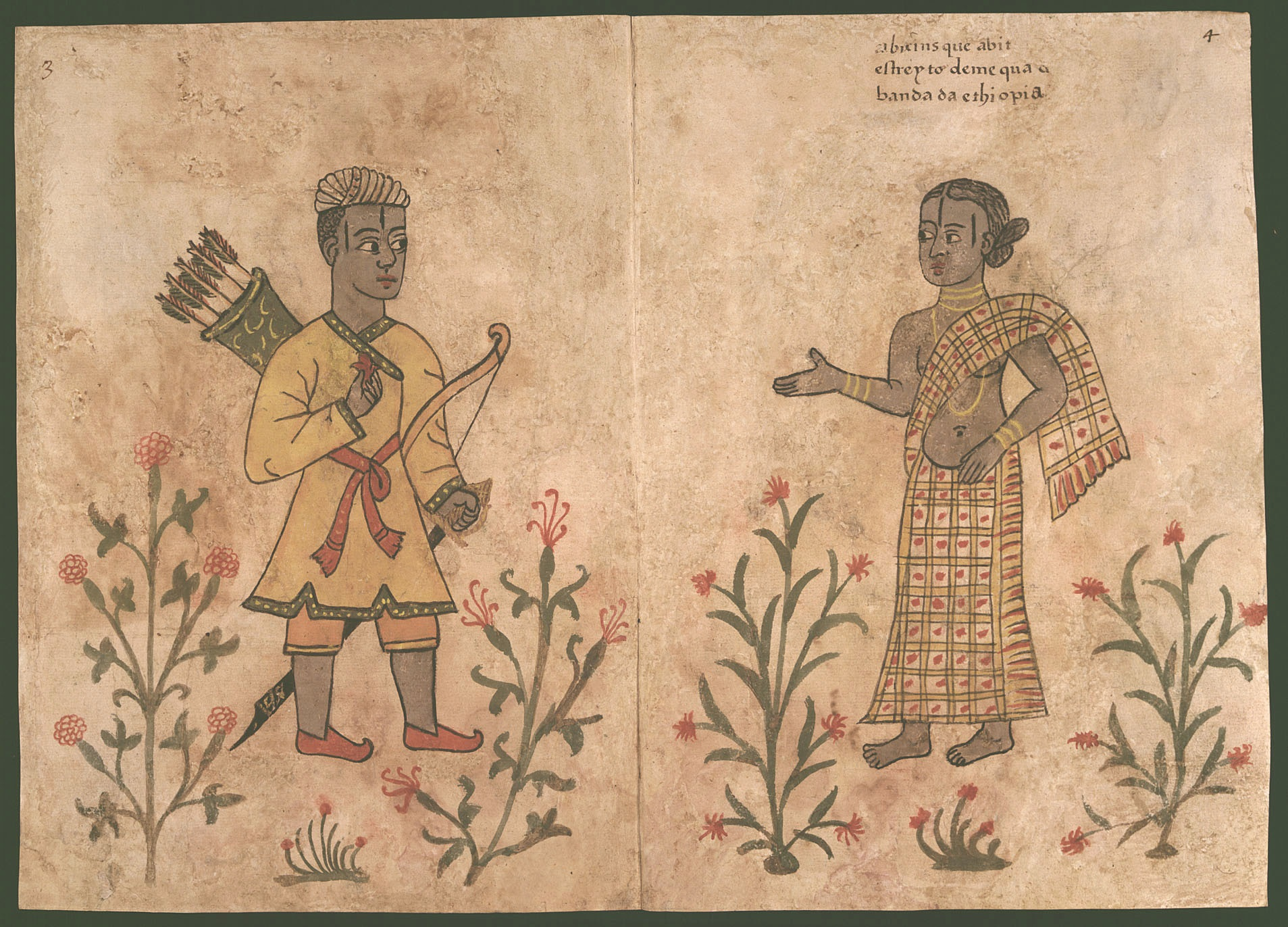
Guerriero abissino e sua moglie

### Nubia

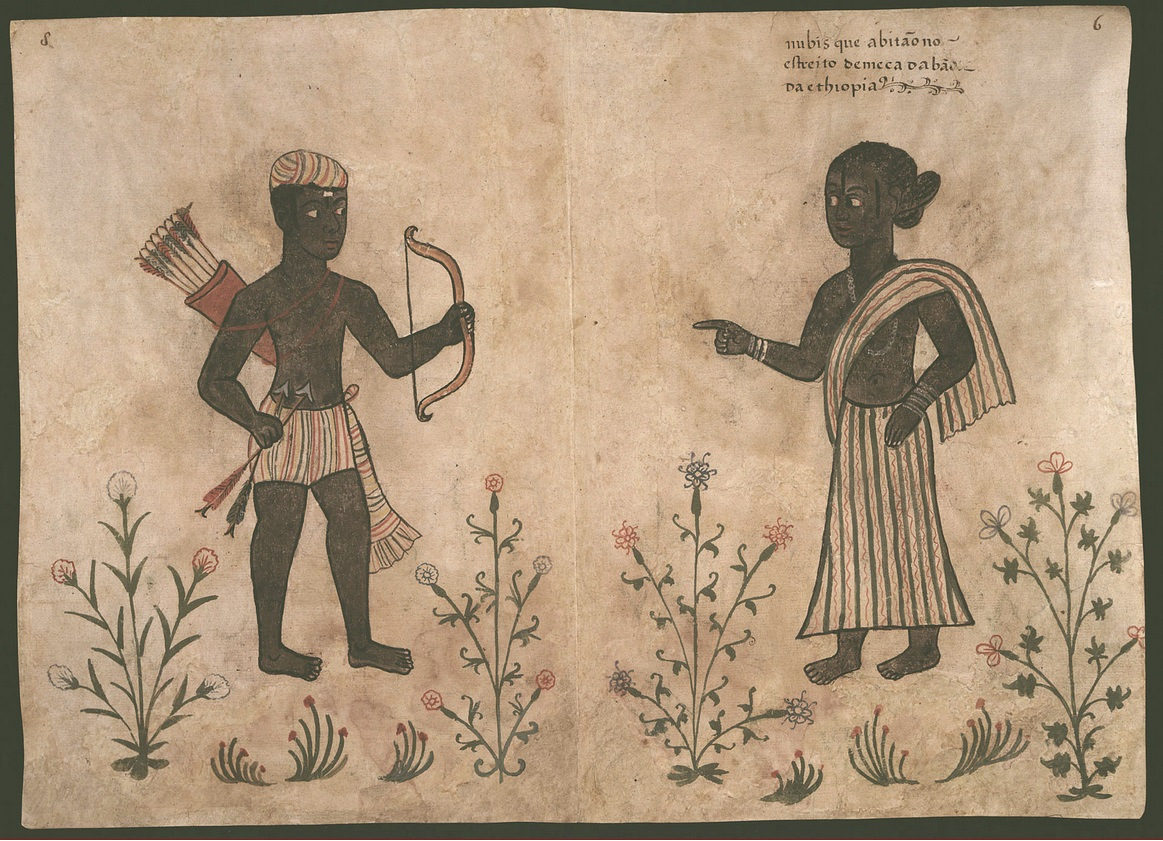
Coppia di nubiani

### Cafreria

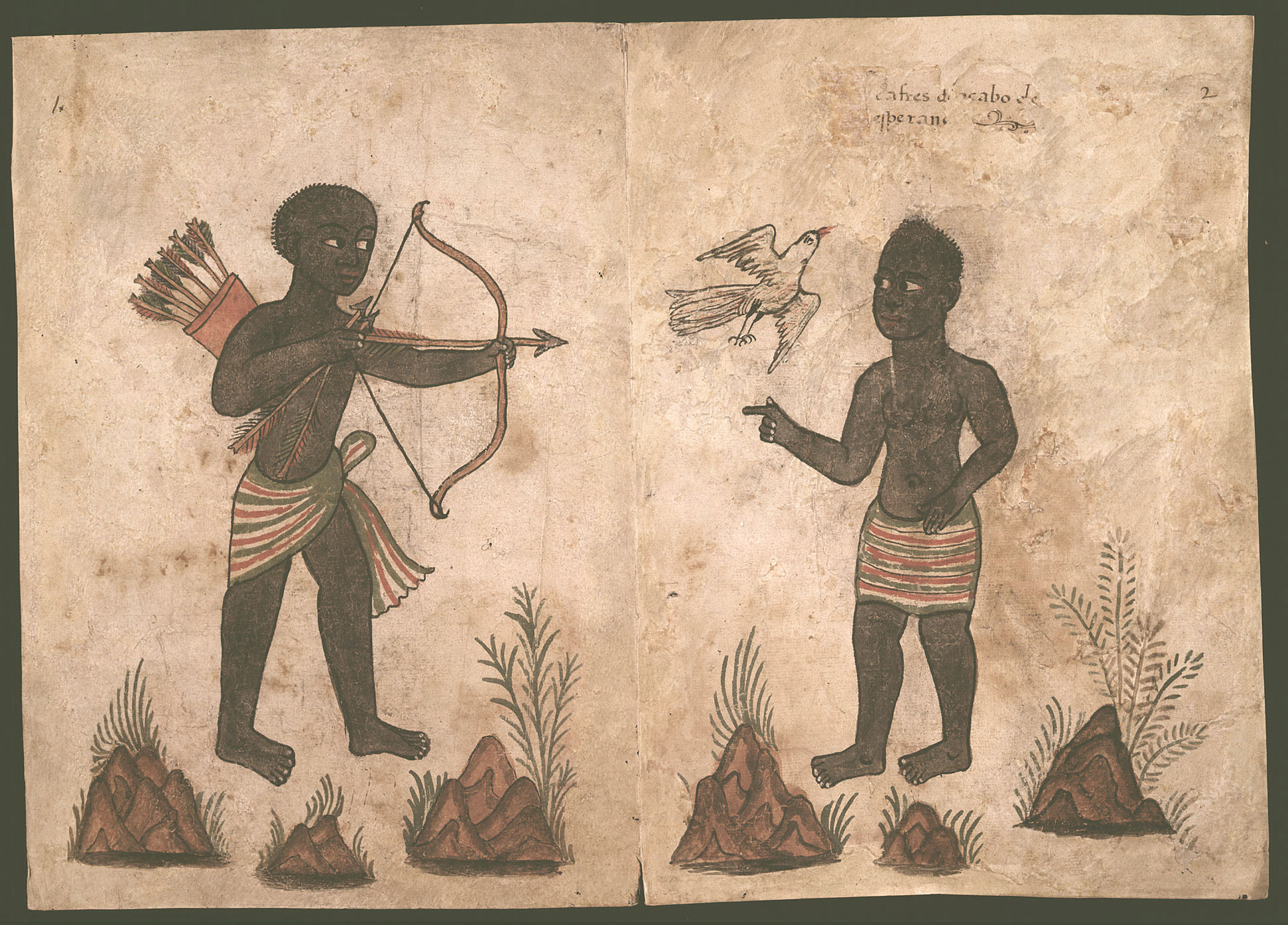
Cafres del Capo di Buona Speranza.

### Arabia

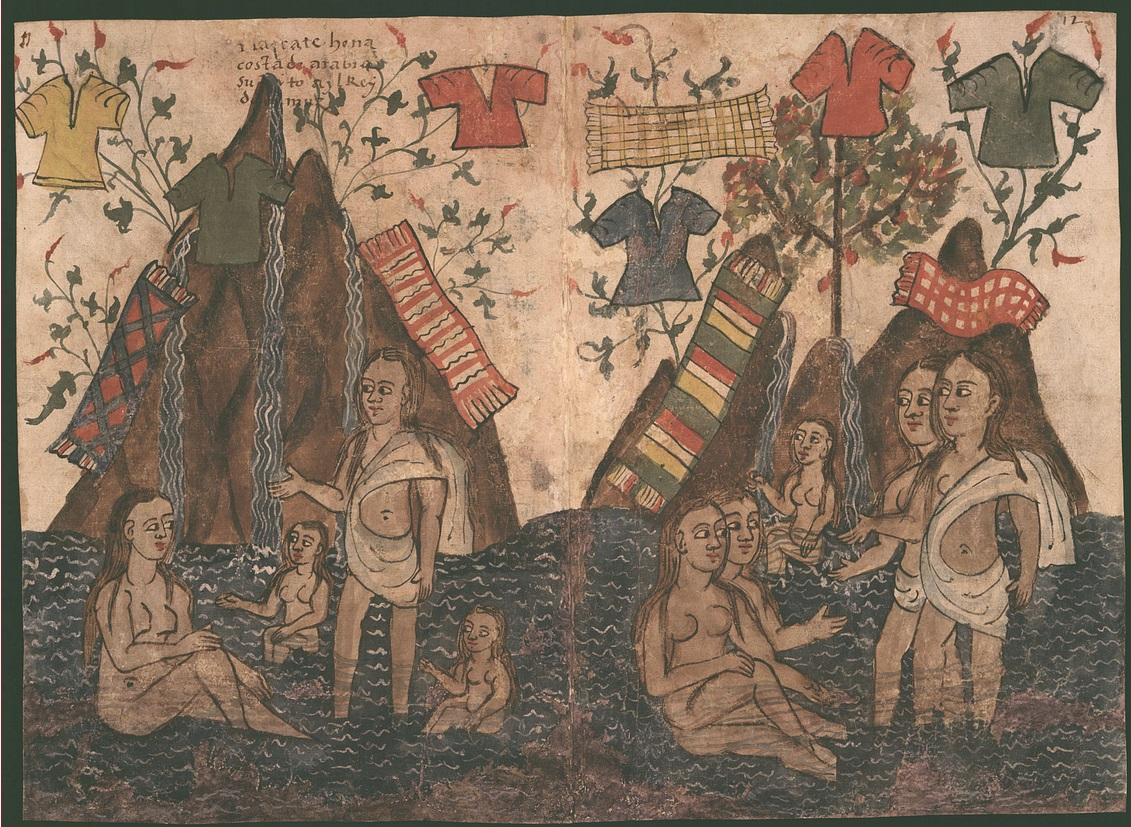
Scena del bagno delle donne di Mascate.
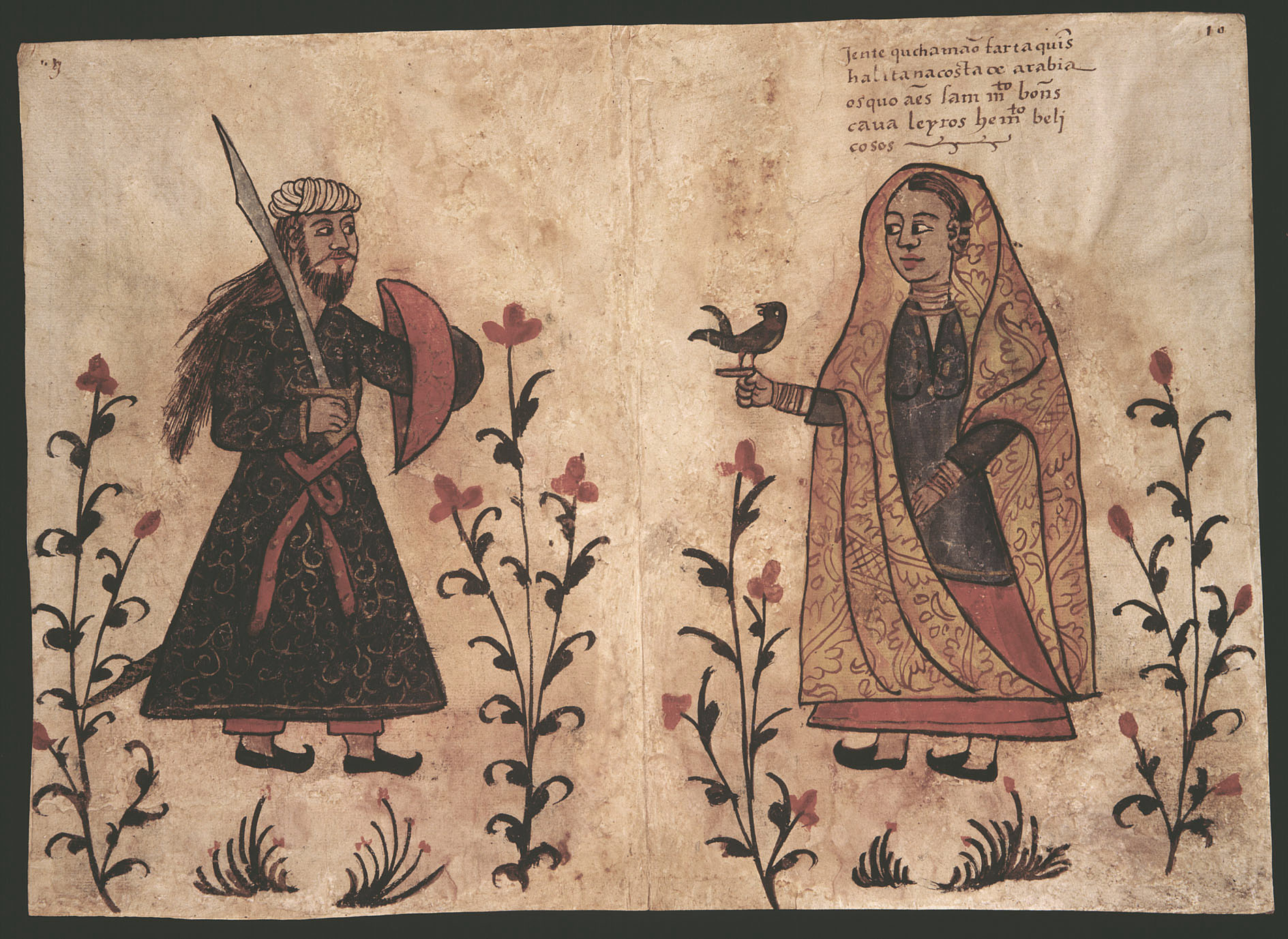
Abitanti del regno di Fartakh nella costa orientale araba e di Socotra, chiamati Fartaques dai portoghesi.
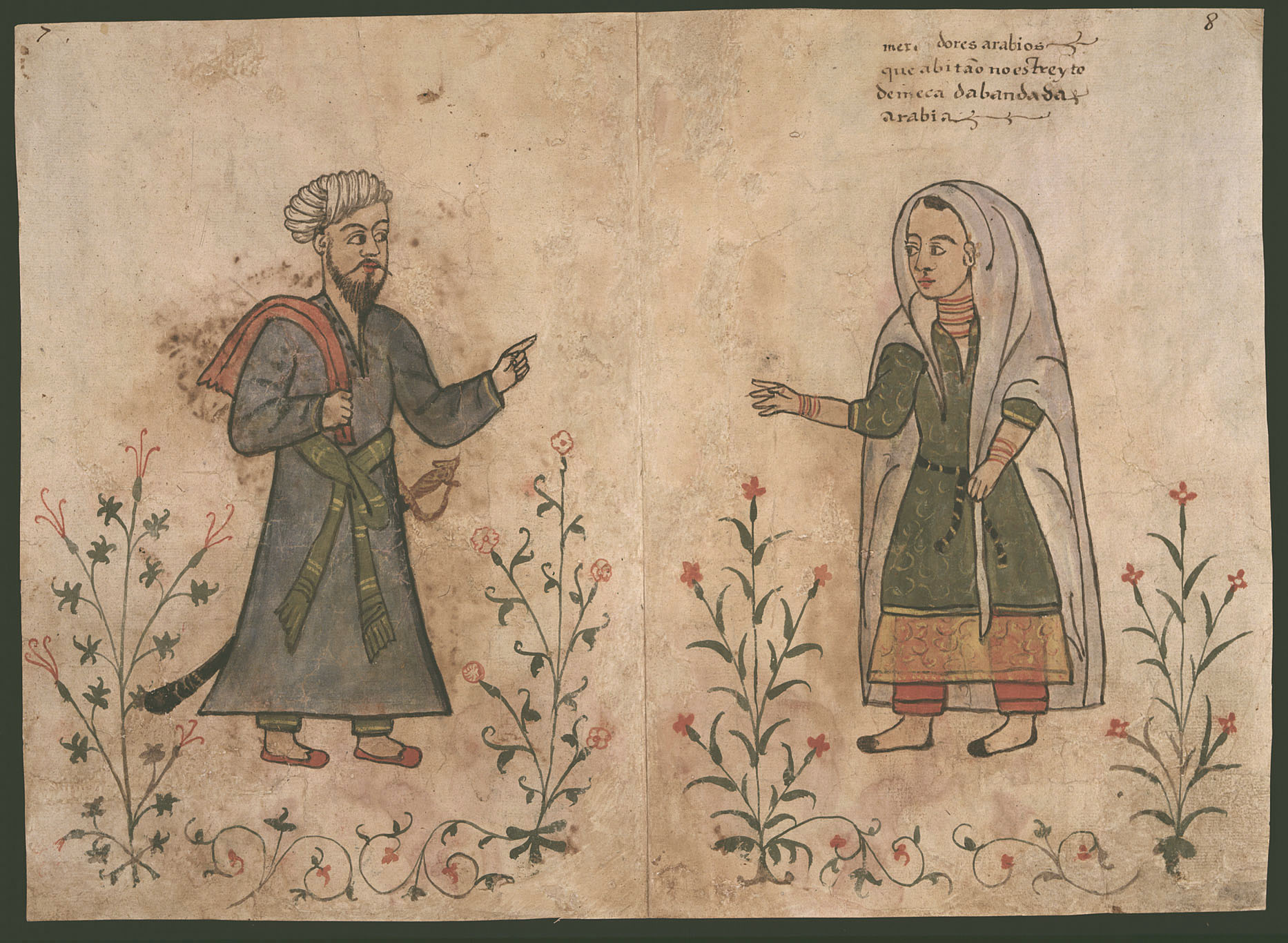
Mercanti arabi dell'Hegiaz.
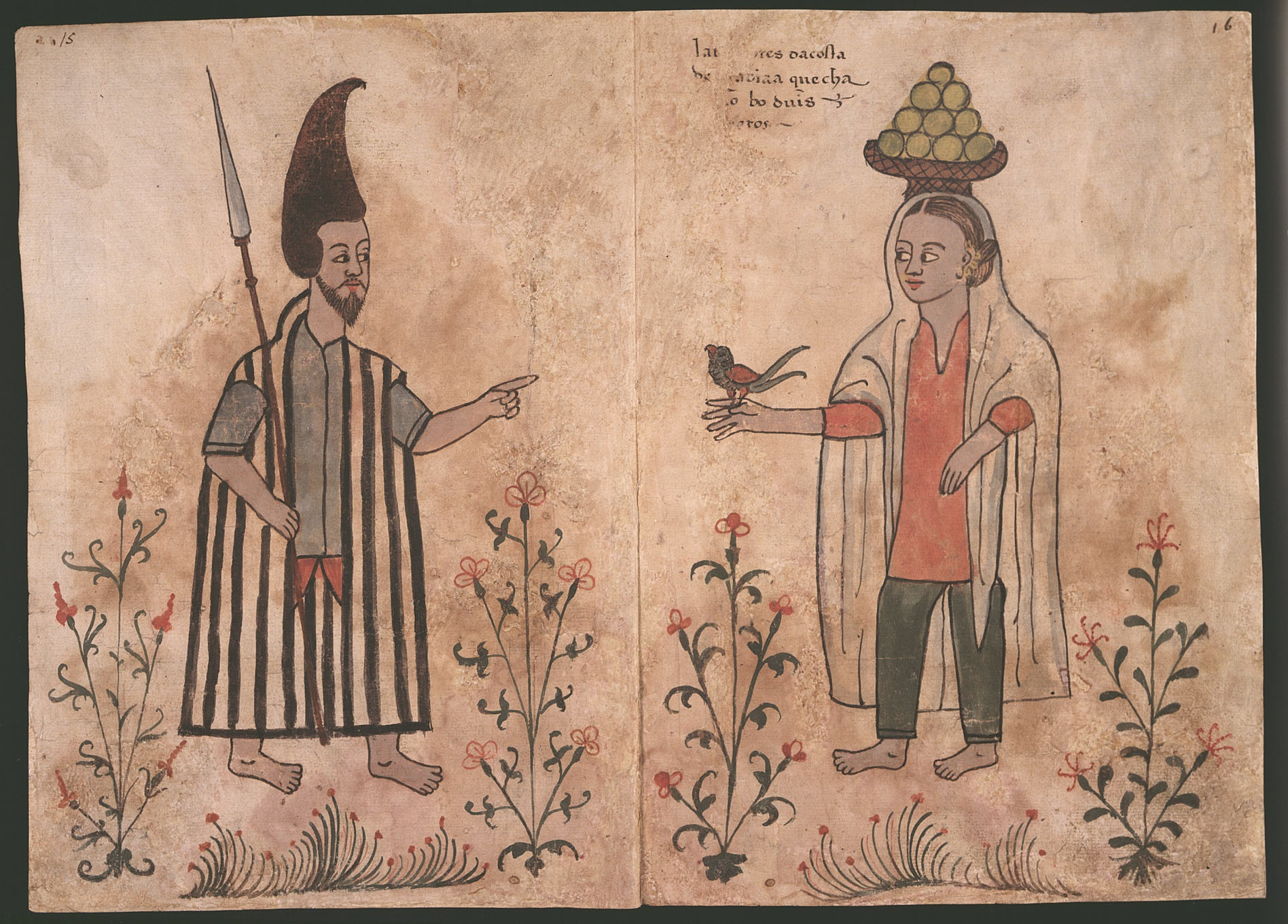
Contadini dell'Arabia sudorientale, forse Yemen, chiamata Boduis dai portoghesi.
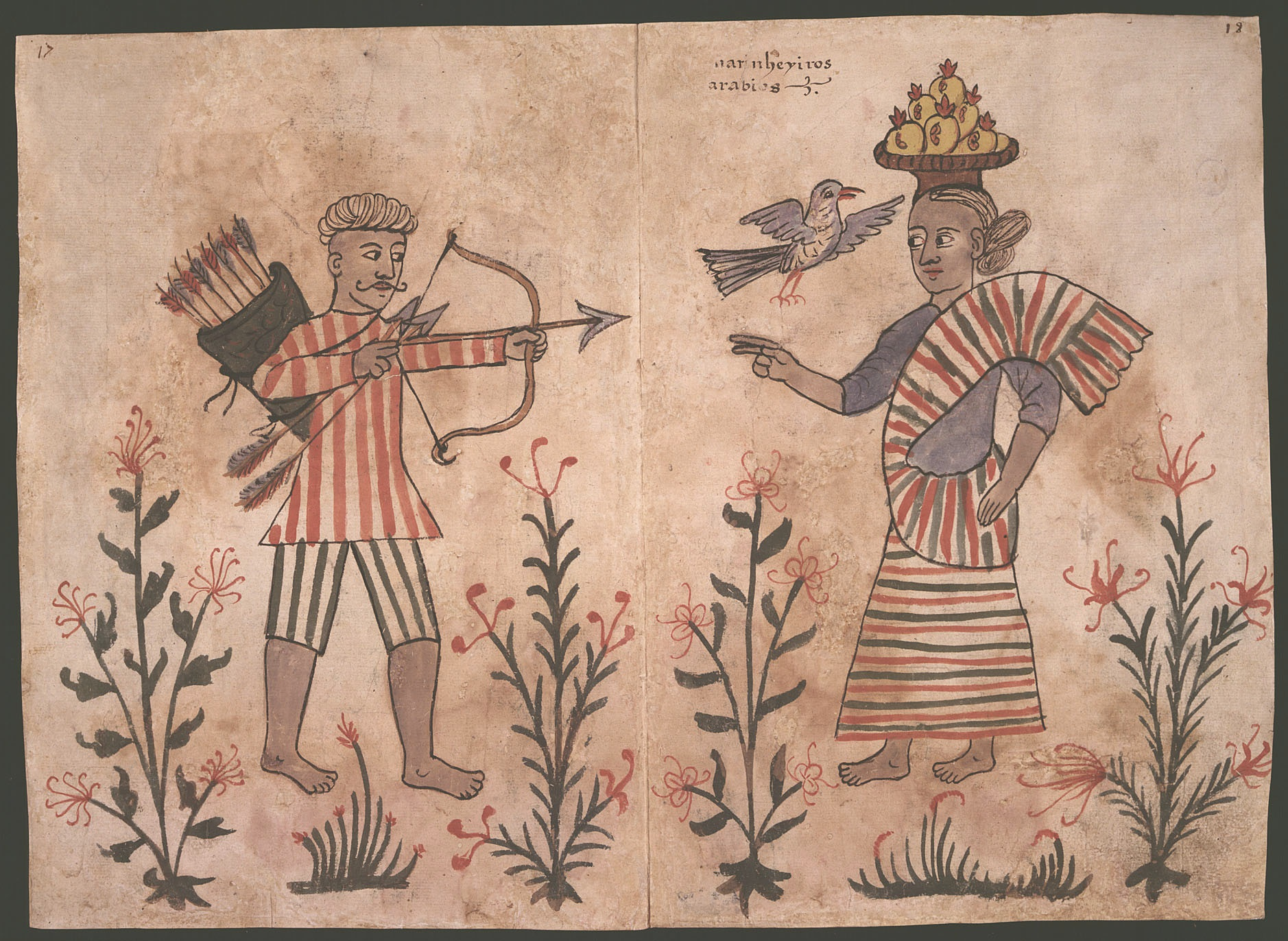
"Marinai" dall'Arabia, probabilmente pescatori.
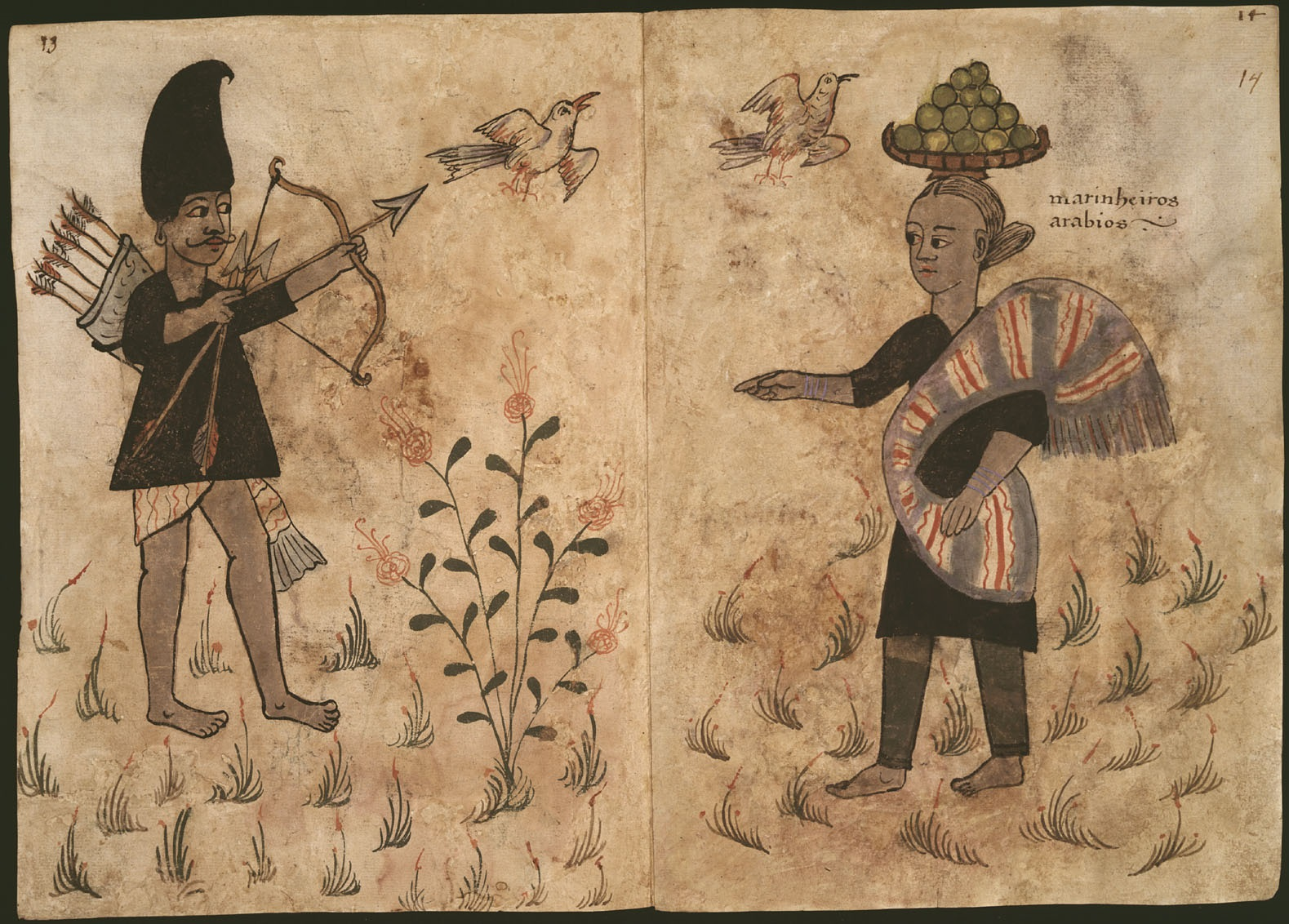
Marinai dall'Arabia, ripetizione

### Mesopotamia

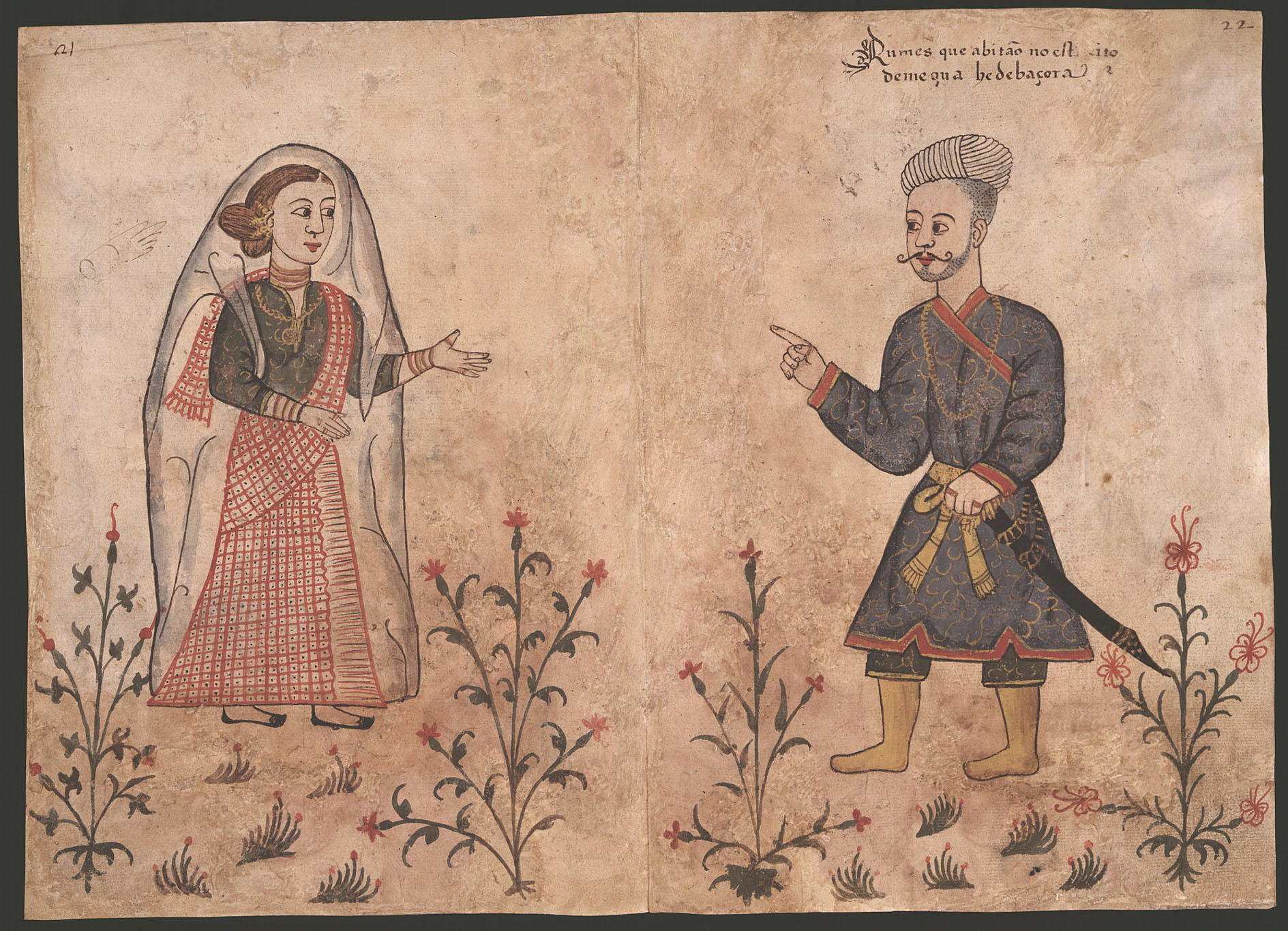
"Rumi" (turchi) che abitano il Mar Rosso e Bassora.
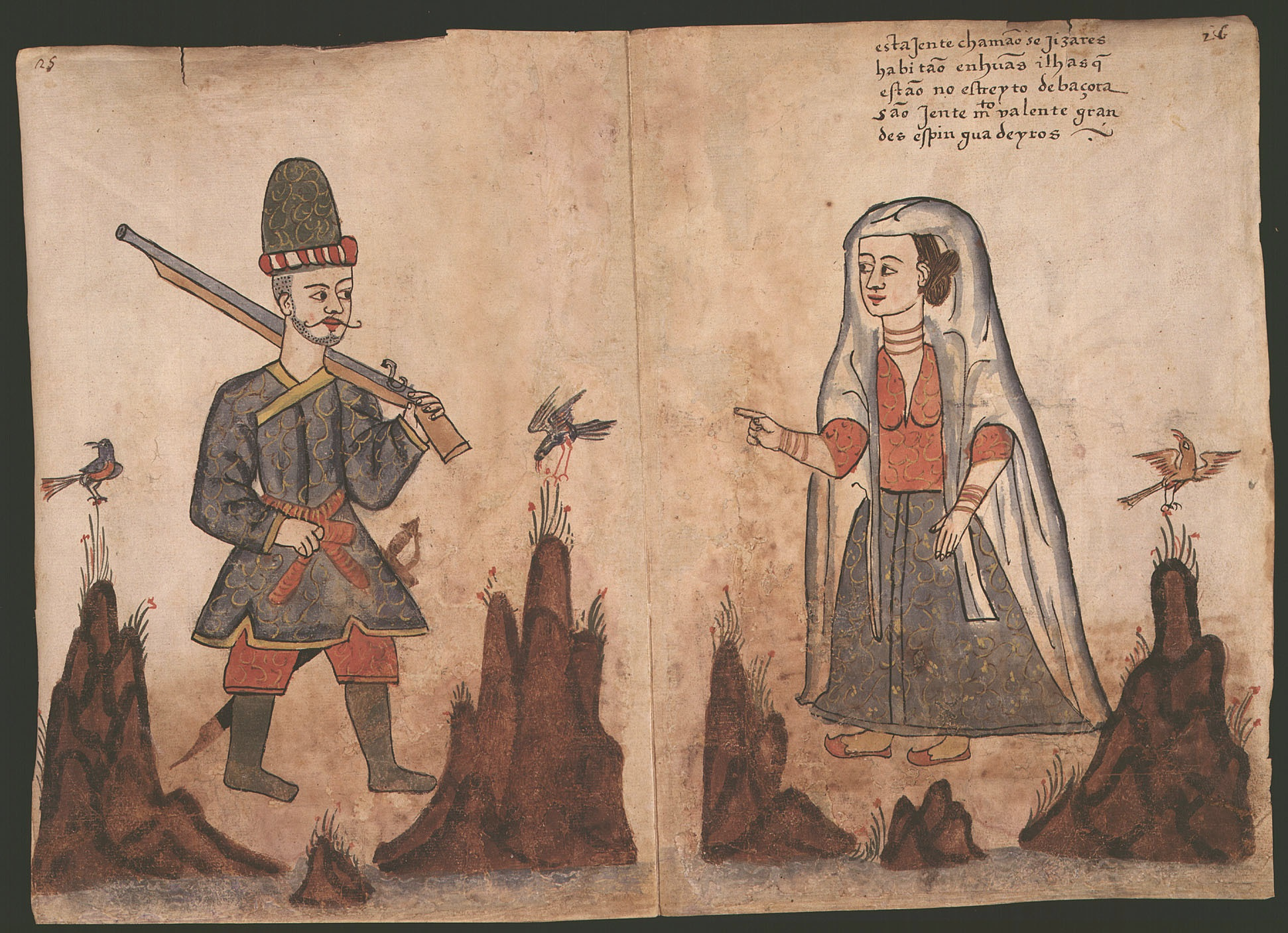
Arabi di palude.

### Hormuz

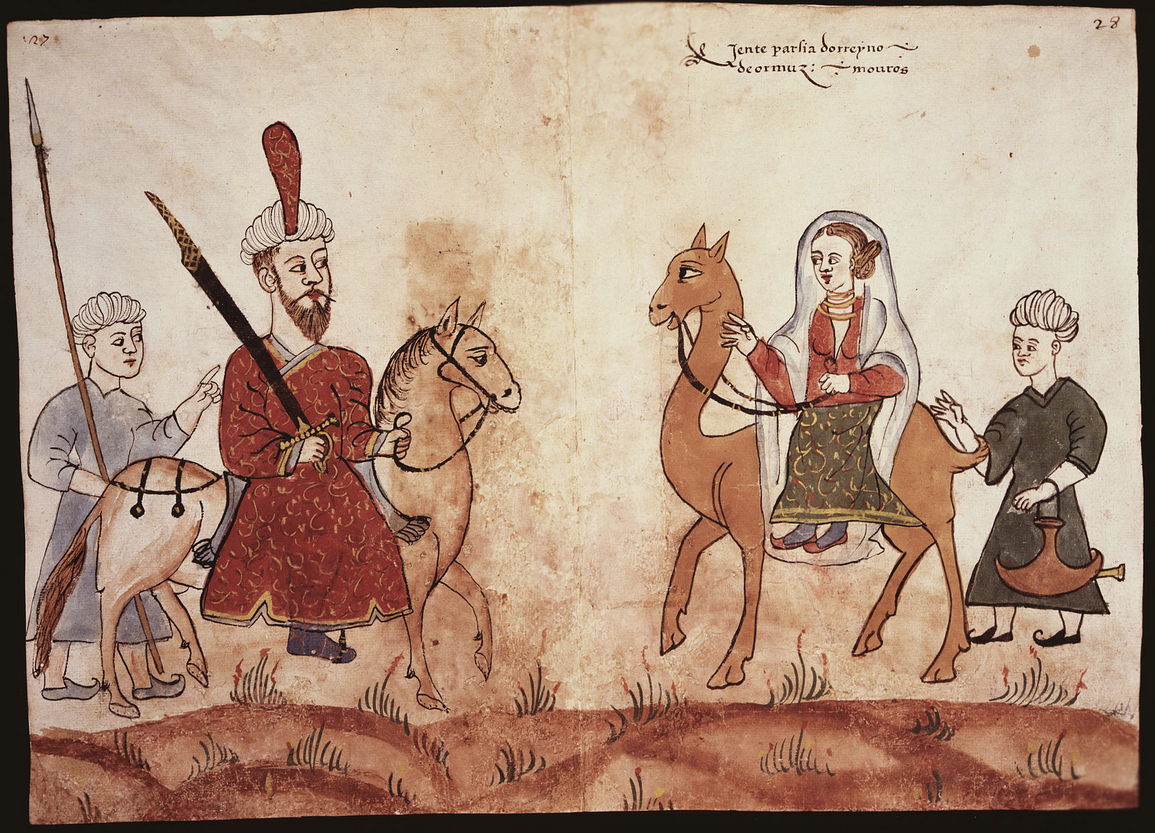
Coppia persiana di Hormuz.
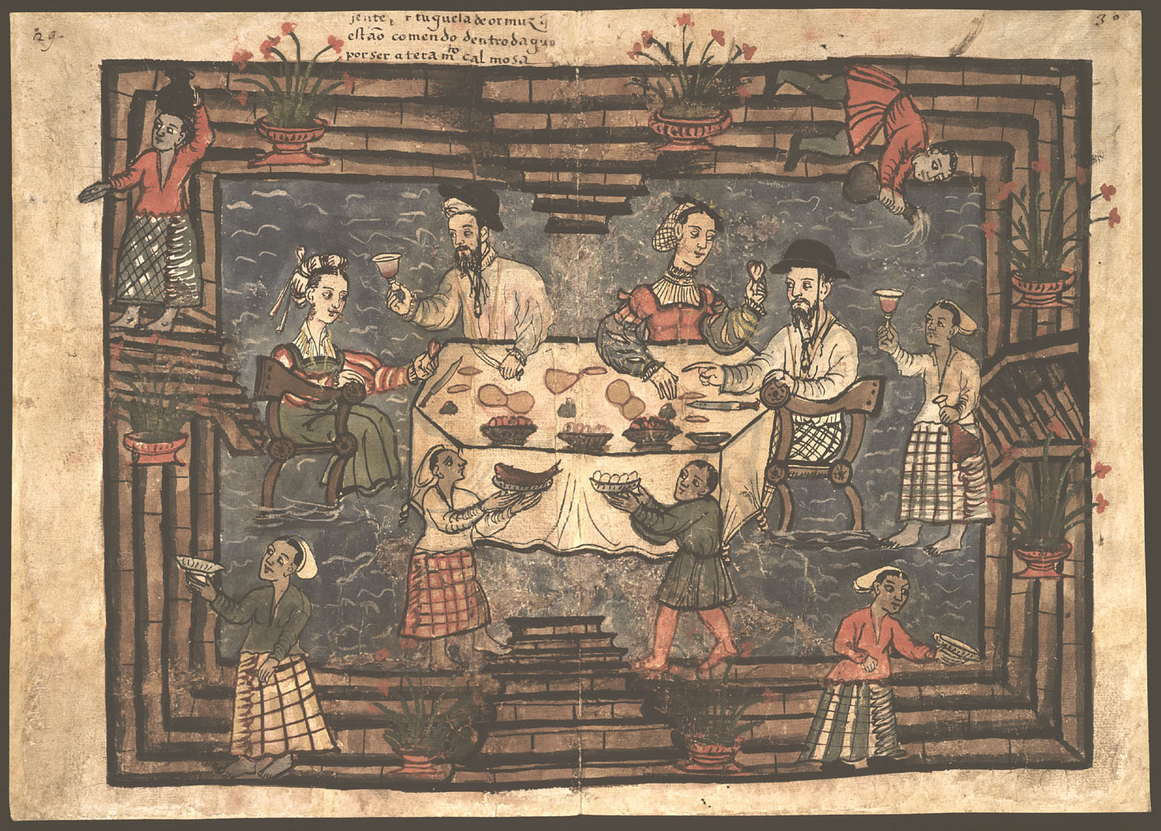
Una cena portoghese a Hormuz. Il clima era abbastanza caldo che le persone allagavano di proposito le loro case.

### Persia e Afghanistan

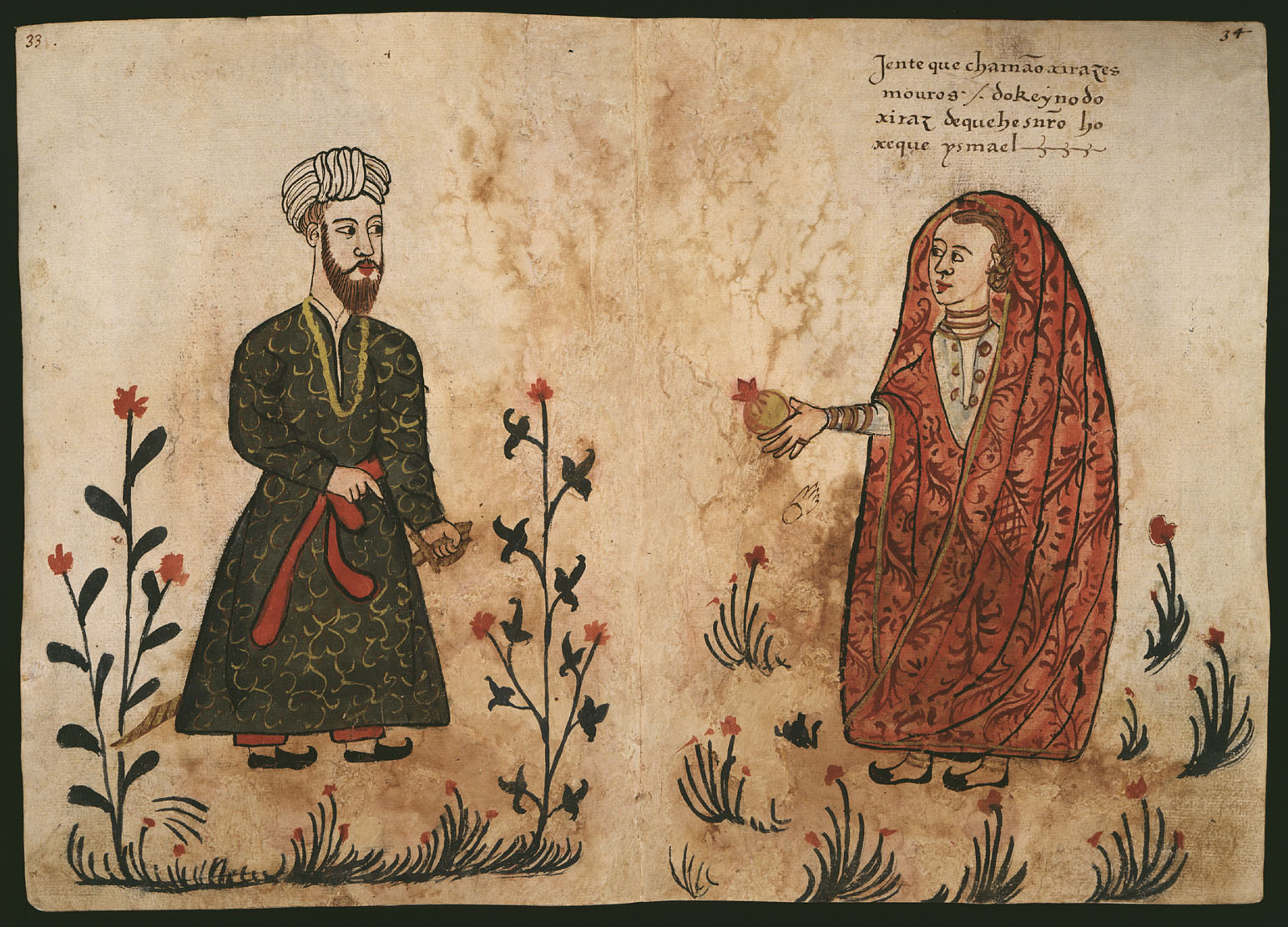
Una coppia di Shiraz
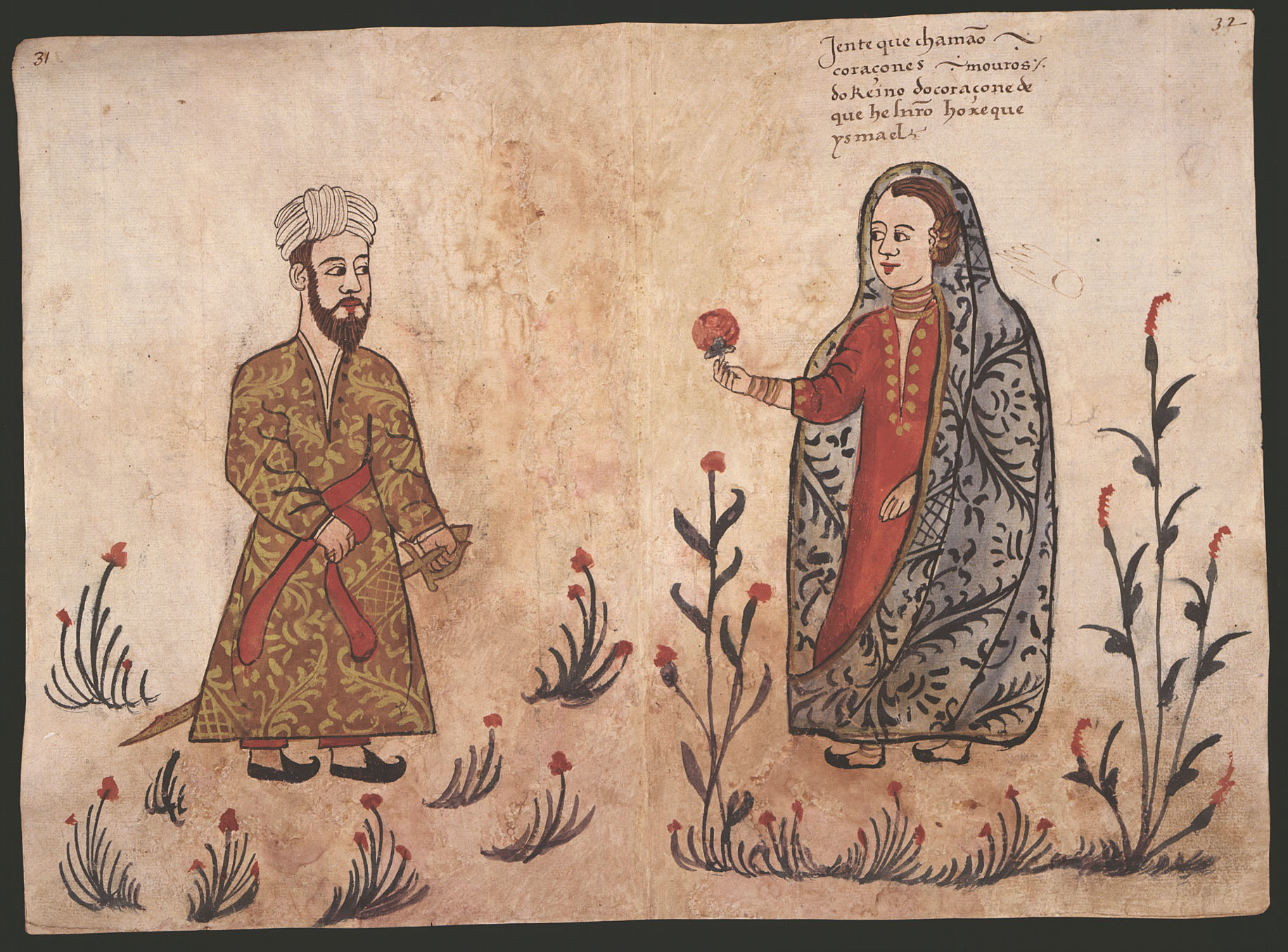
Una coppia del Khorassan
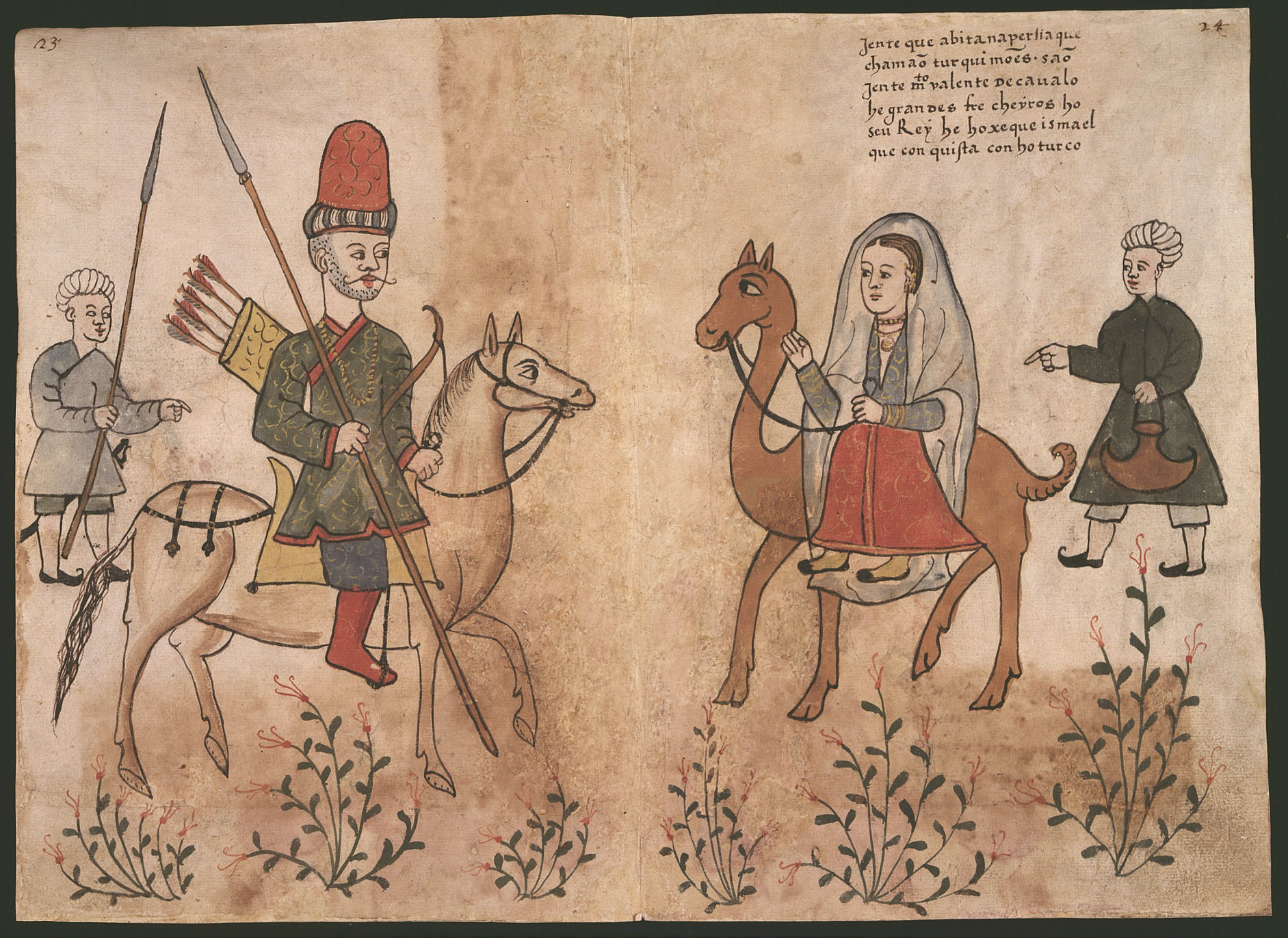
Turcomanni dalla Persia.
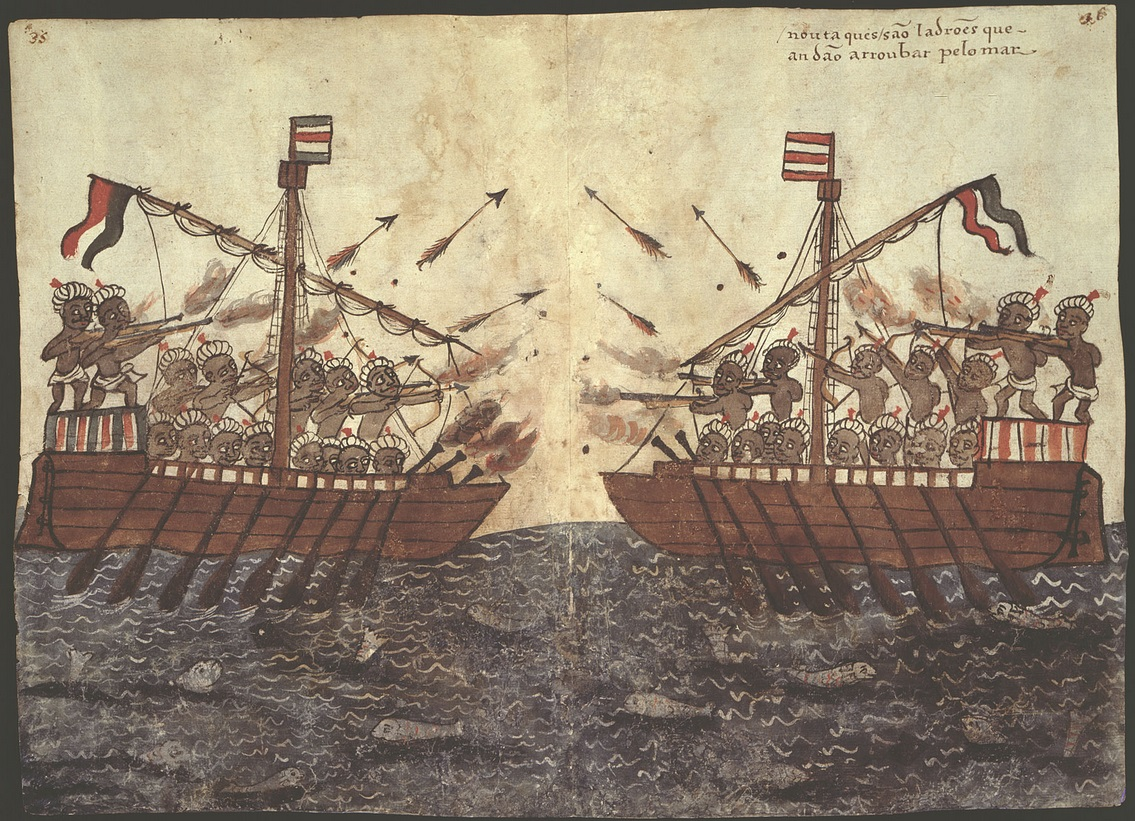
Nautaques, pescatori beluci che attaccarono anche le navi mercantili.

### Sindhi

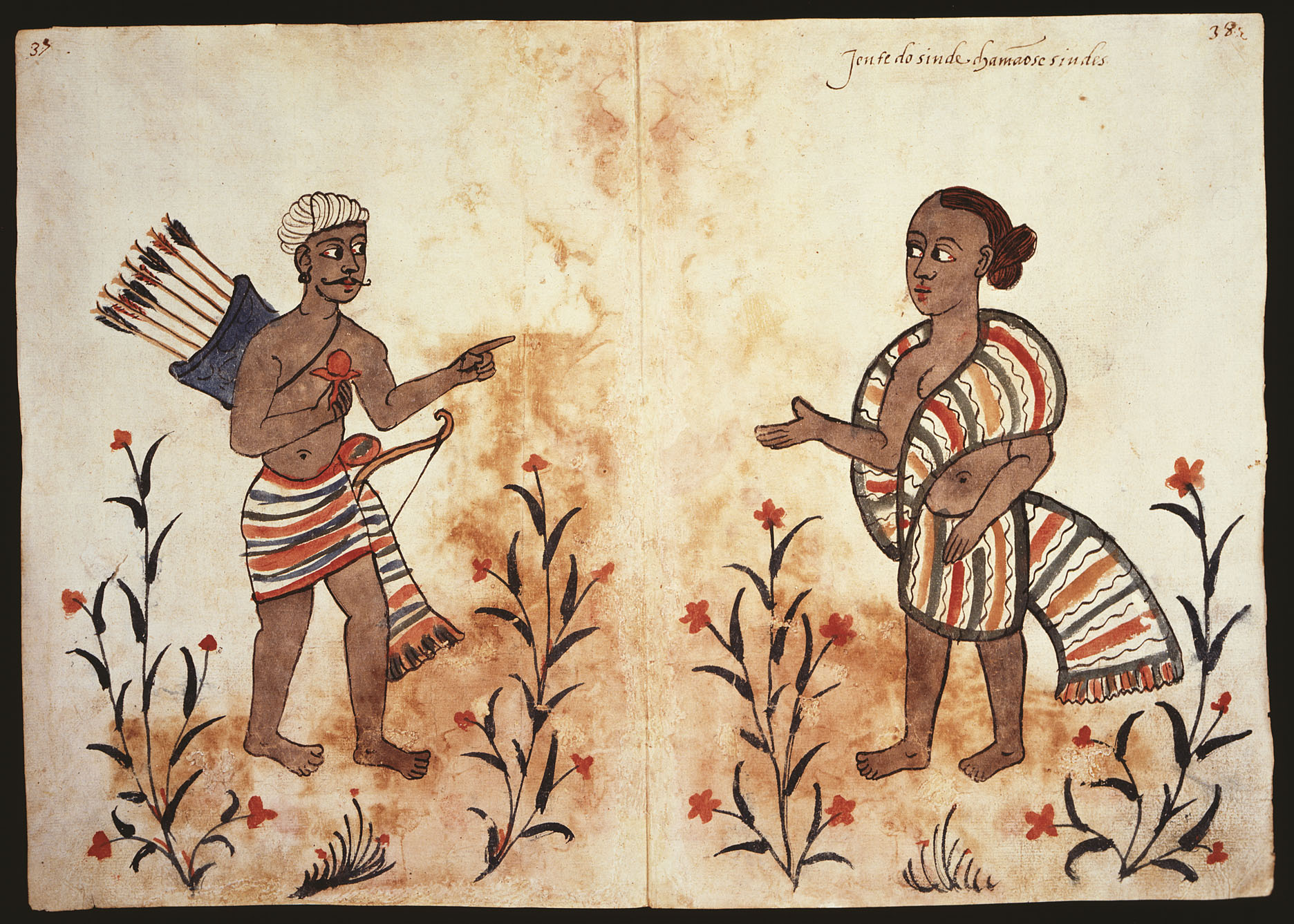
Coppia sindhi

### Gujarat

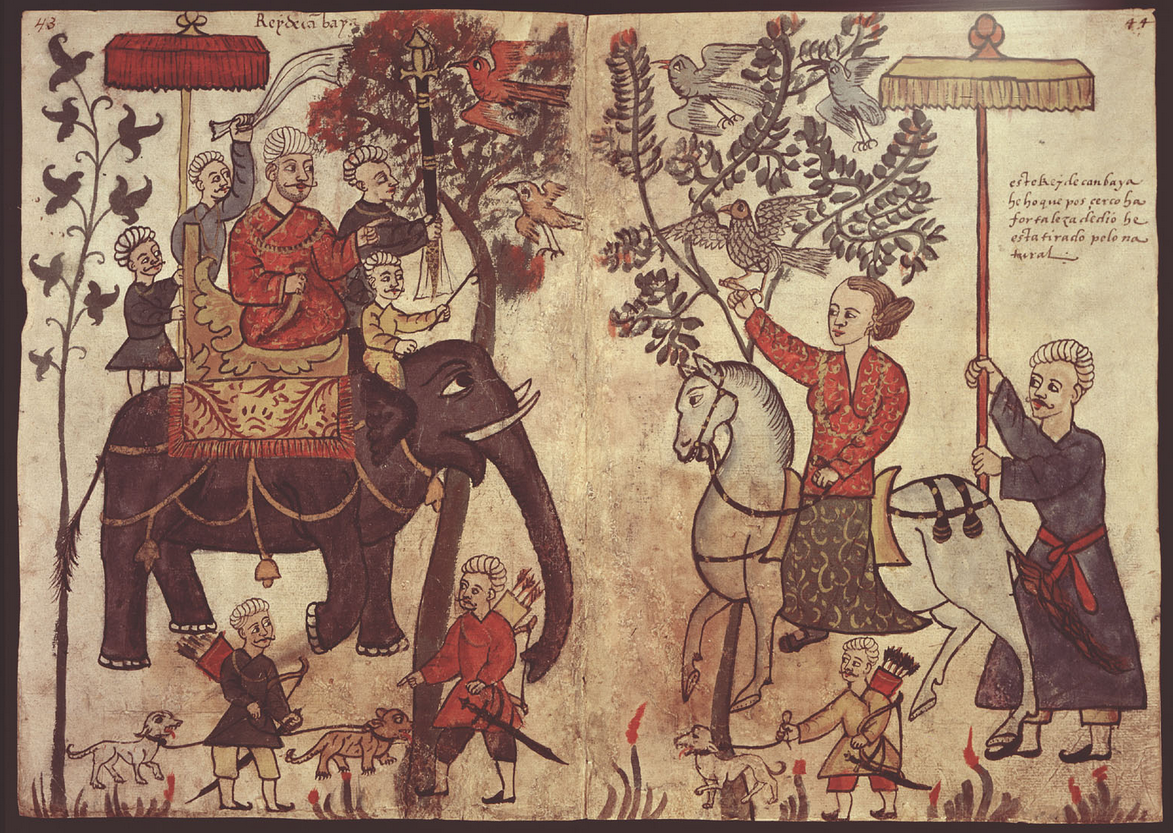
"Re di Cambay", il sultano del Gujarat.
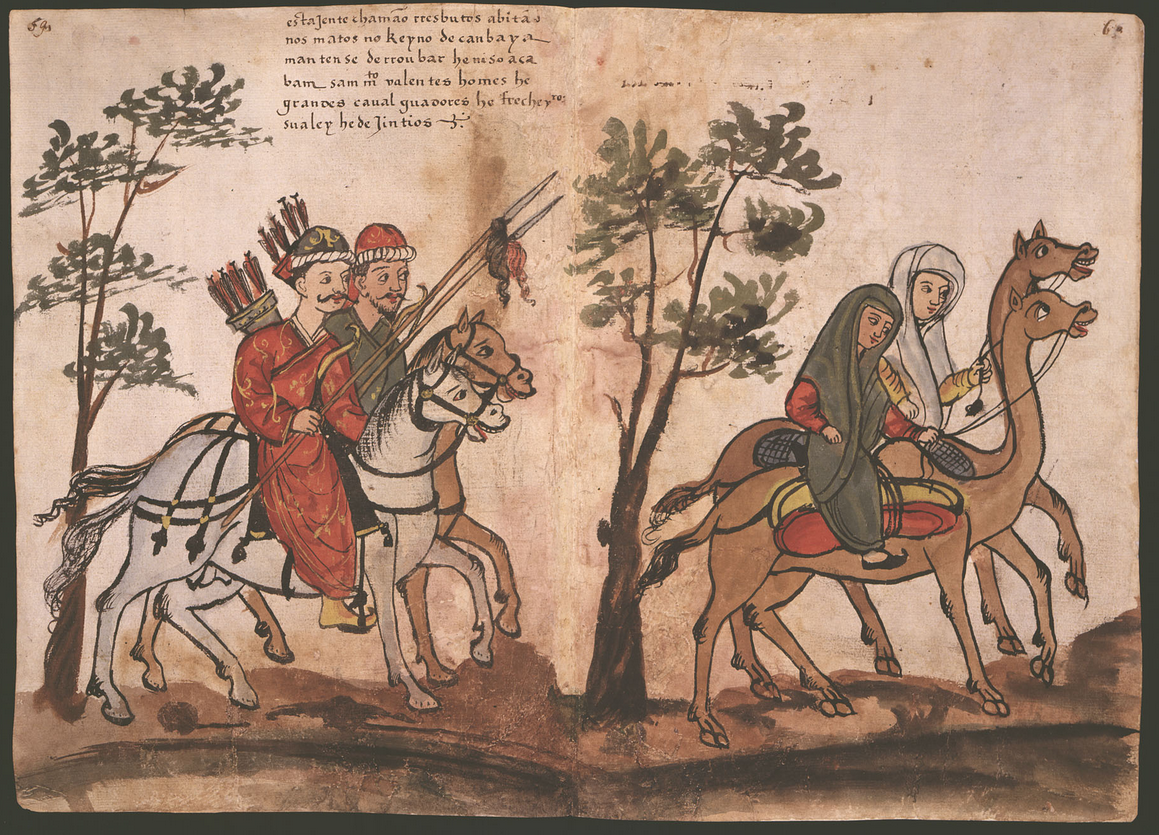
Rajputs, "che abitano i boschi di Cambay"
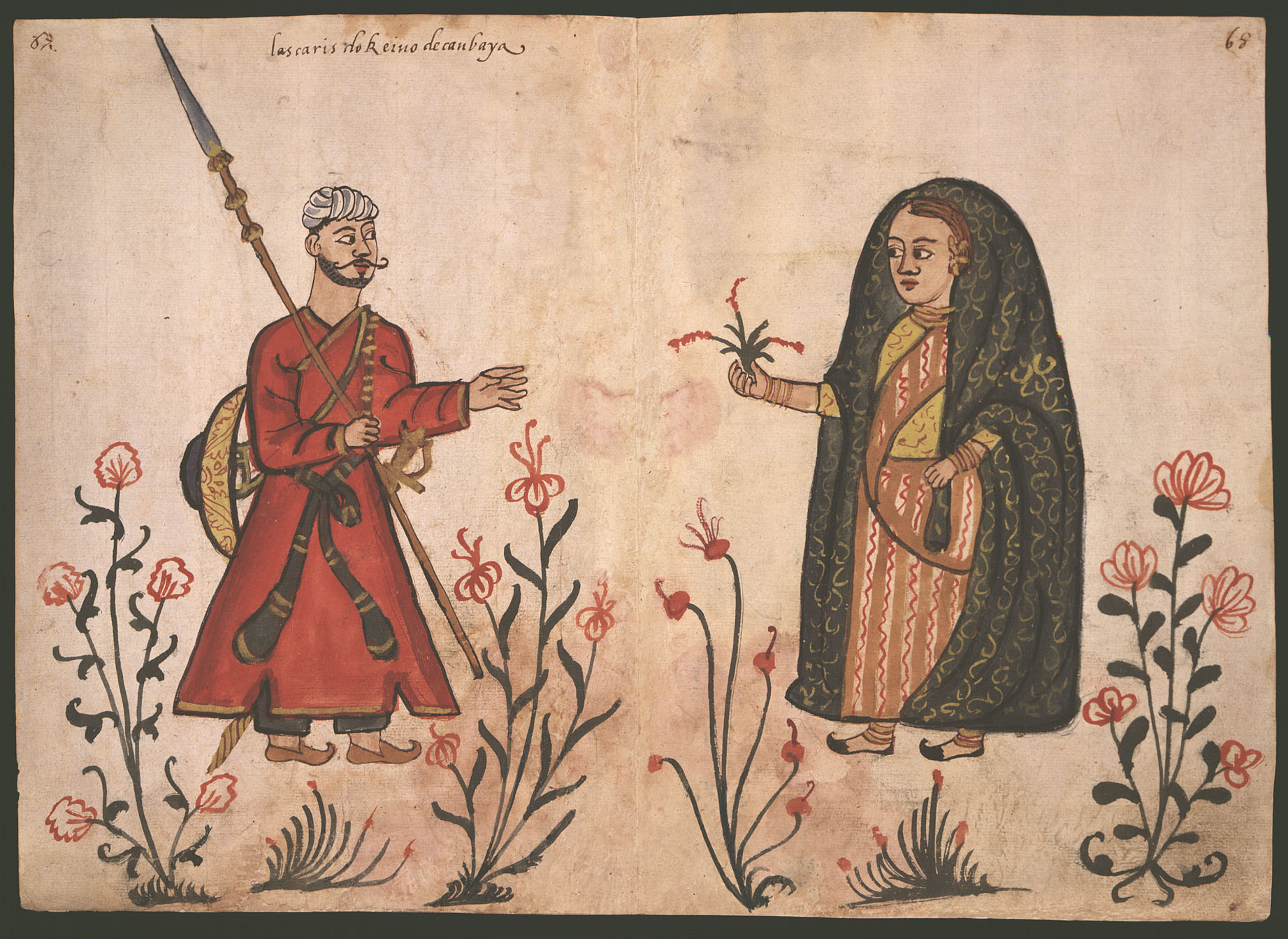
Coppia gujarati di un lascarin (fante) e sua moglie.
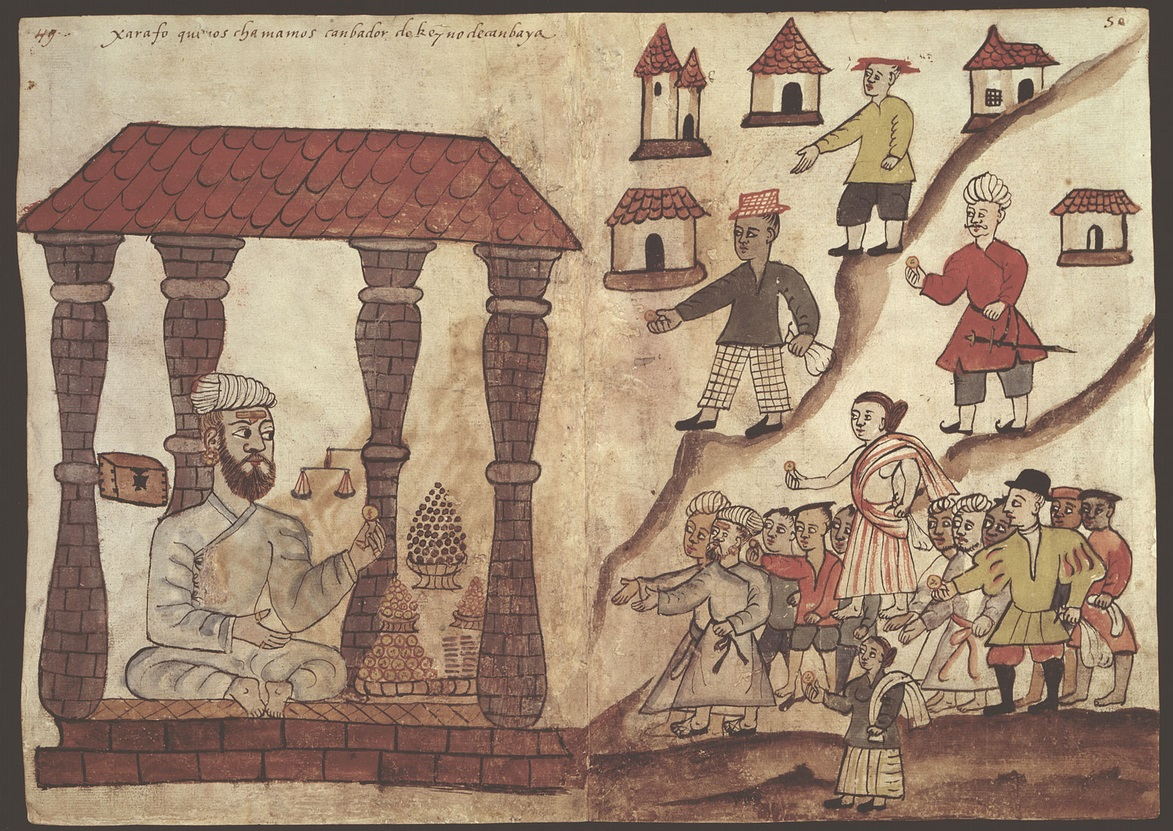
Cambiavalute del Gujarat
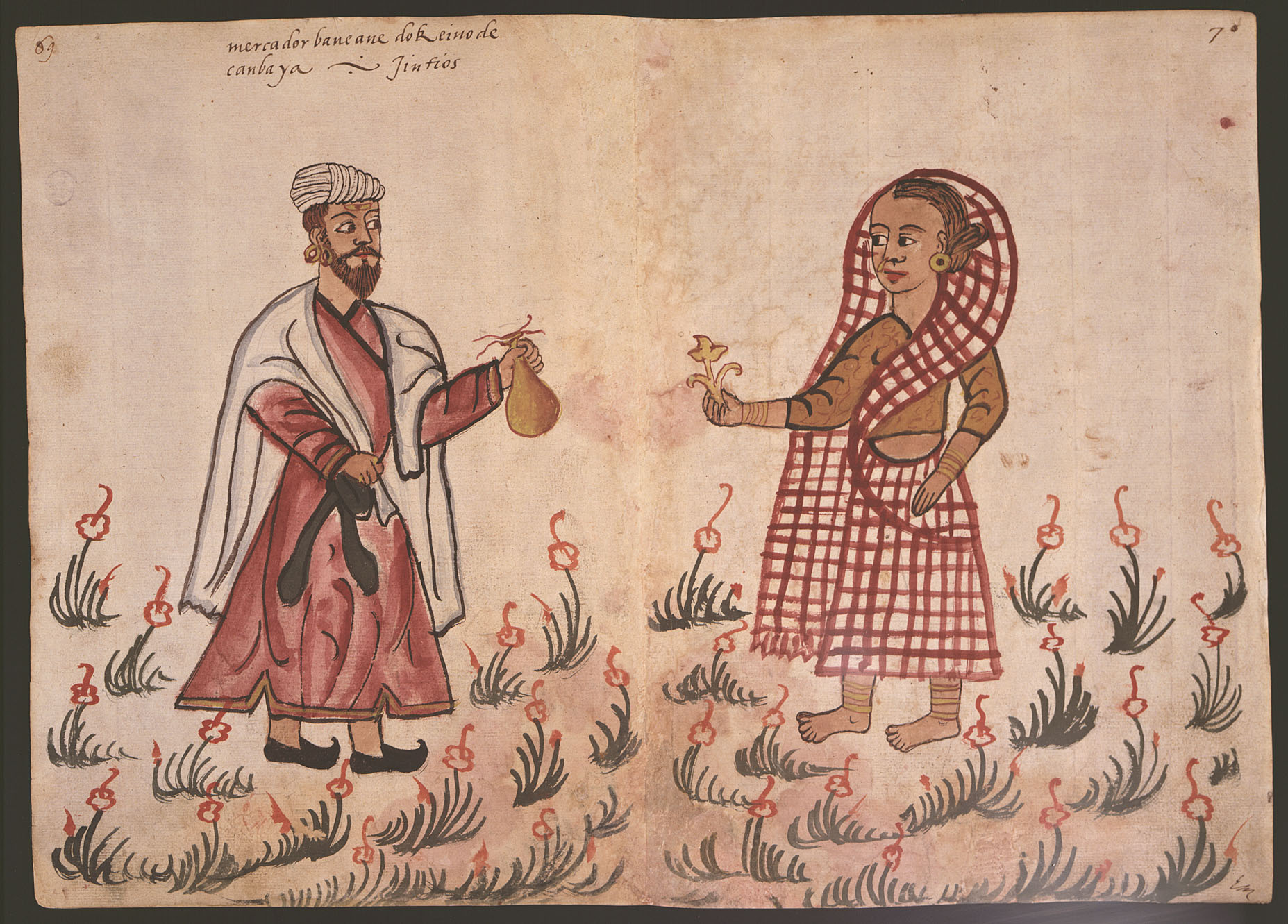
Mercanti del Gujarat
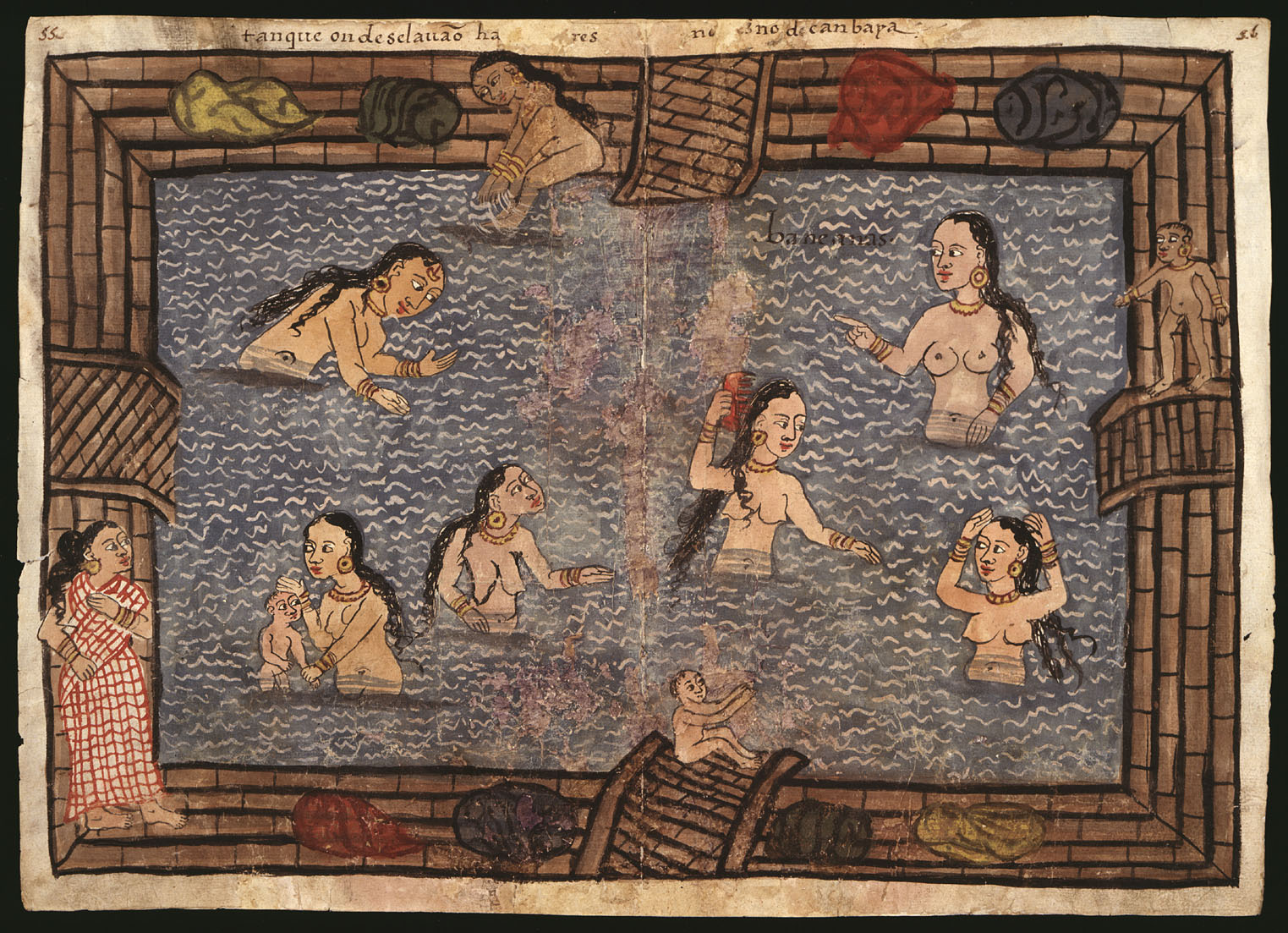
Serbatoio dell'acqua in Gujarat
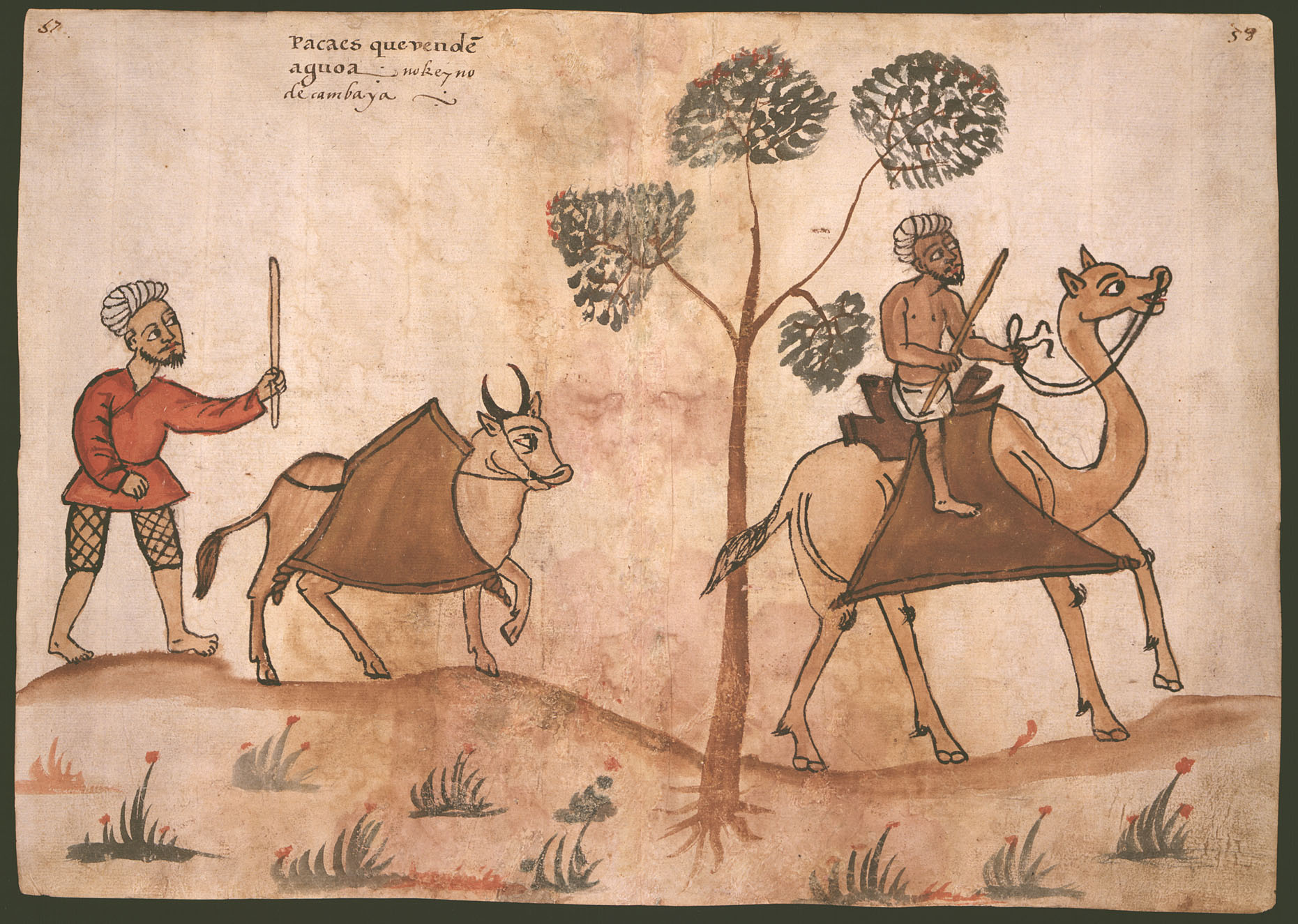
Venditori d'acqua del Gujarat
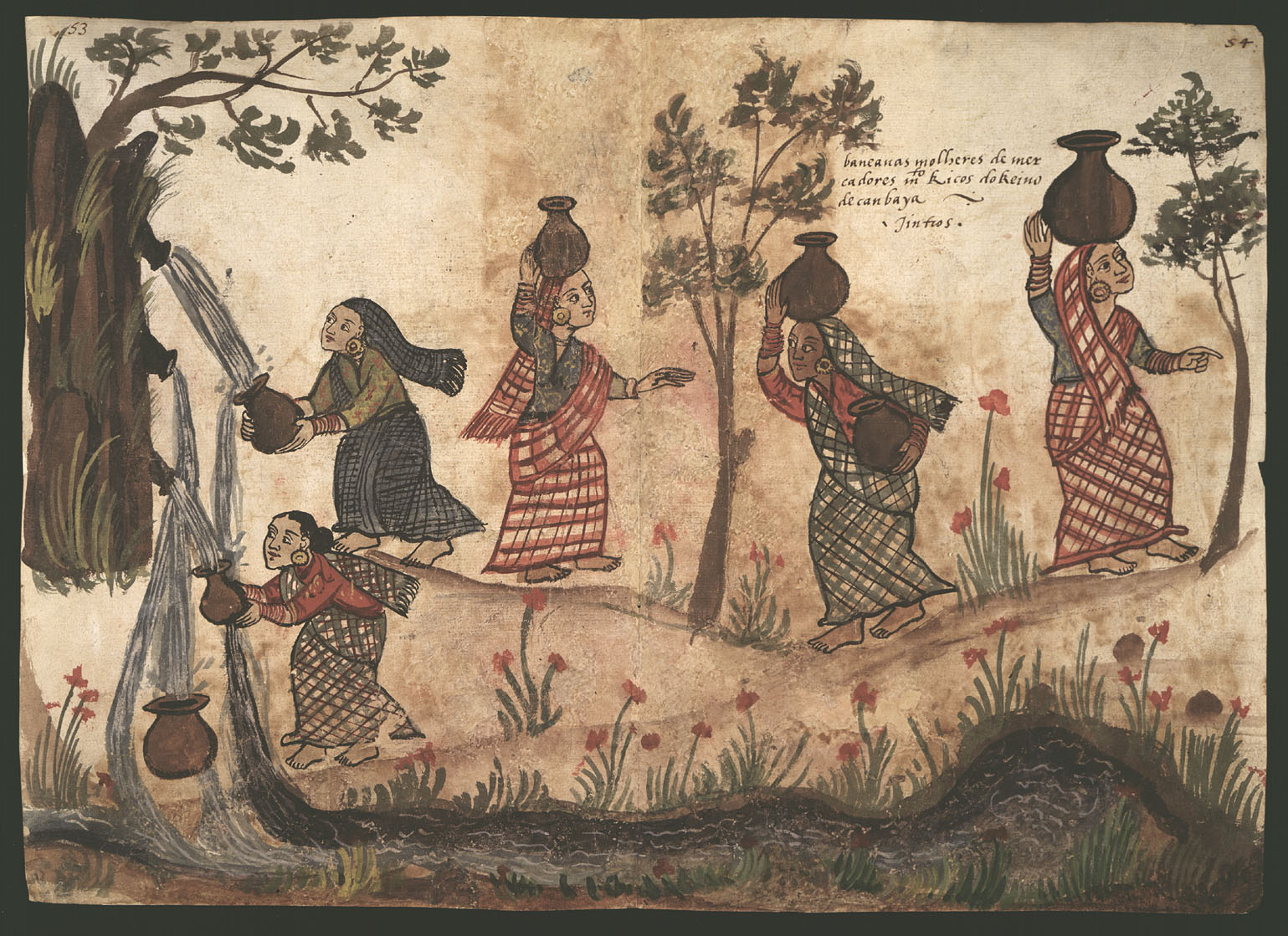
Donne gujarati
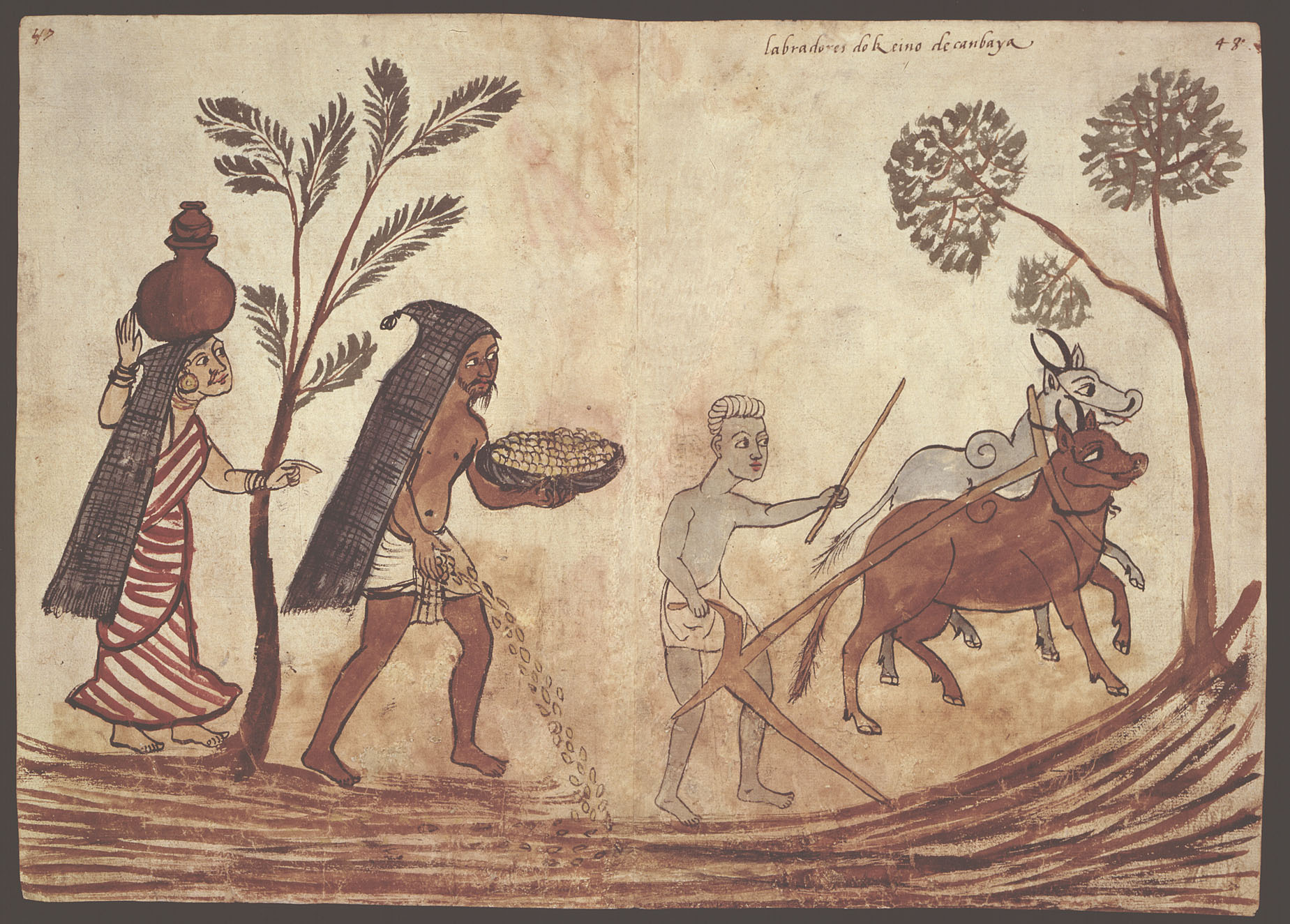
Agricoltori e contadini del Gujarat
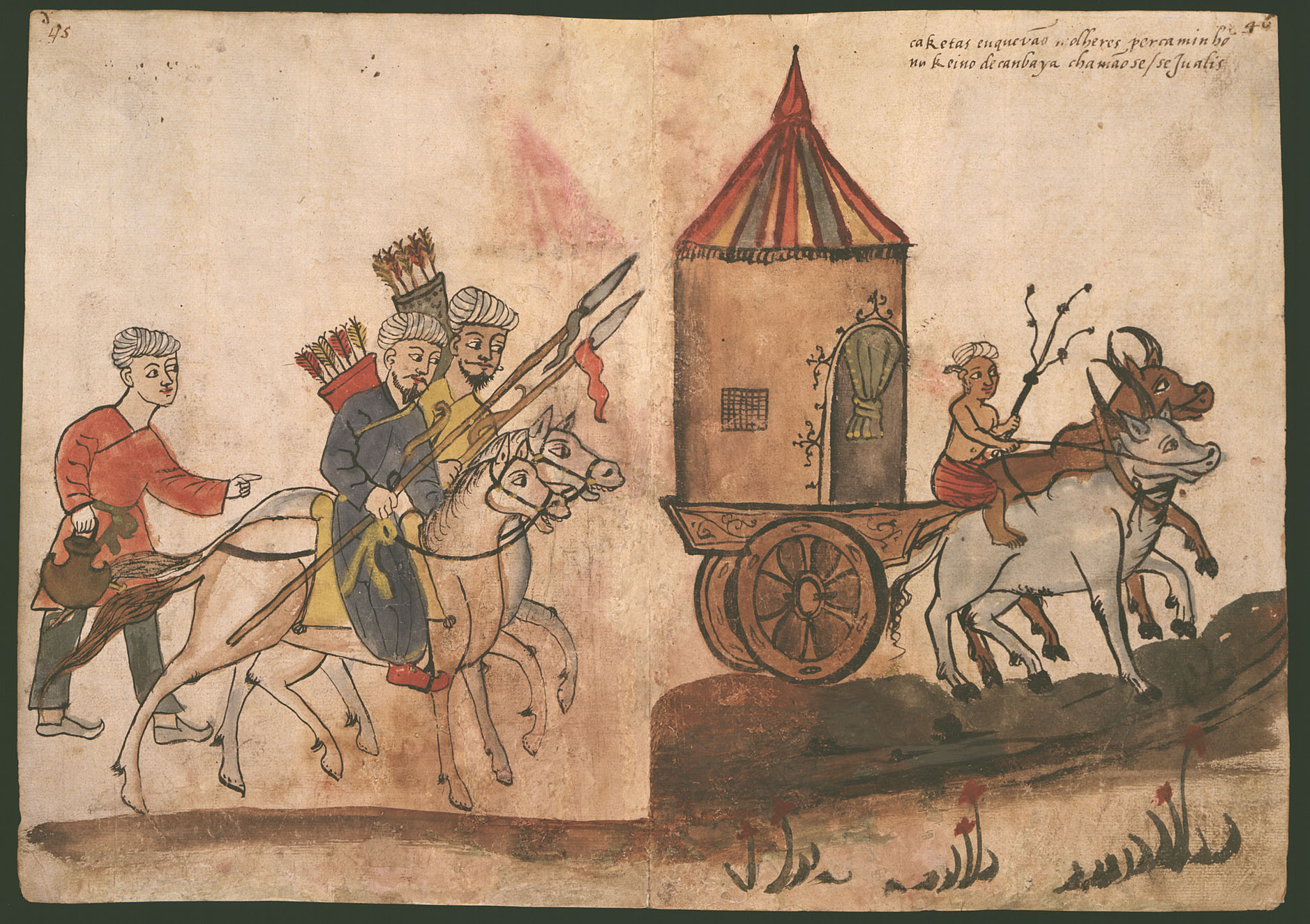
Carrozza del Gujarat

### India settentrionale e nord-orientale

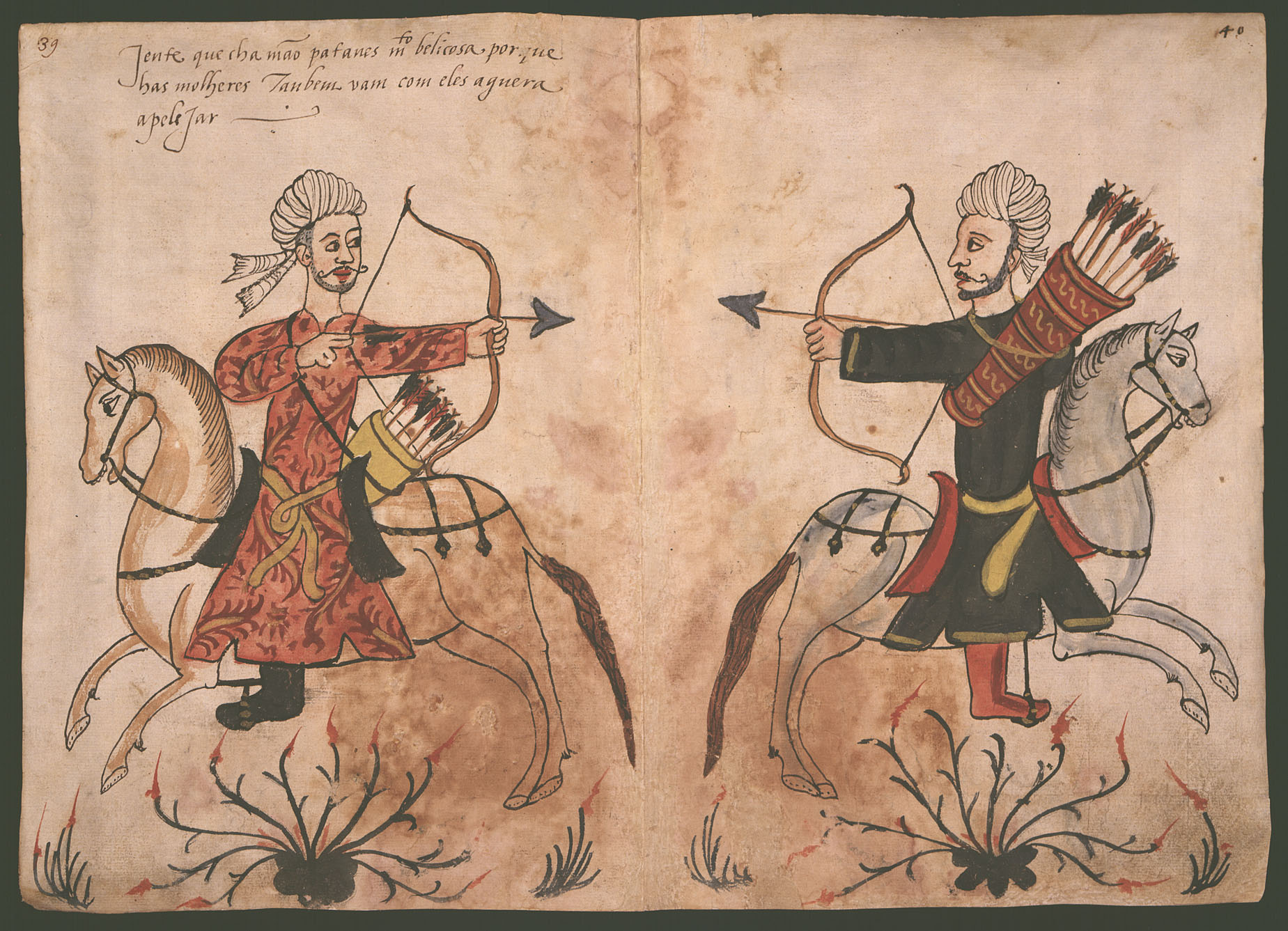
Cavalieri di Patna
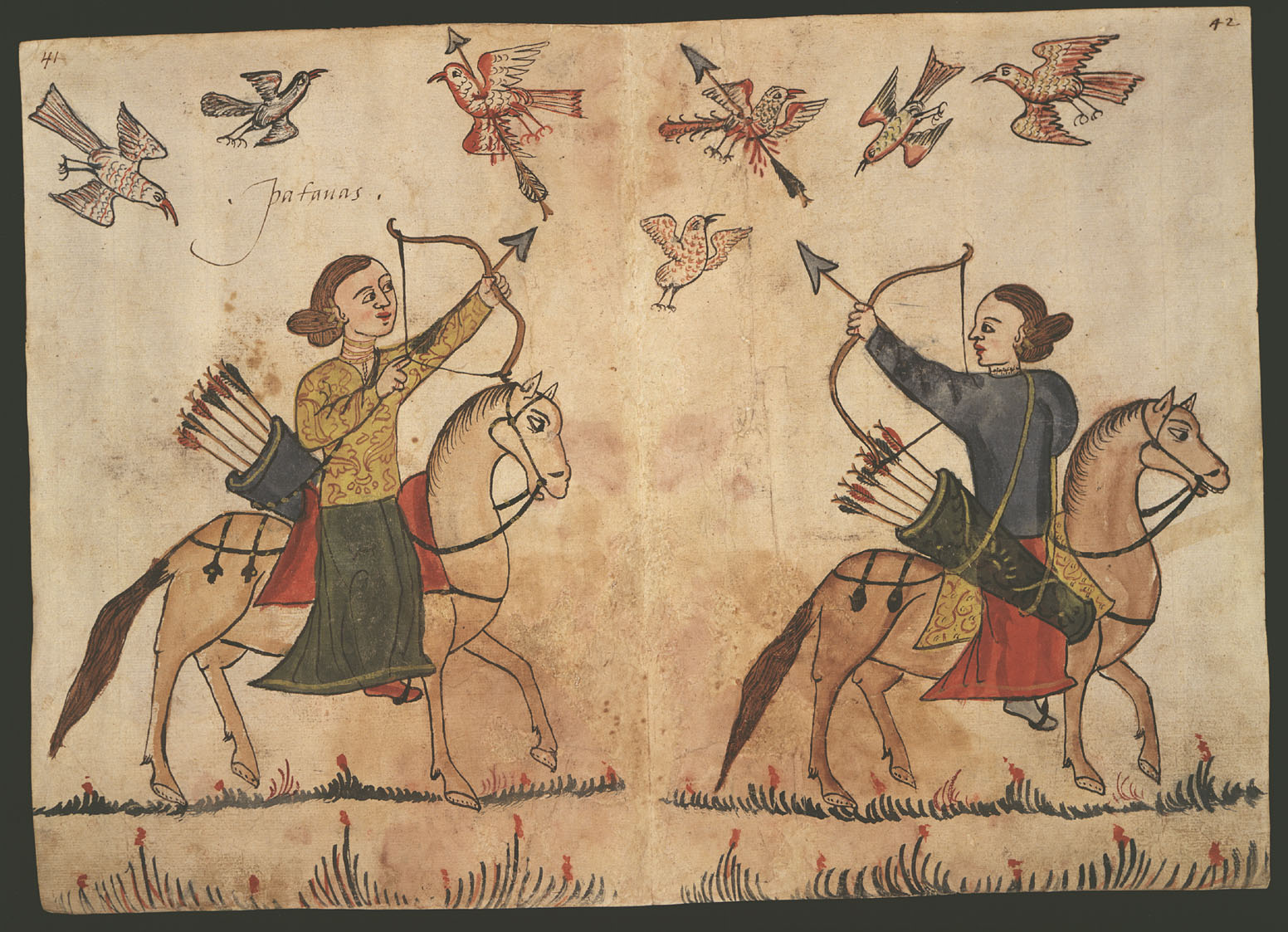
Amazzoni di Patna
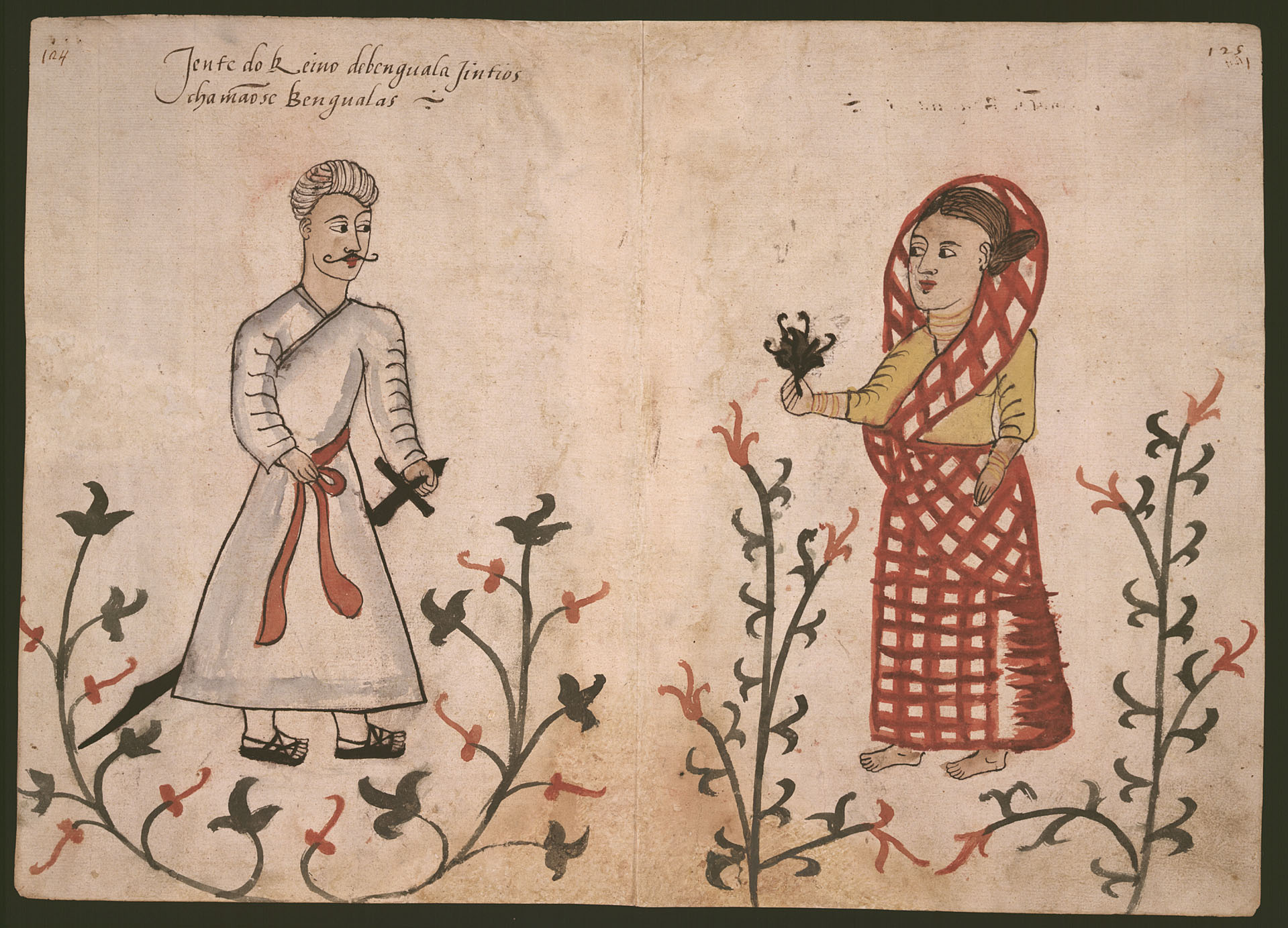
Coppia bengalese

### Goa e la costa del Kanara

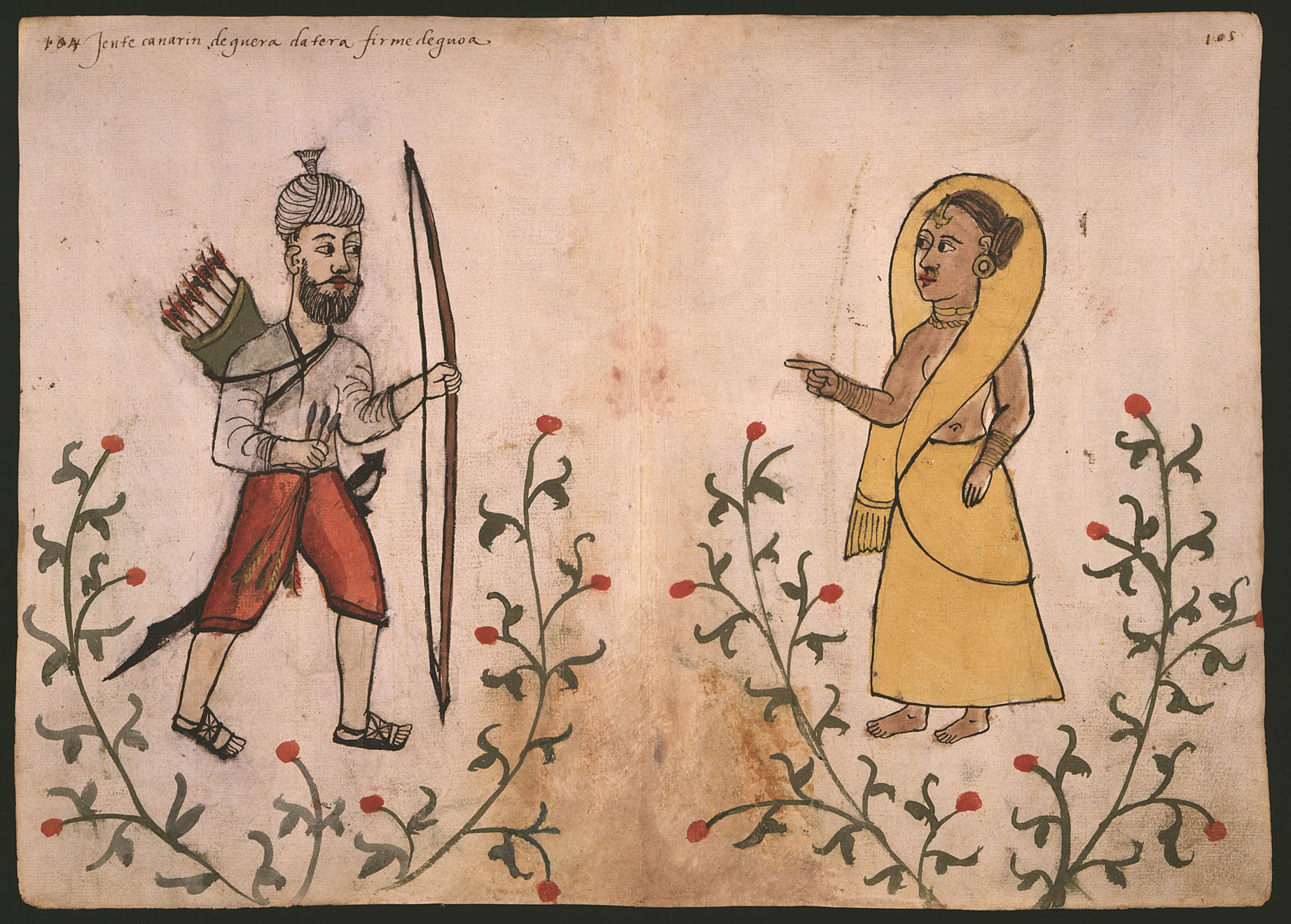
Soldato di Goan, noto per l'uso di archi lunghi.
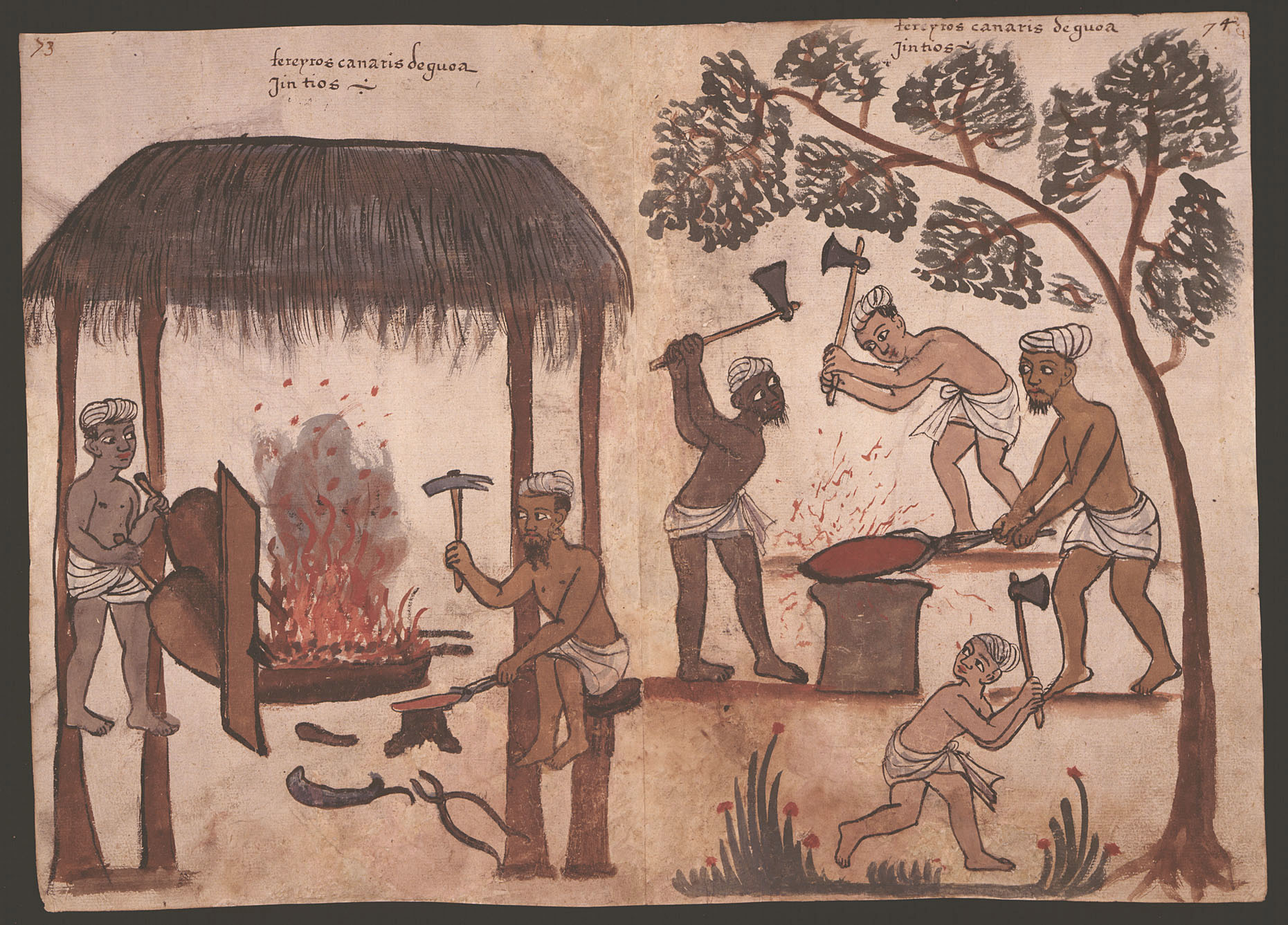
Fabbri di Goan
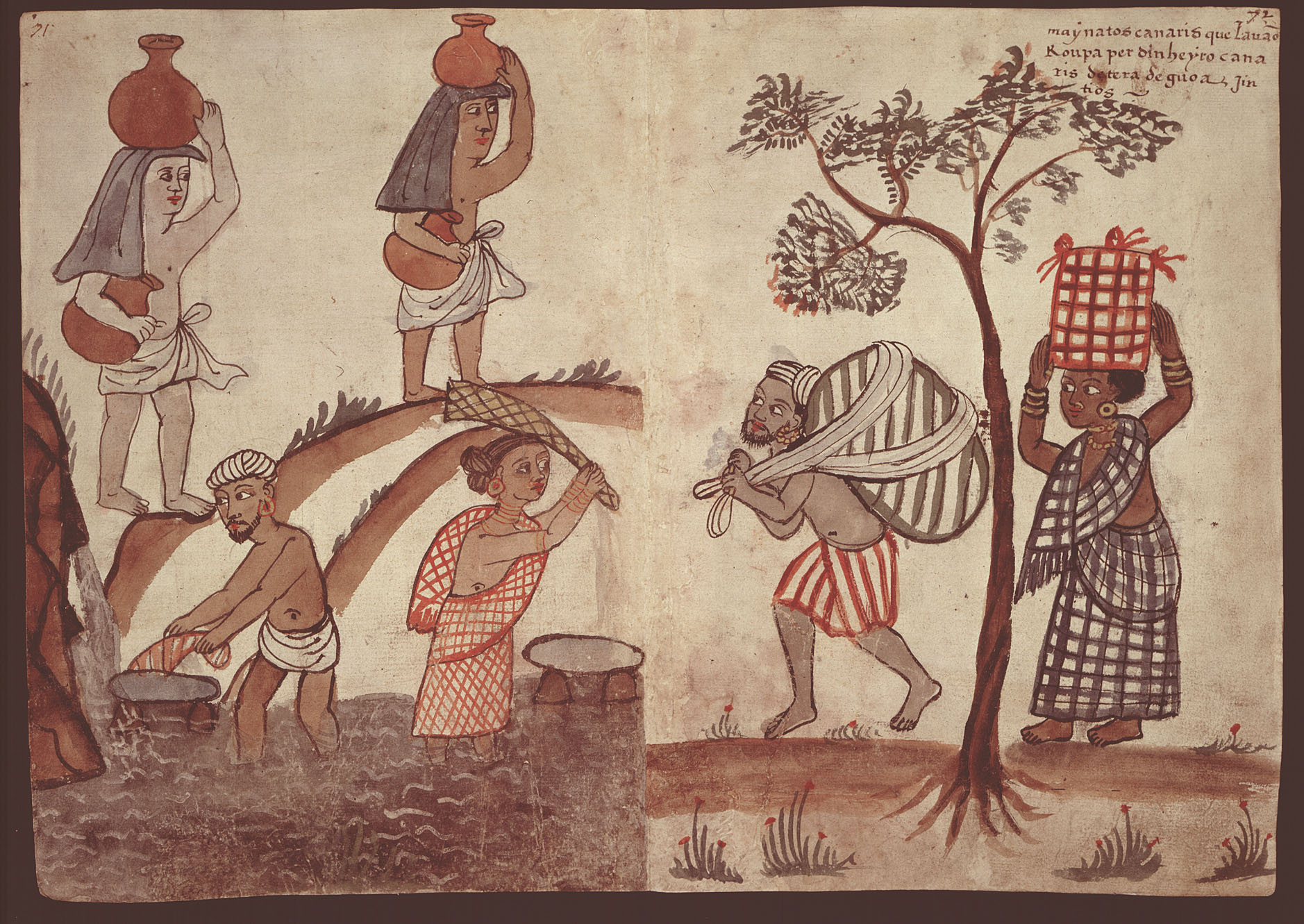
Lavabiancheria, chiamate mainatos dai portoghesi
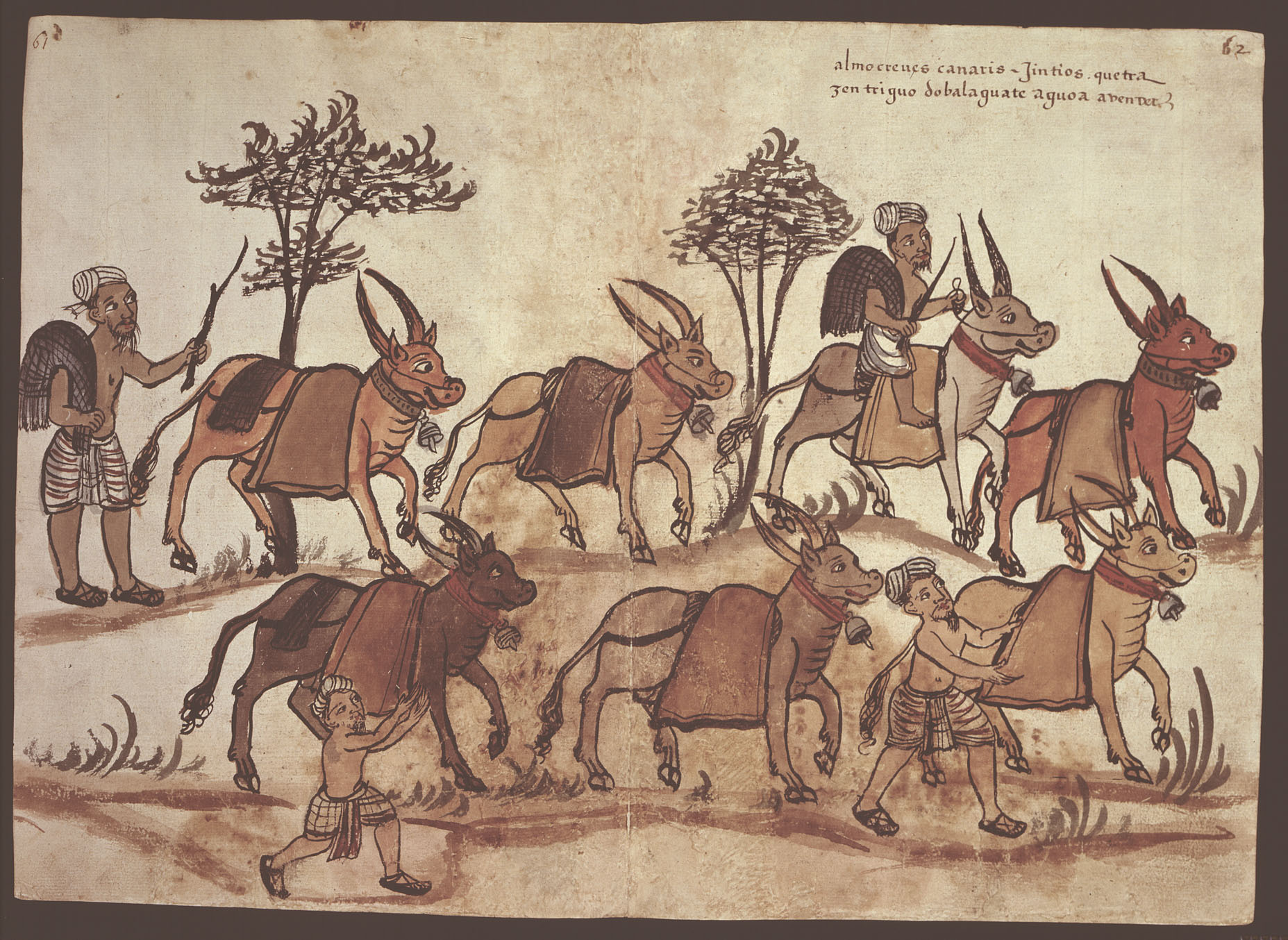
Venditori di grano a Goa
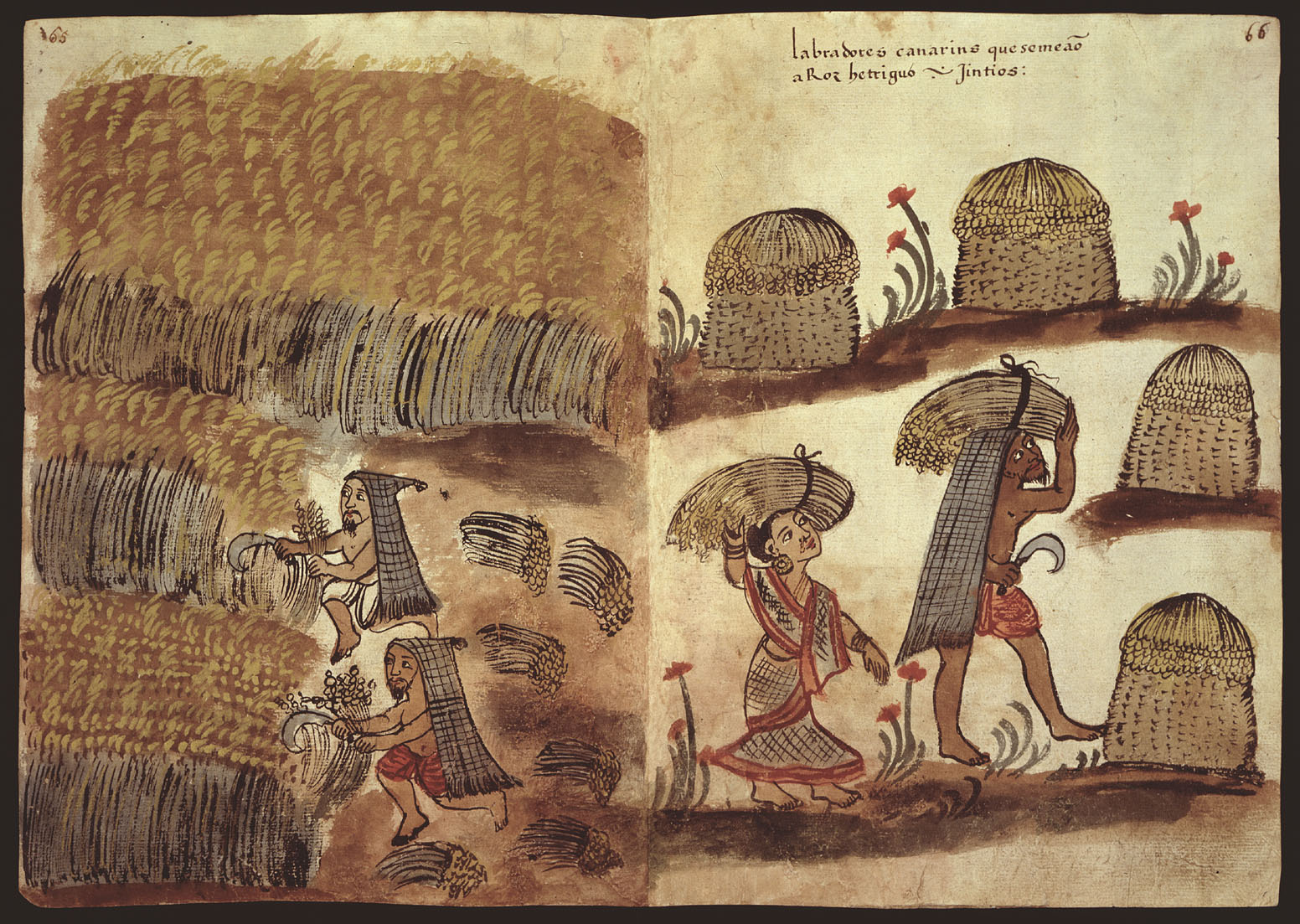
Agricoltori di Goa
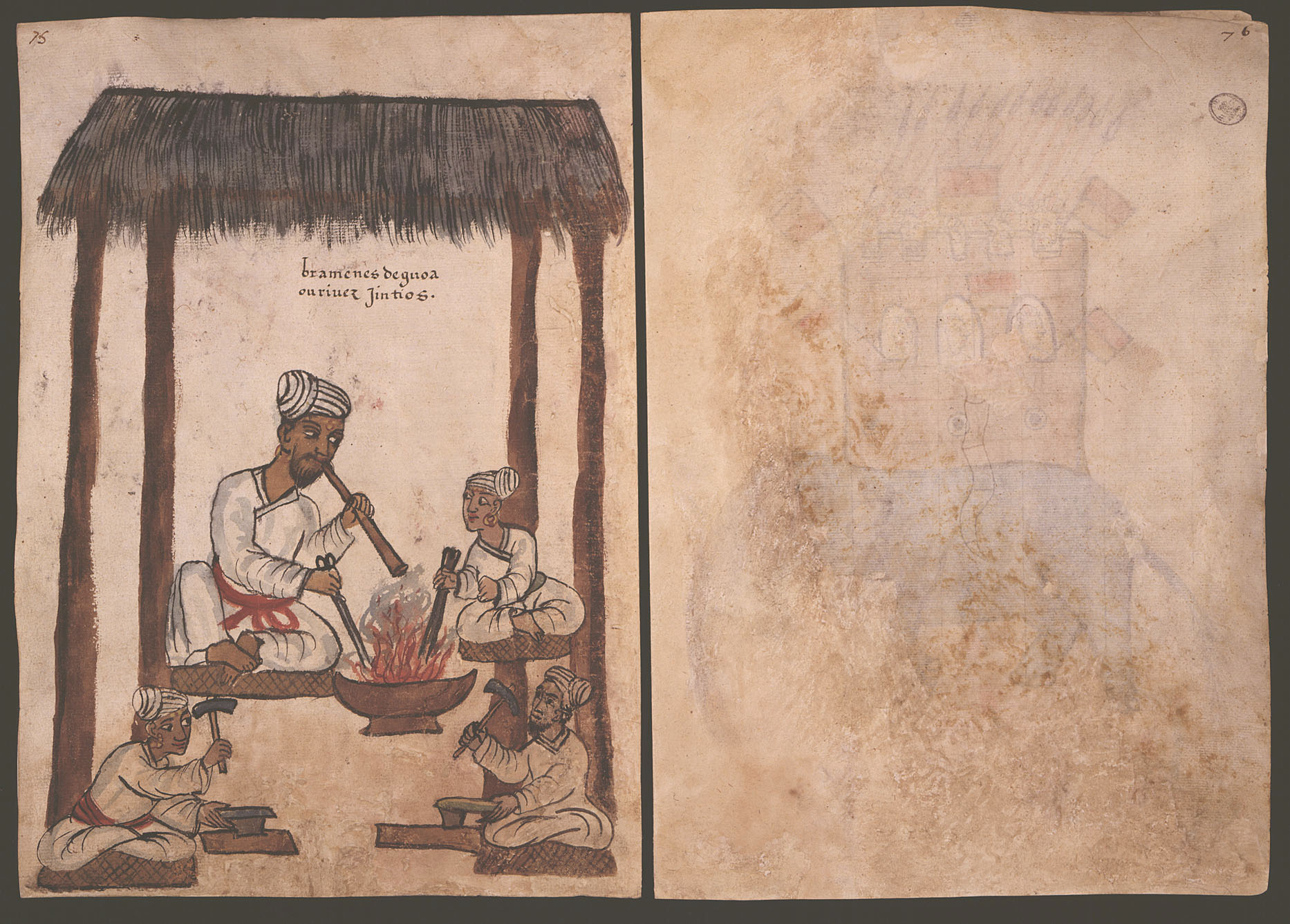
Un orafo bramino di Goa
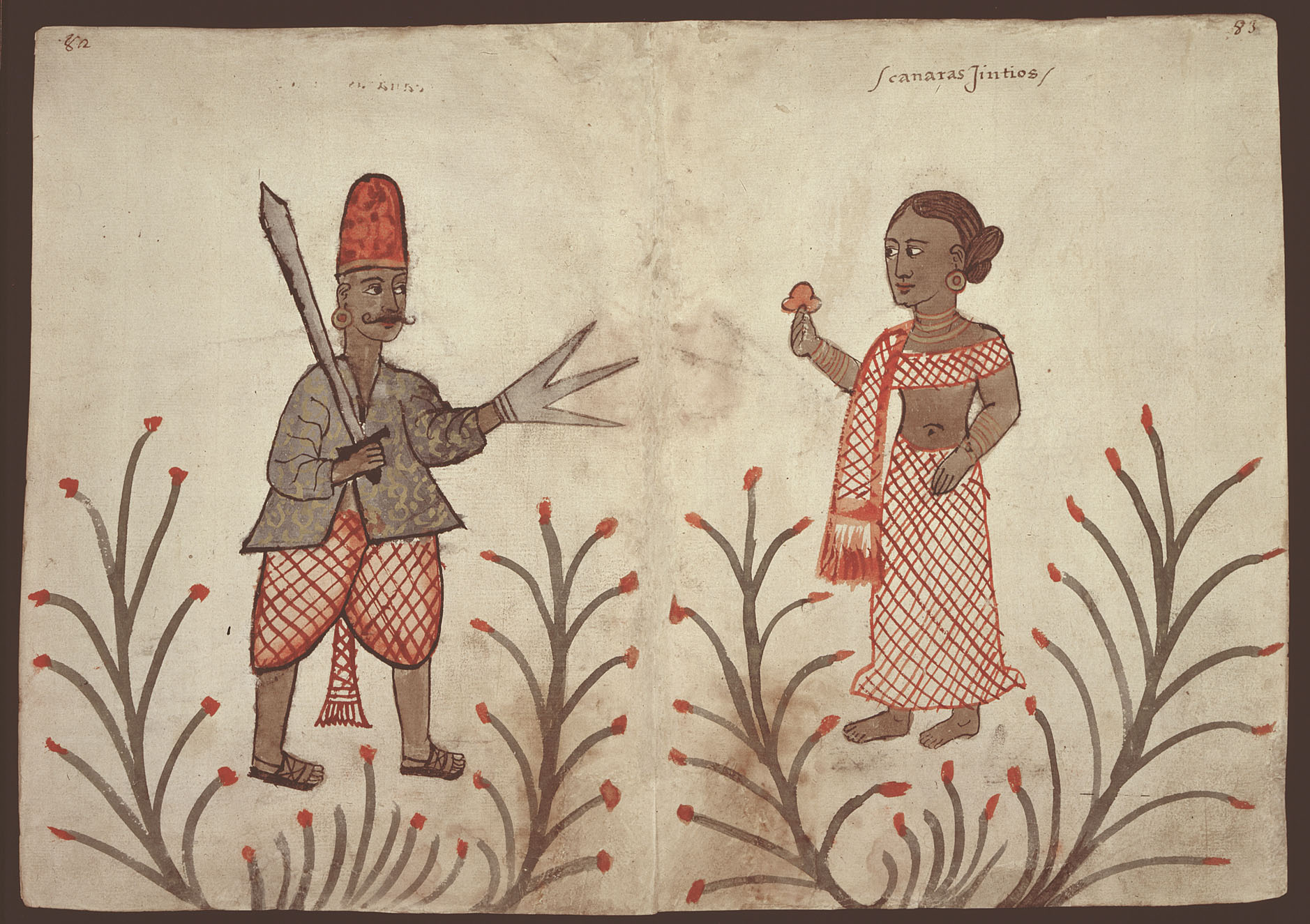
Coppia indù Kanarese, chiamati "gentili" dai portoghesi.

### Costa di Malabar

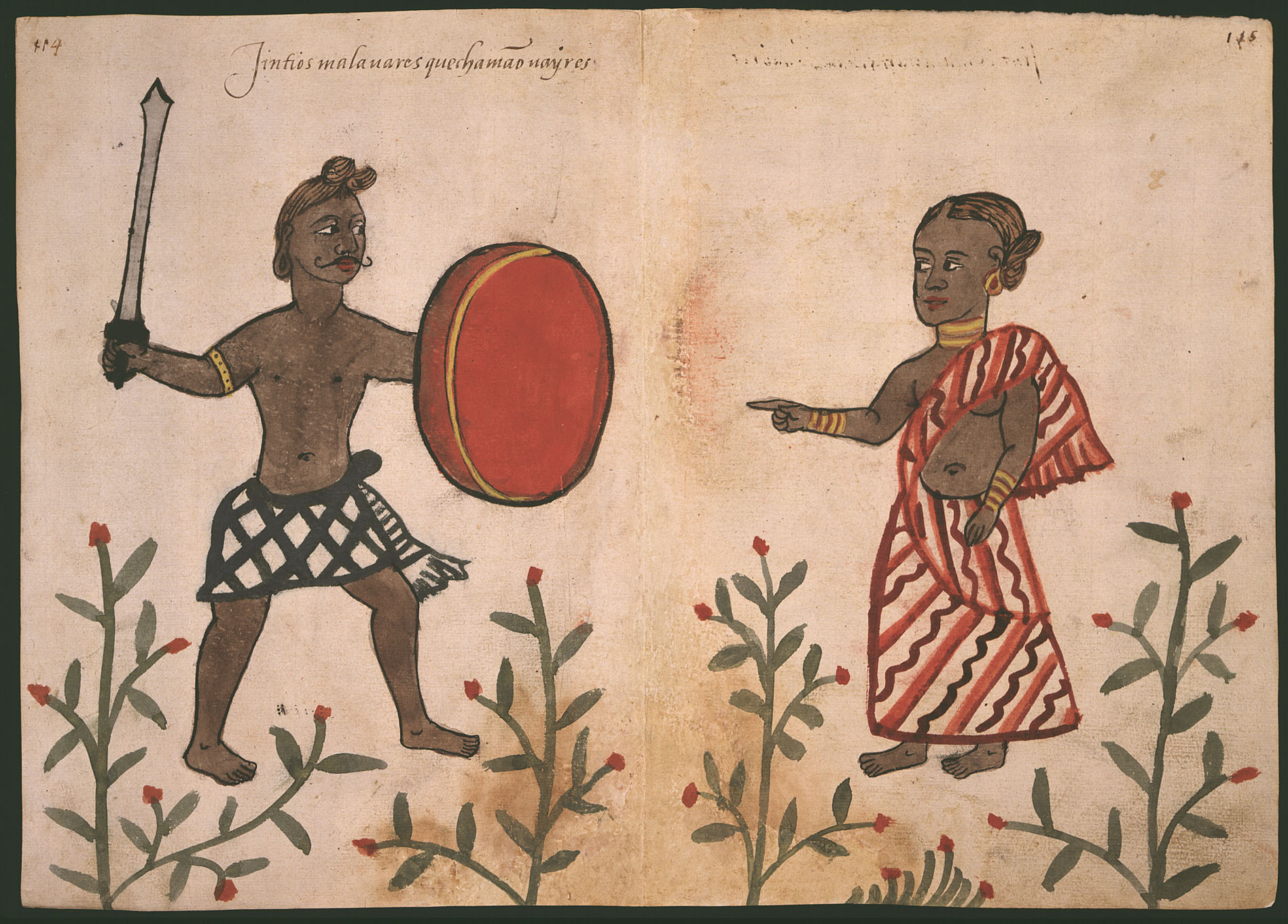
Nayars o Nairs, una casta "guerriera" indù della costa del Malabar
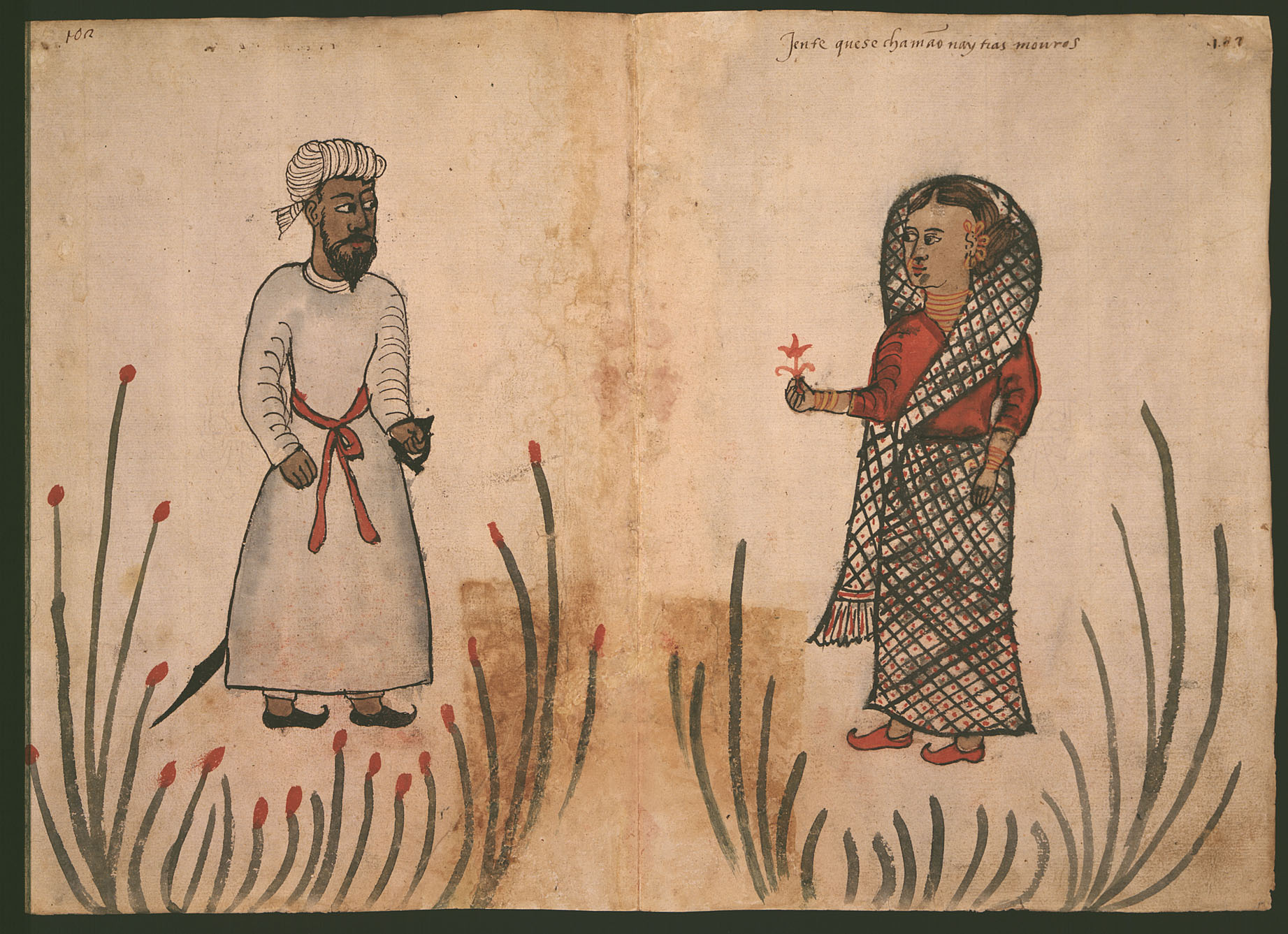
Discendenti di uomini musulmani sposati con donne indiane, chiamati Naitás ("Navayats") dai portoghesi.
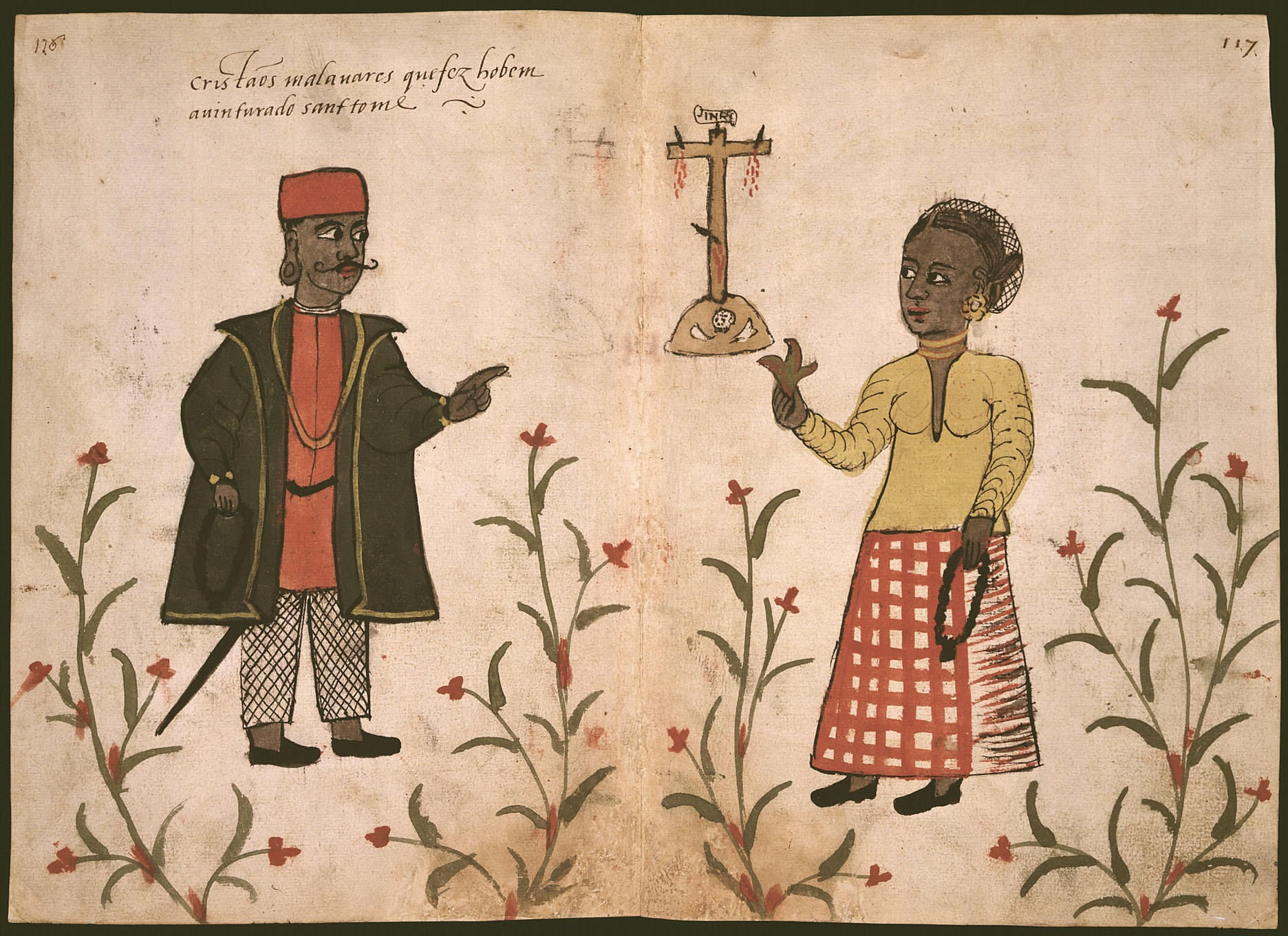
Cristiani Malabaresi di San Tommaso
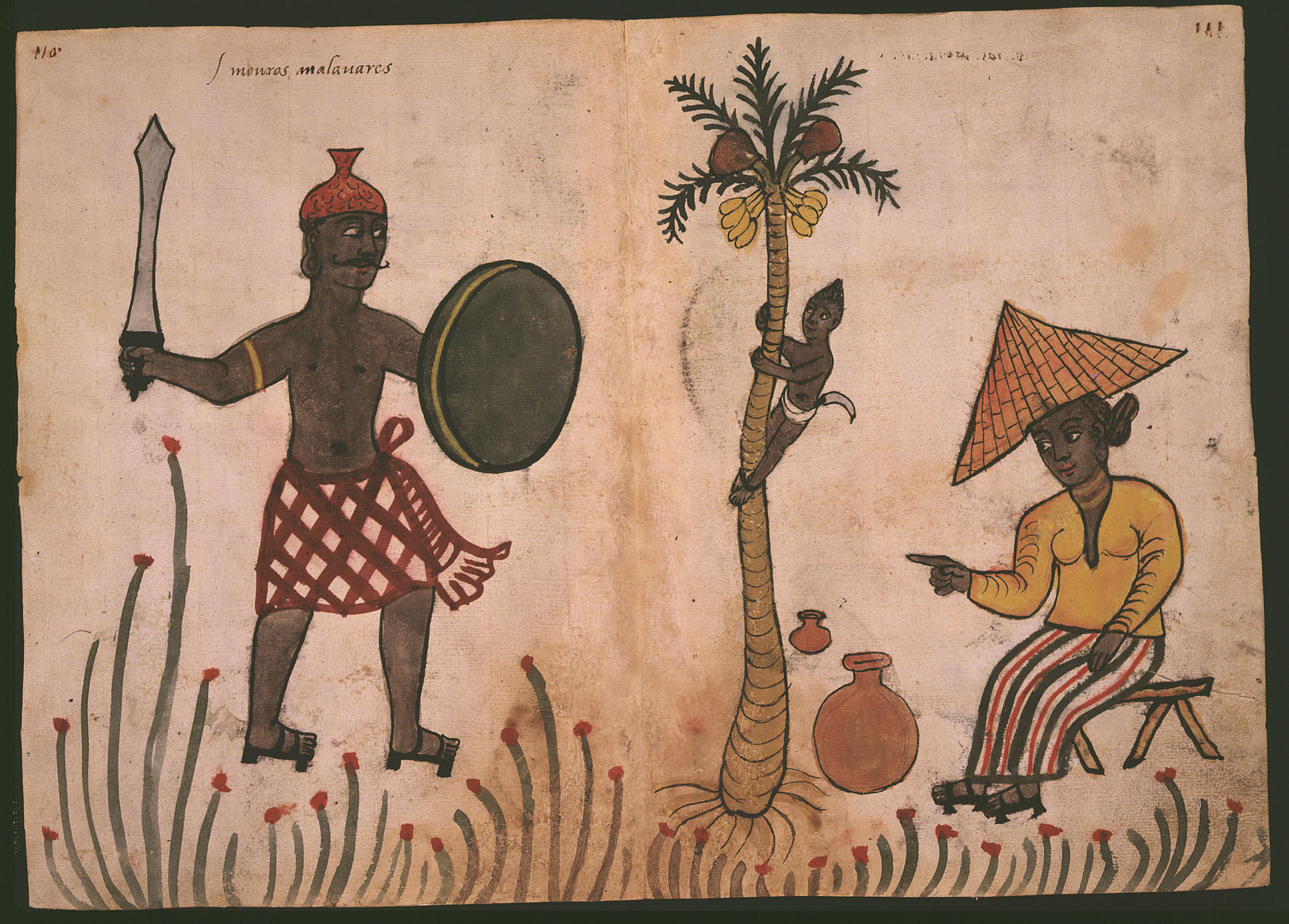
Musulmani Malabaresi (Mappila)
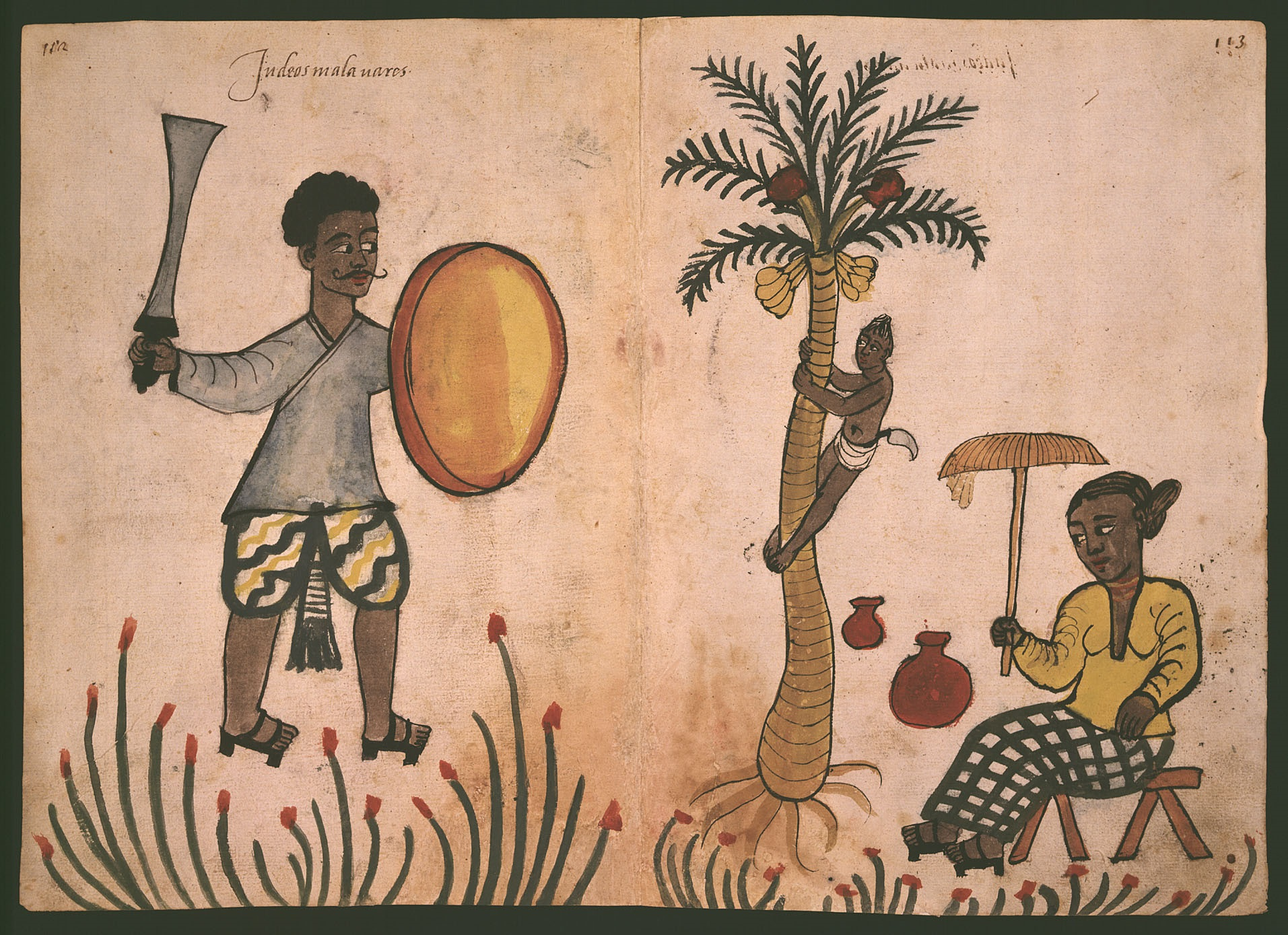
Ebrei Malabaresi

### Maldive

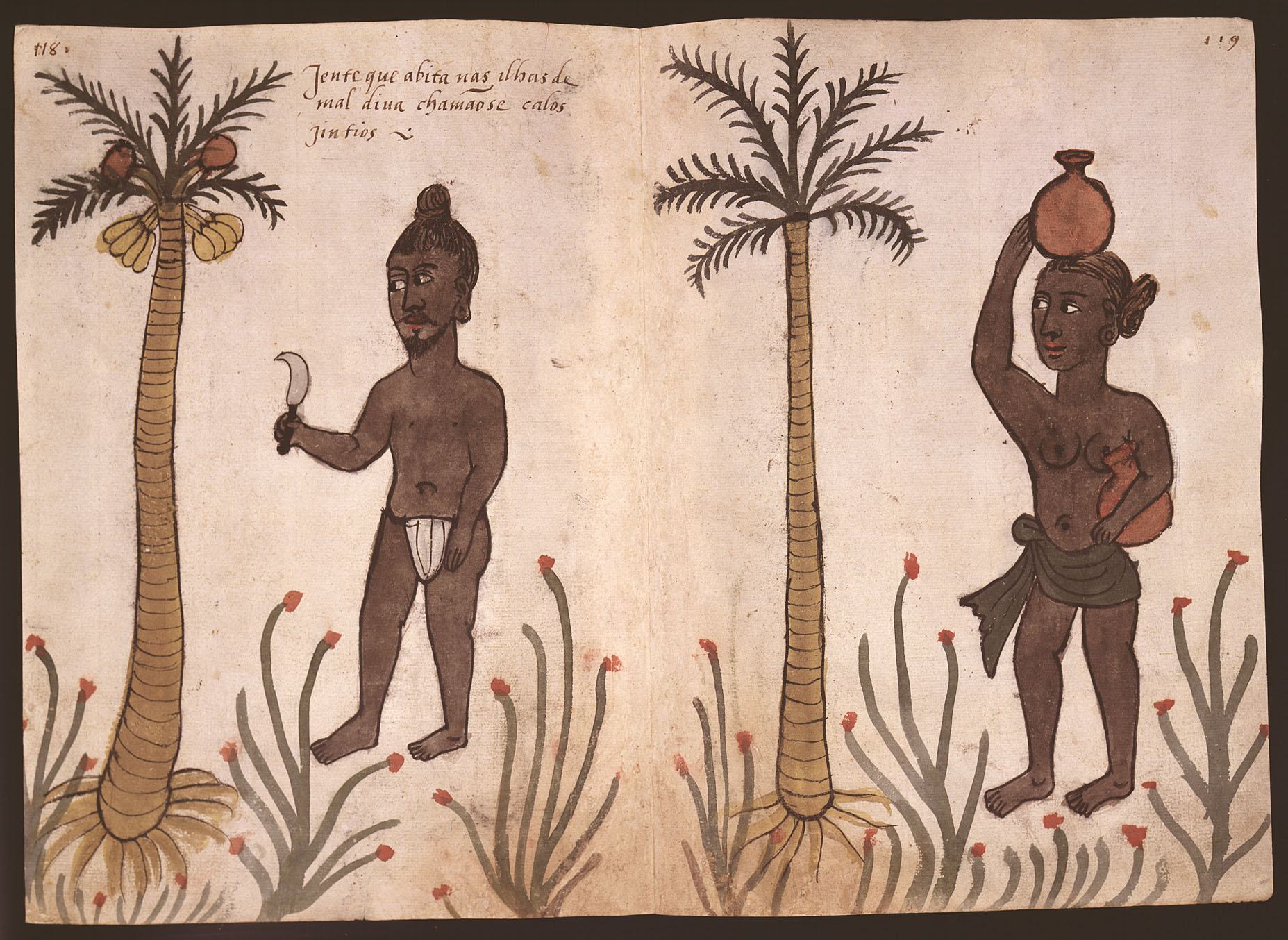
Maldiviani

### Costa del Coromandel

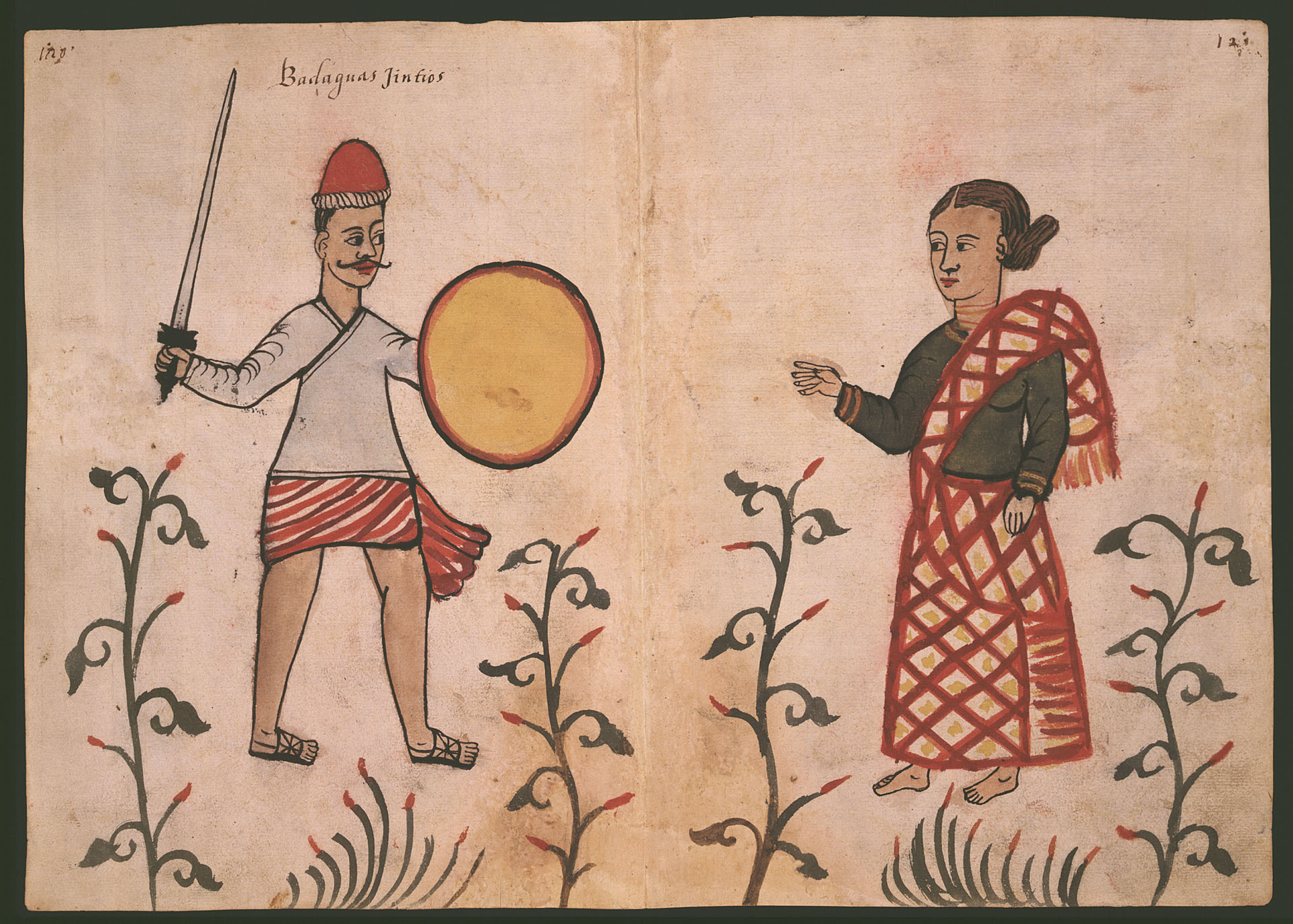
Coppia di Badagas, un popolo che abitava la costa sud-orientale dell'India.
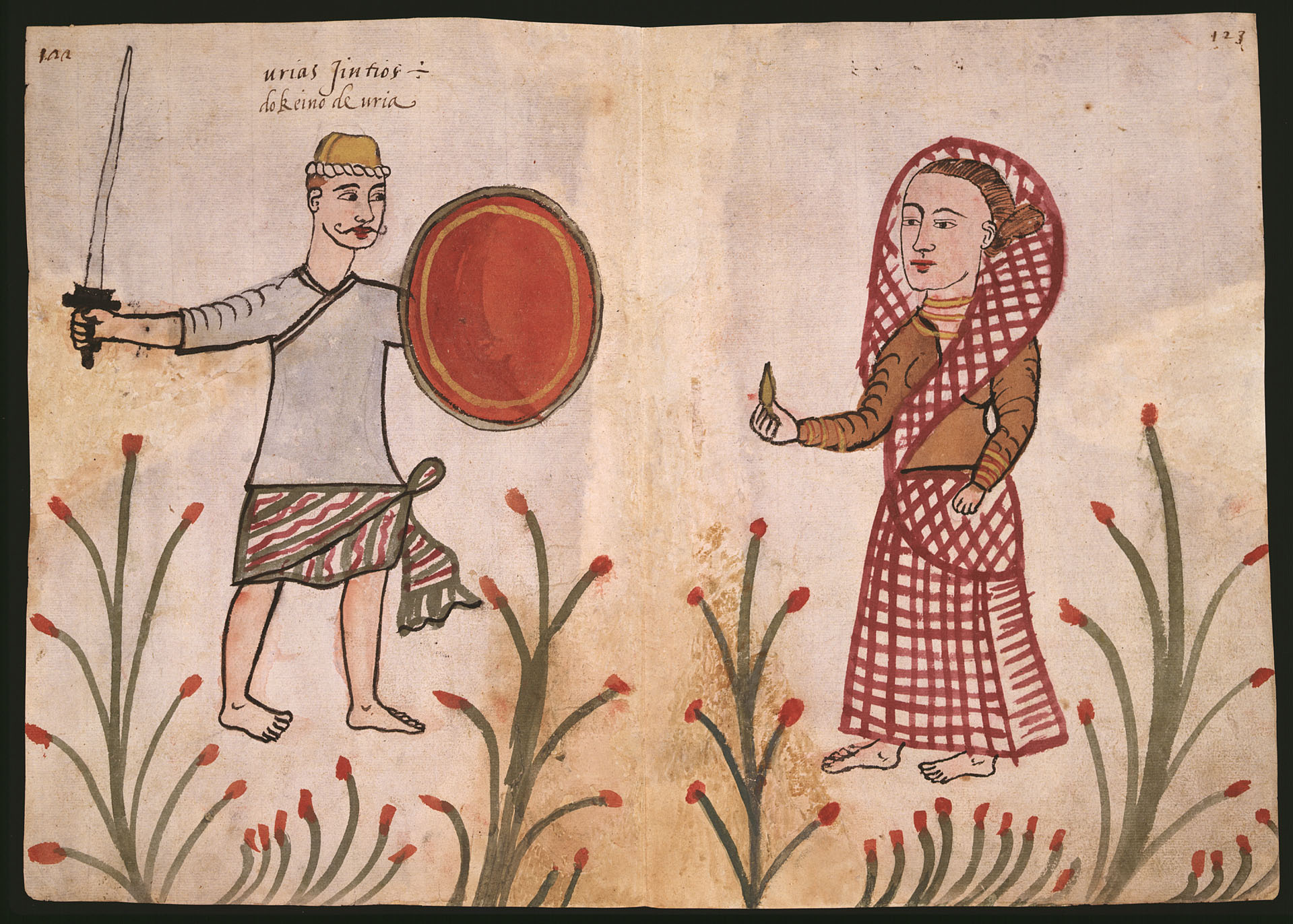
Gente dell'Orissa, nella costa orientale dell'India.

### Ceylon

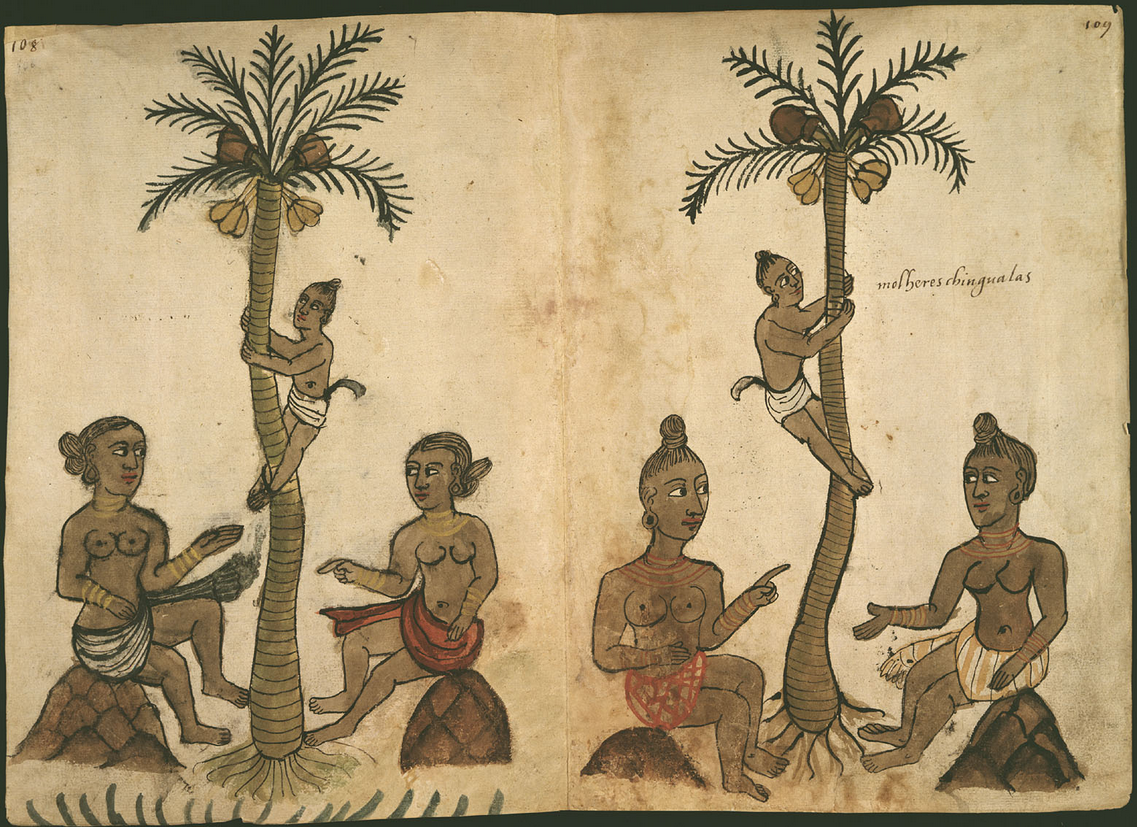
Donne dello Sri Lanka
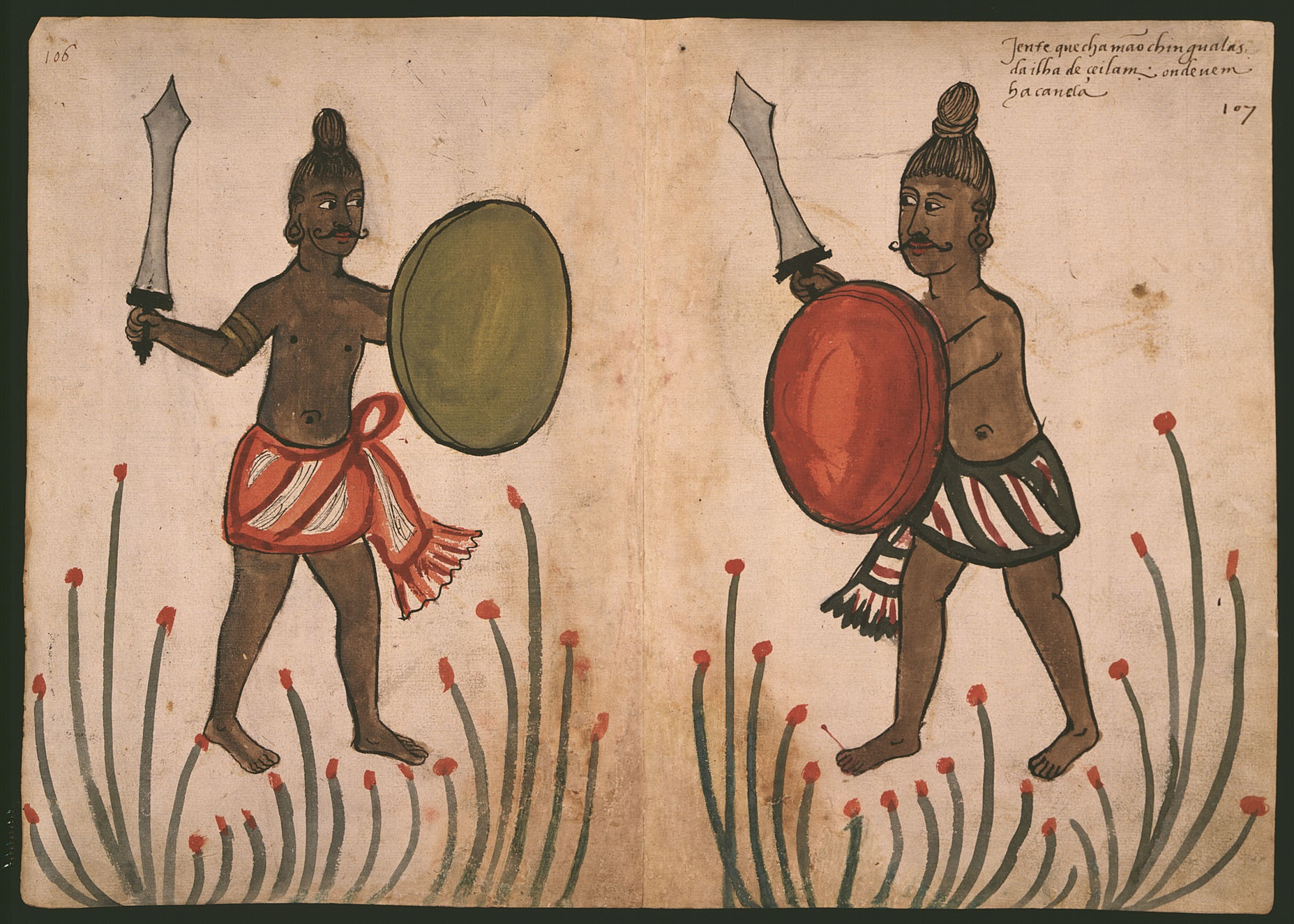
"Chingala". Guerrieri dello Sri Lanka, "dove nasce la cannella".

### Birmania

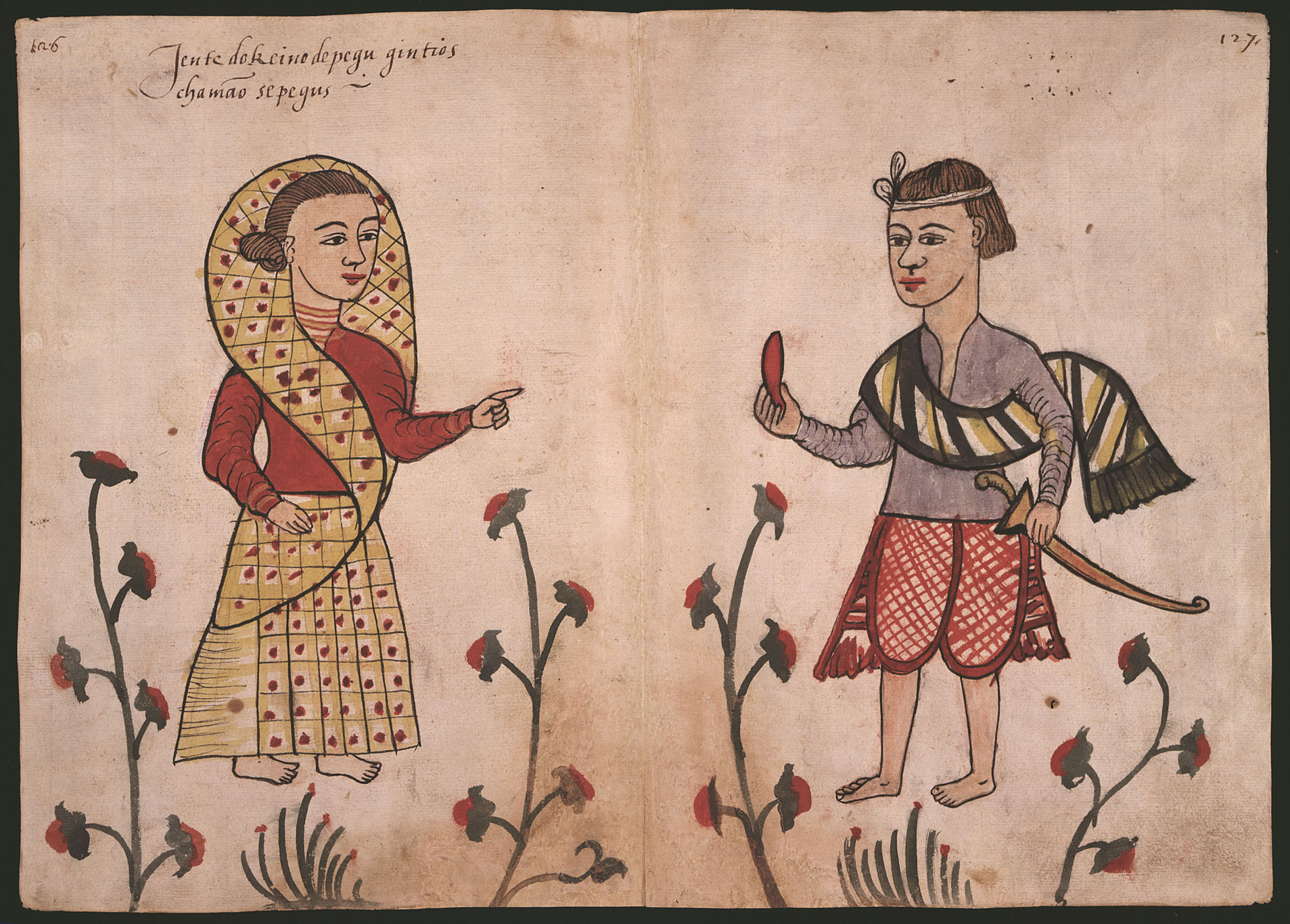
Persone del Regno di Bago

### Malacca

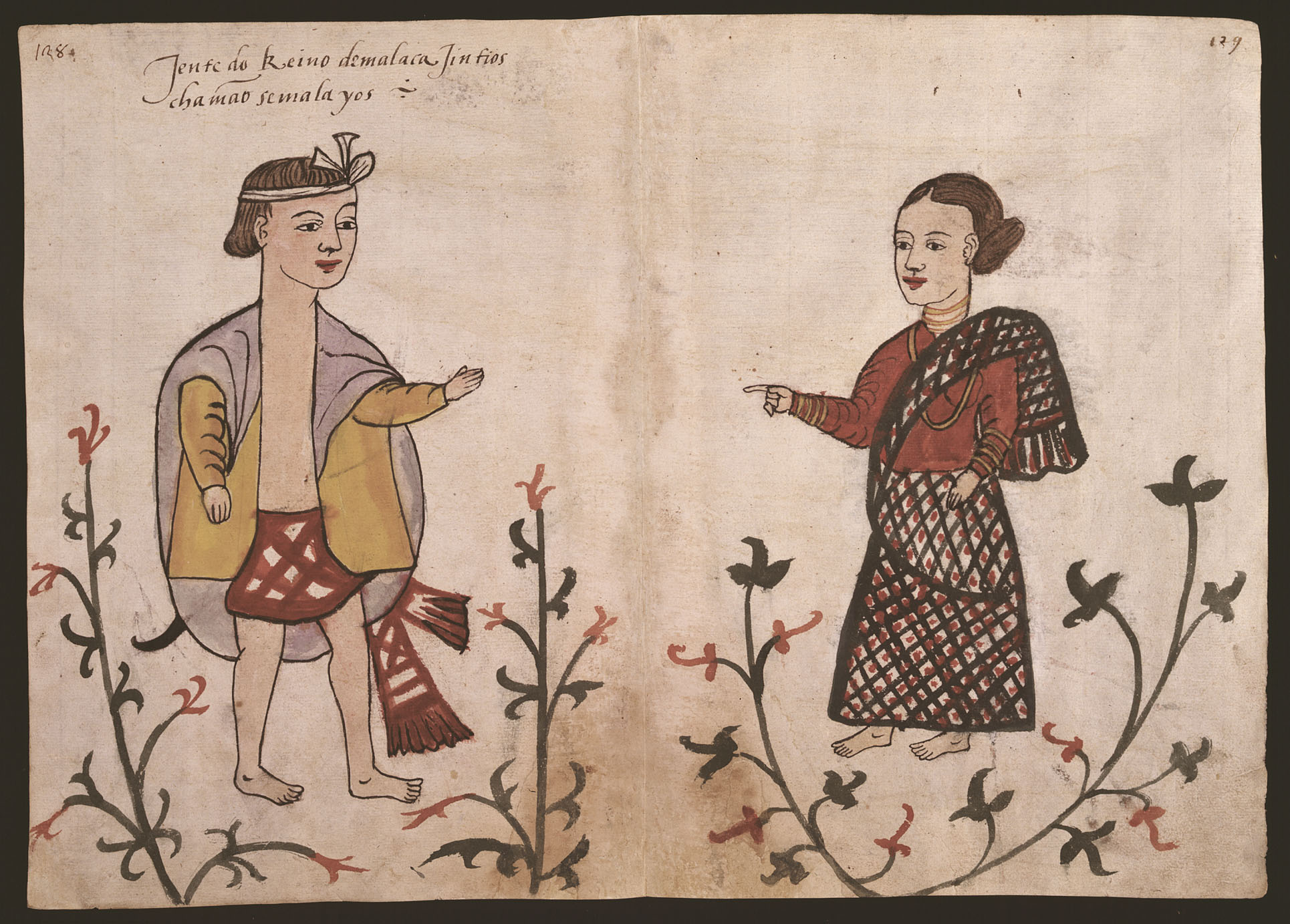
"Gentili" malesi del Regno di Malacca.

### Indonesia

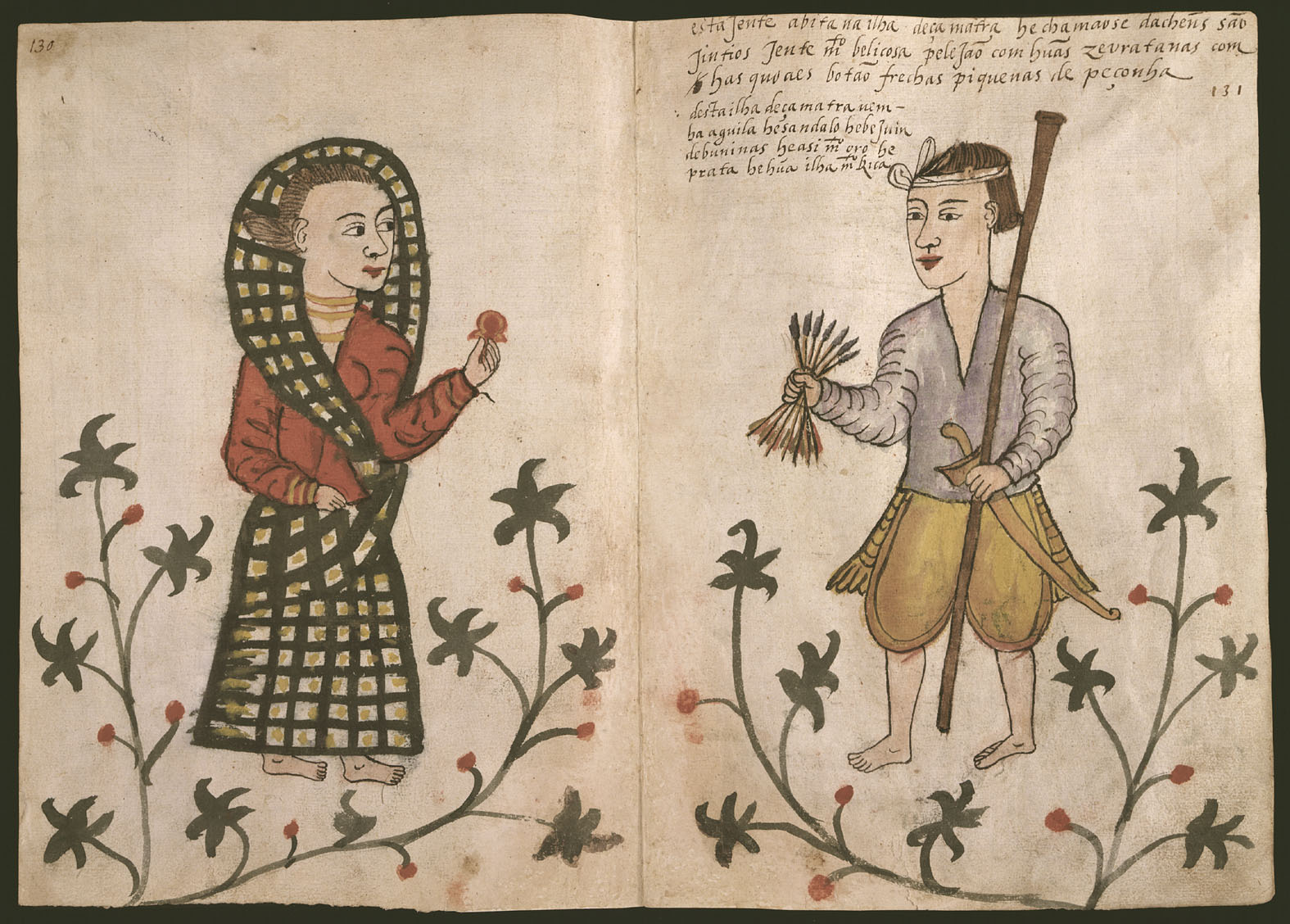
Coppia acehnese
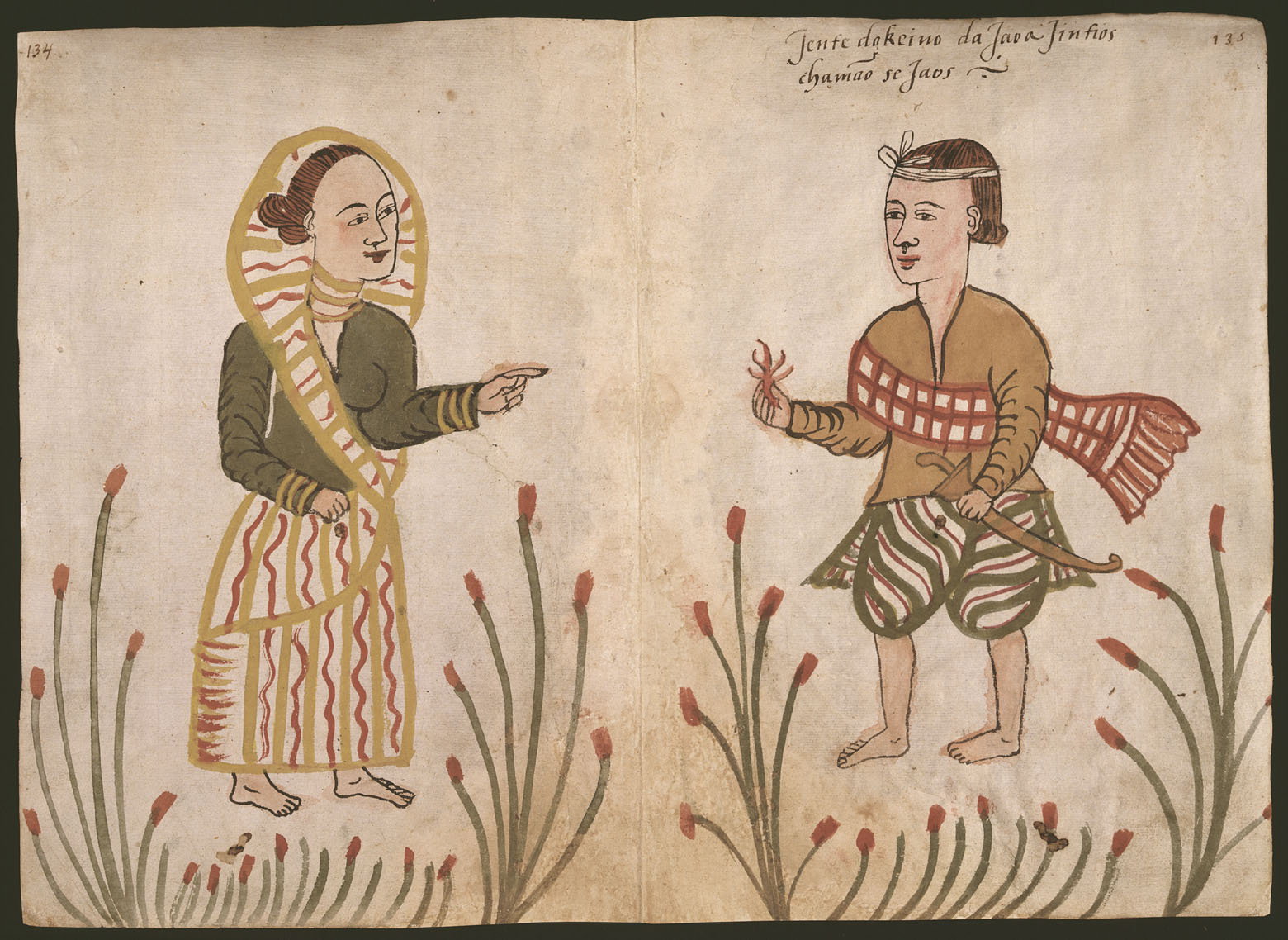
Coppia giavanese
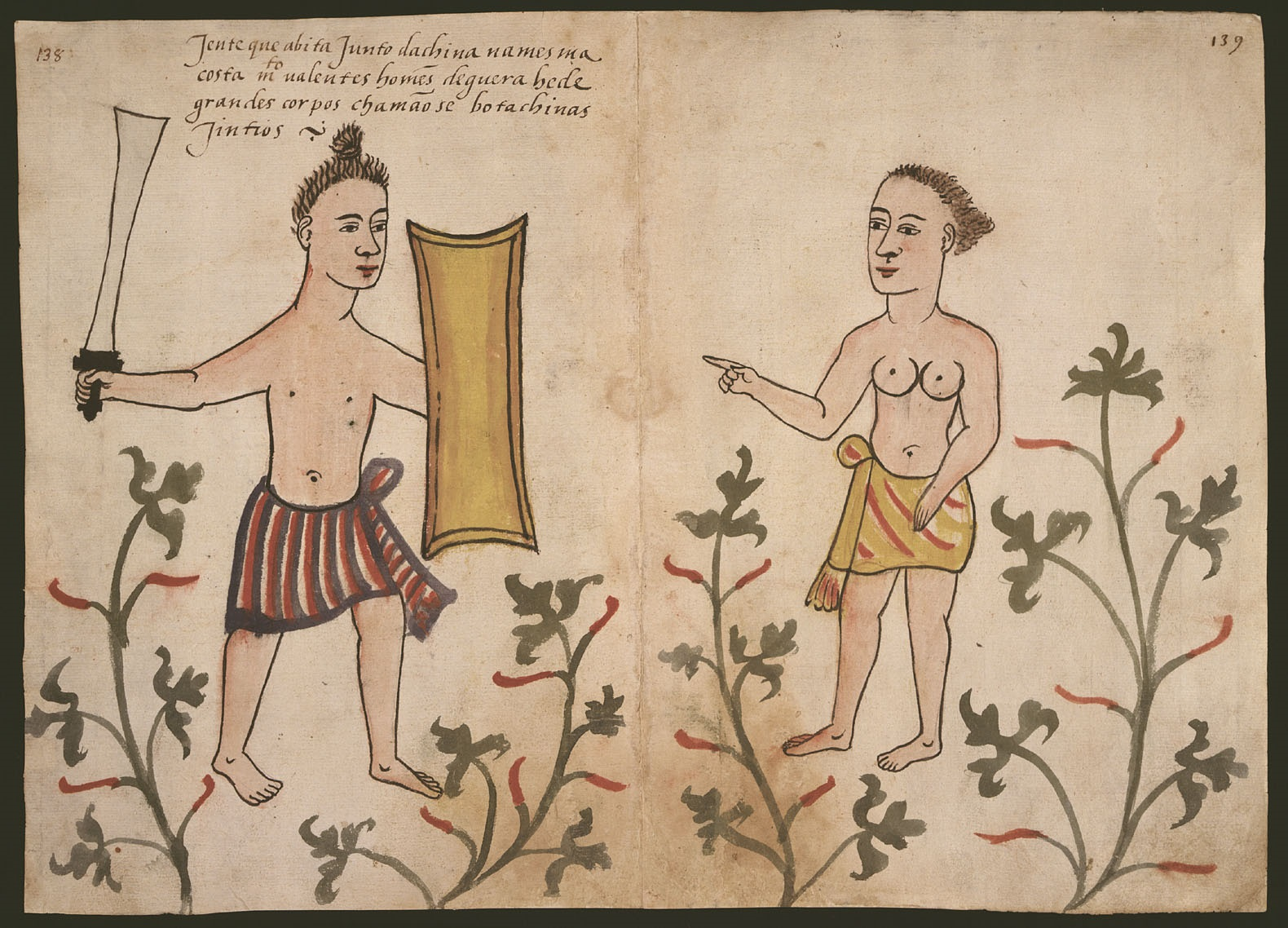
Gente di Halmahera, conosciuta anche come Gilolo.
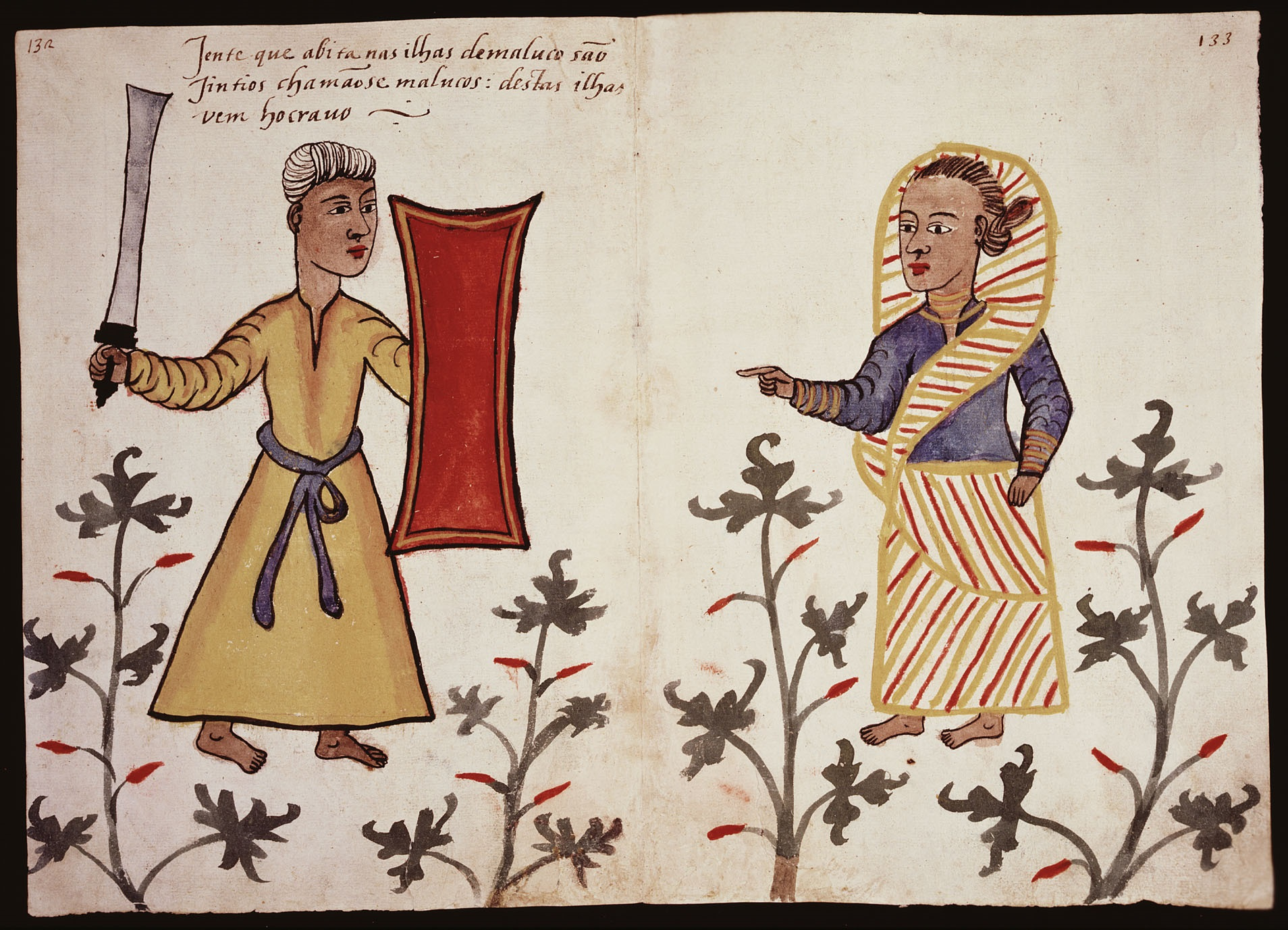
Abitanti delle Molucche
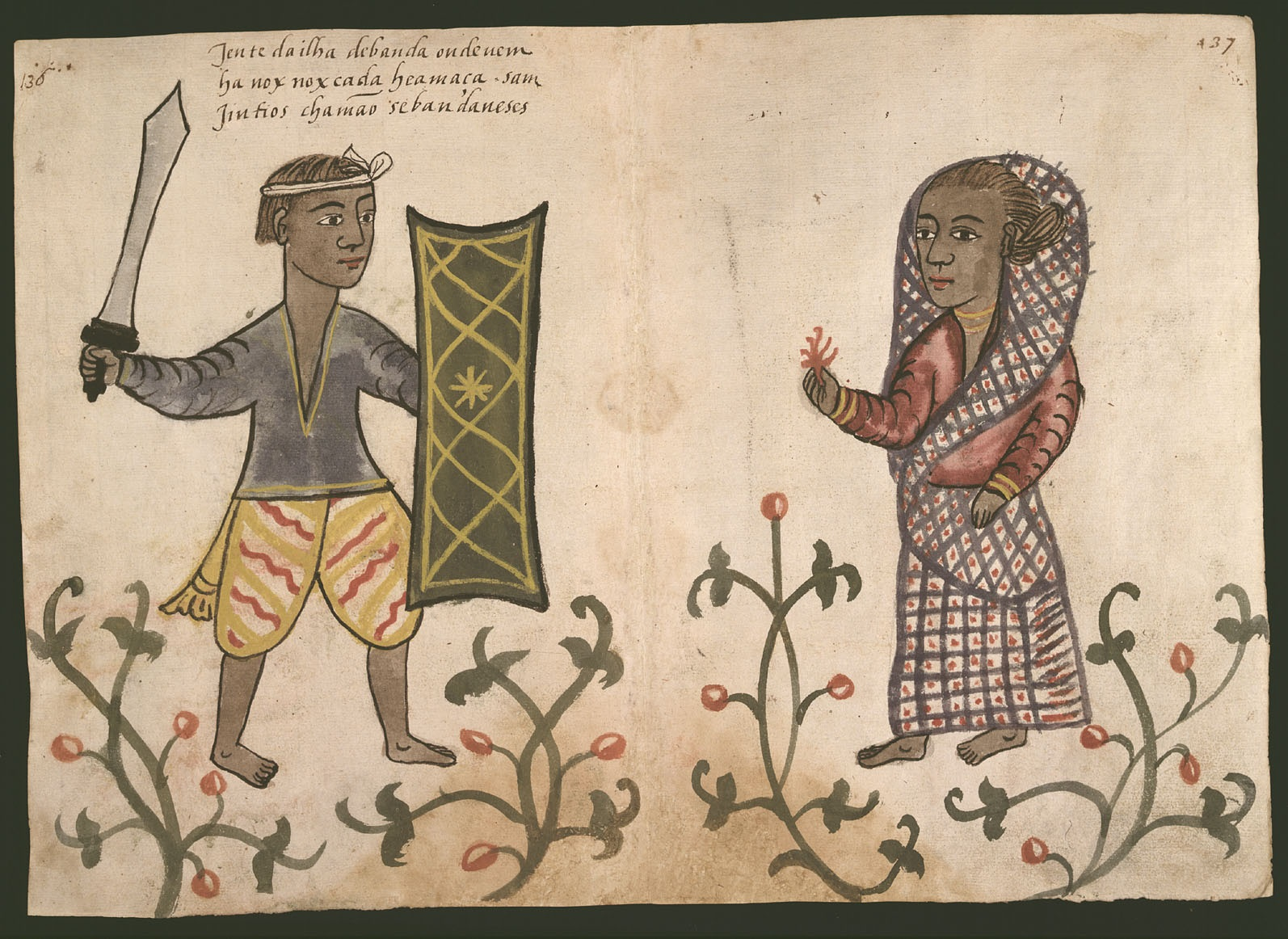
Coppia bandanese

### Cina

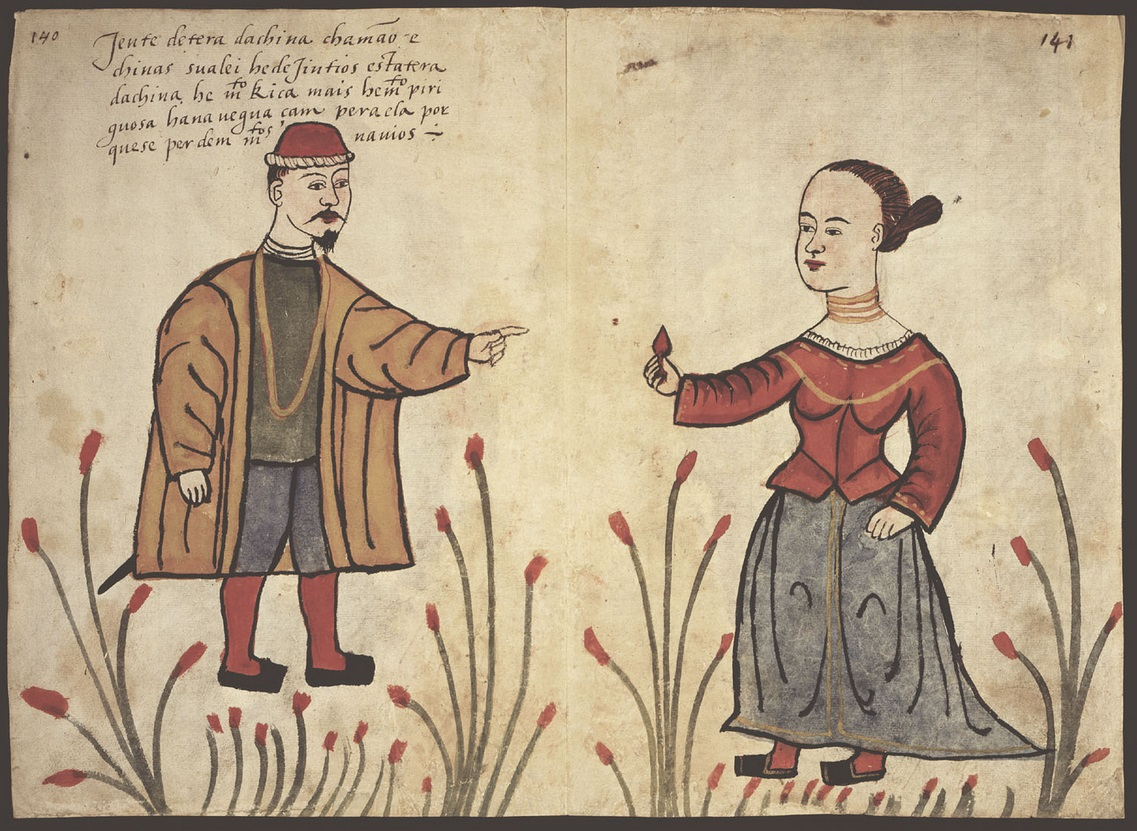
Coppia cinese

## Varie

### Rituali indù

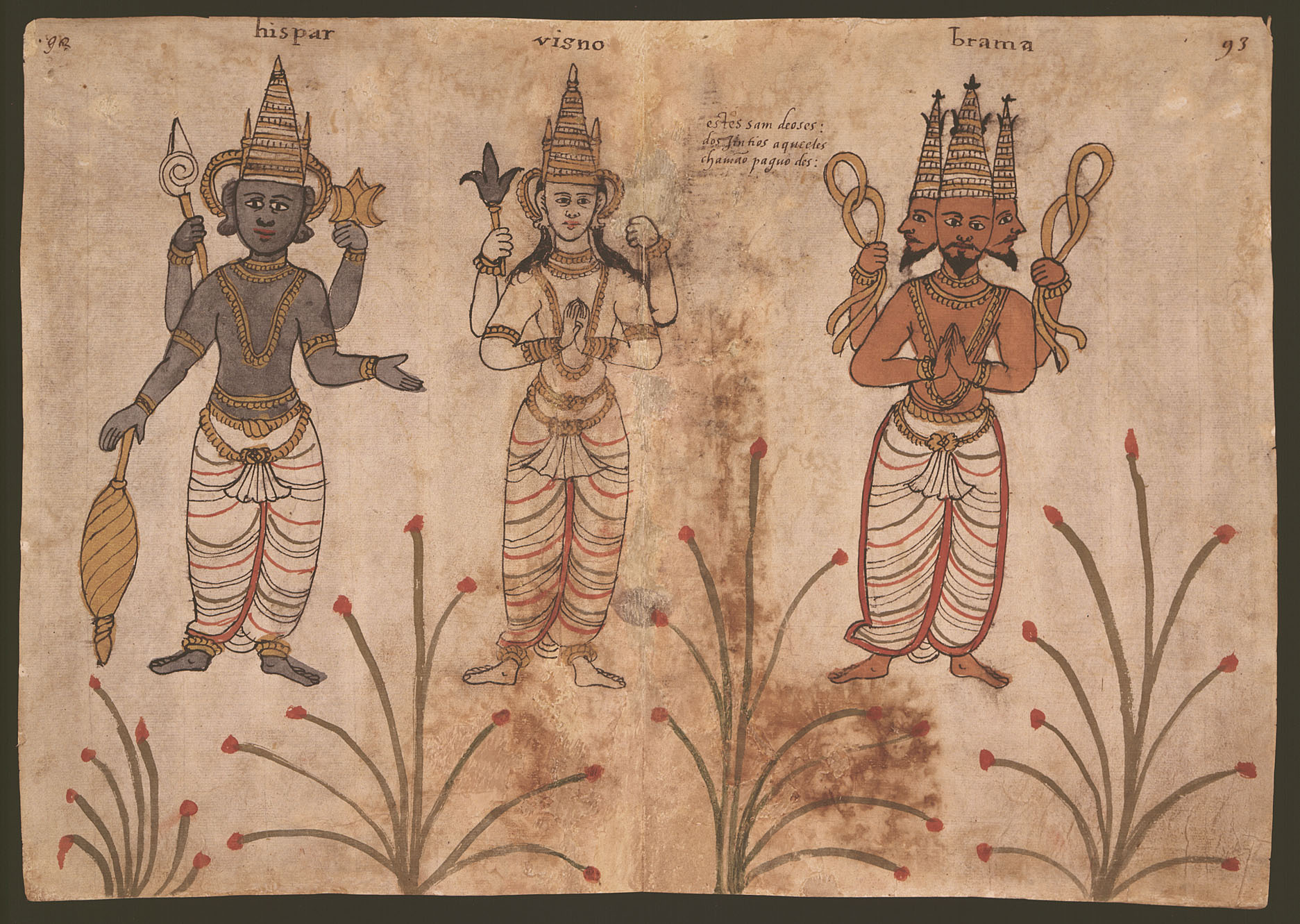
Illustrazione delle tre principali divinità dell'Induismo: Sciva, Visnù (i primi due erroneamente confusi) e Brahmā.
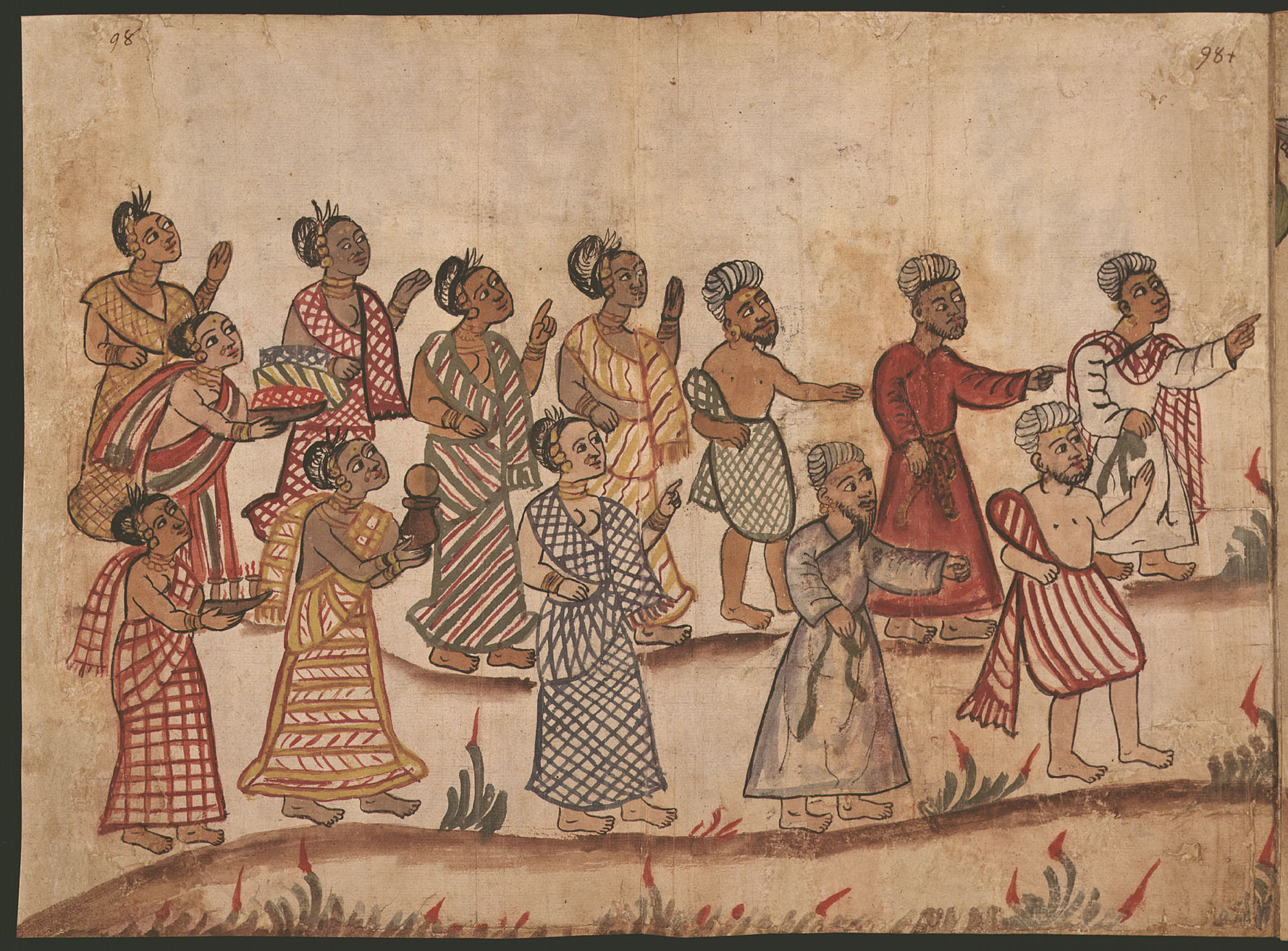
Matrimonio indù (1/3) - scena di sinistra
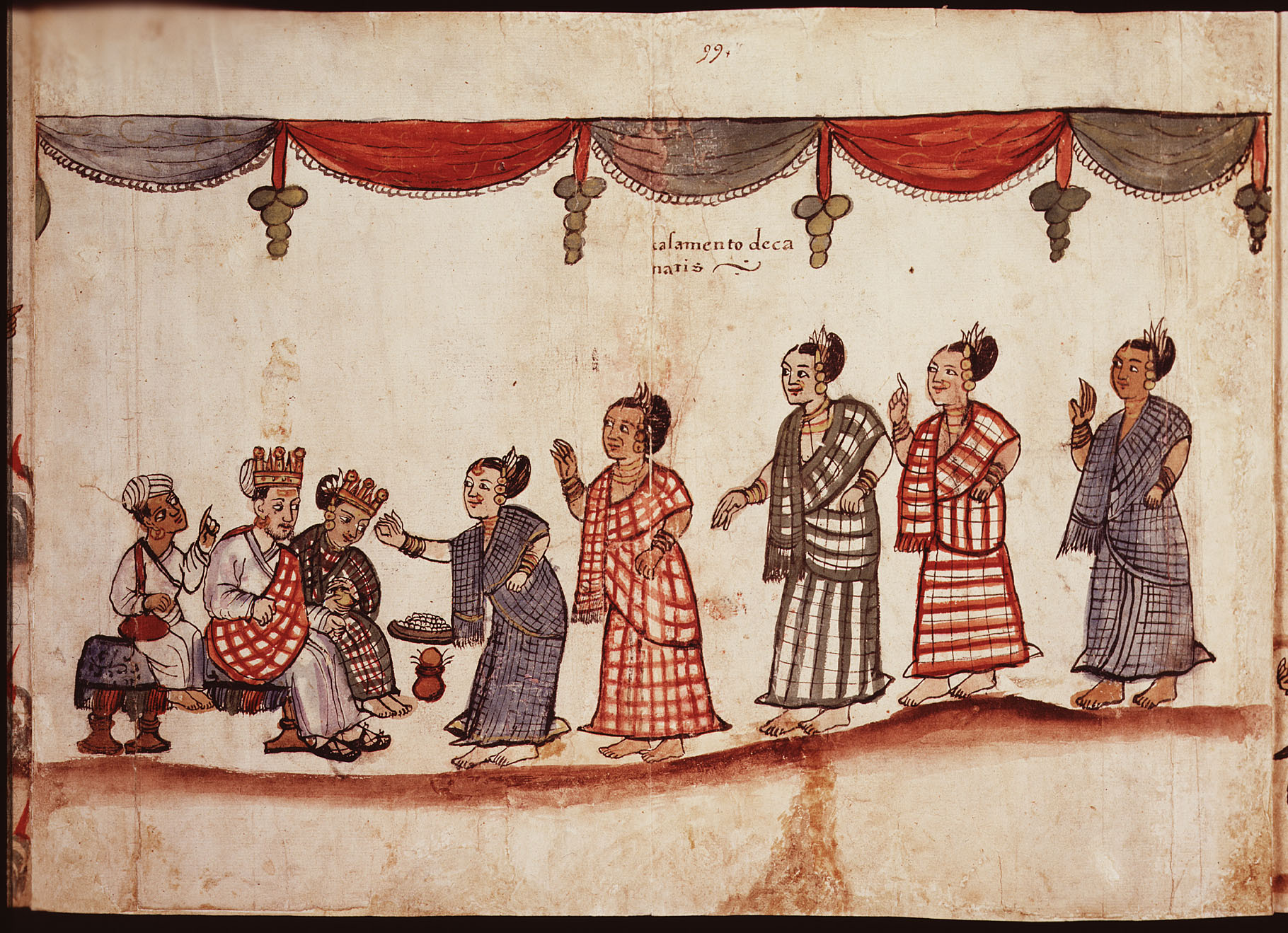
Matrimonio indù (2/3) - scena centrale
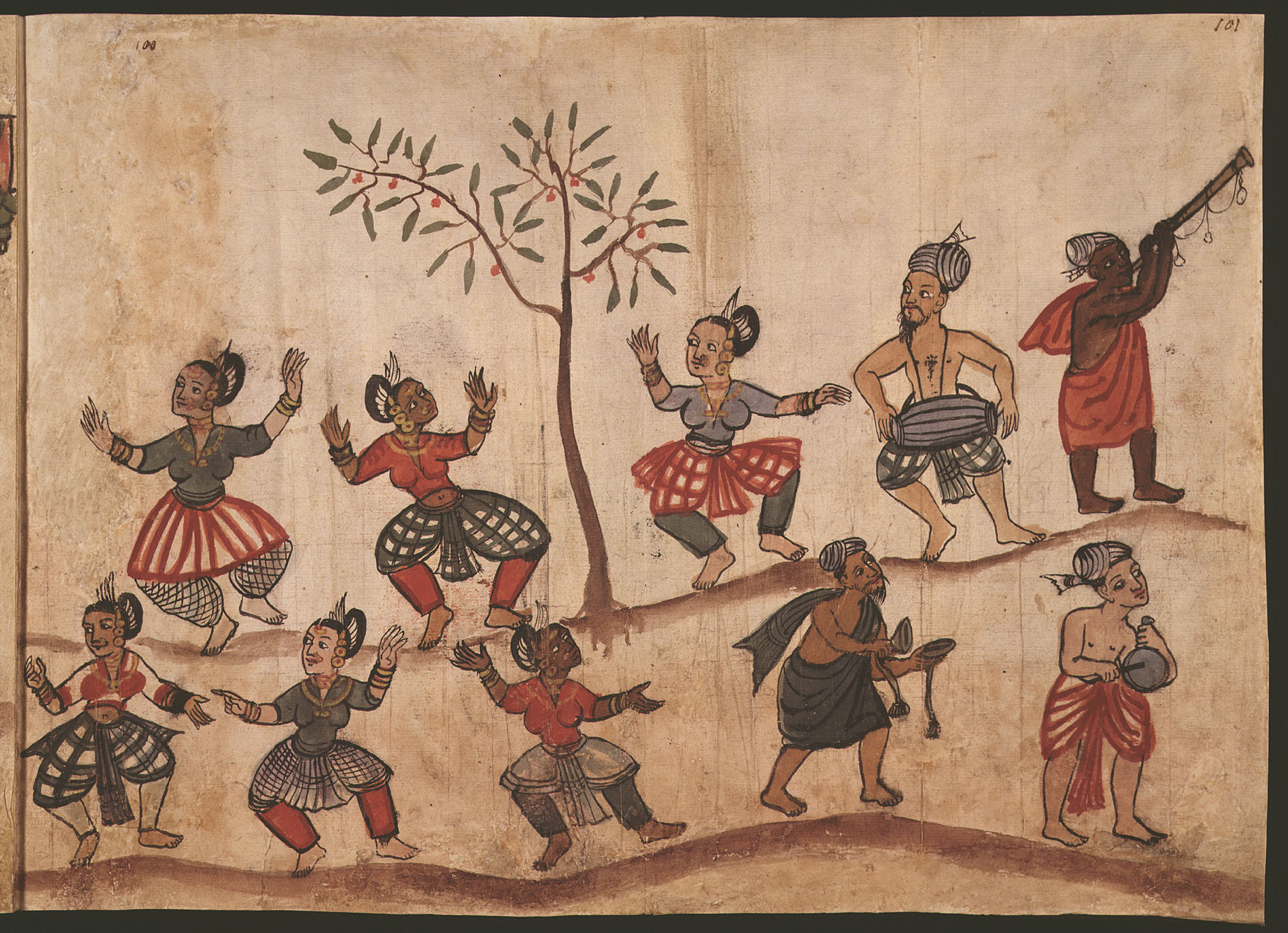
Matrimonio indù (3/3) - scena di destra
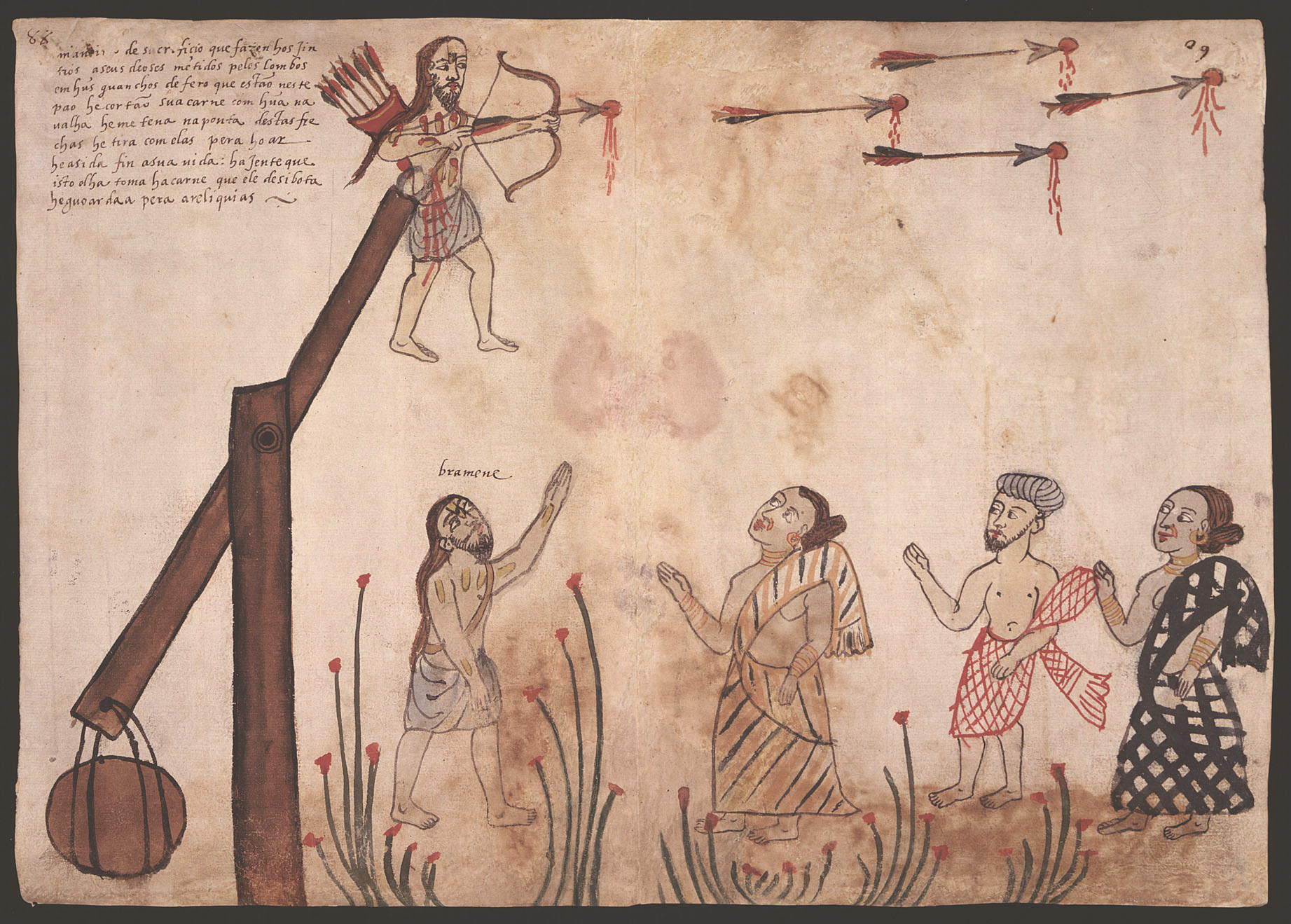
Rituale indù dell'oscillazione del gancio.
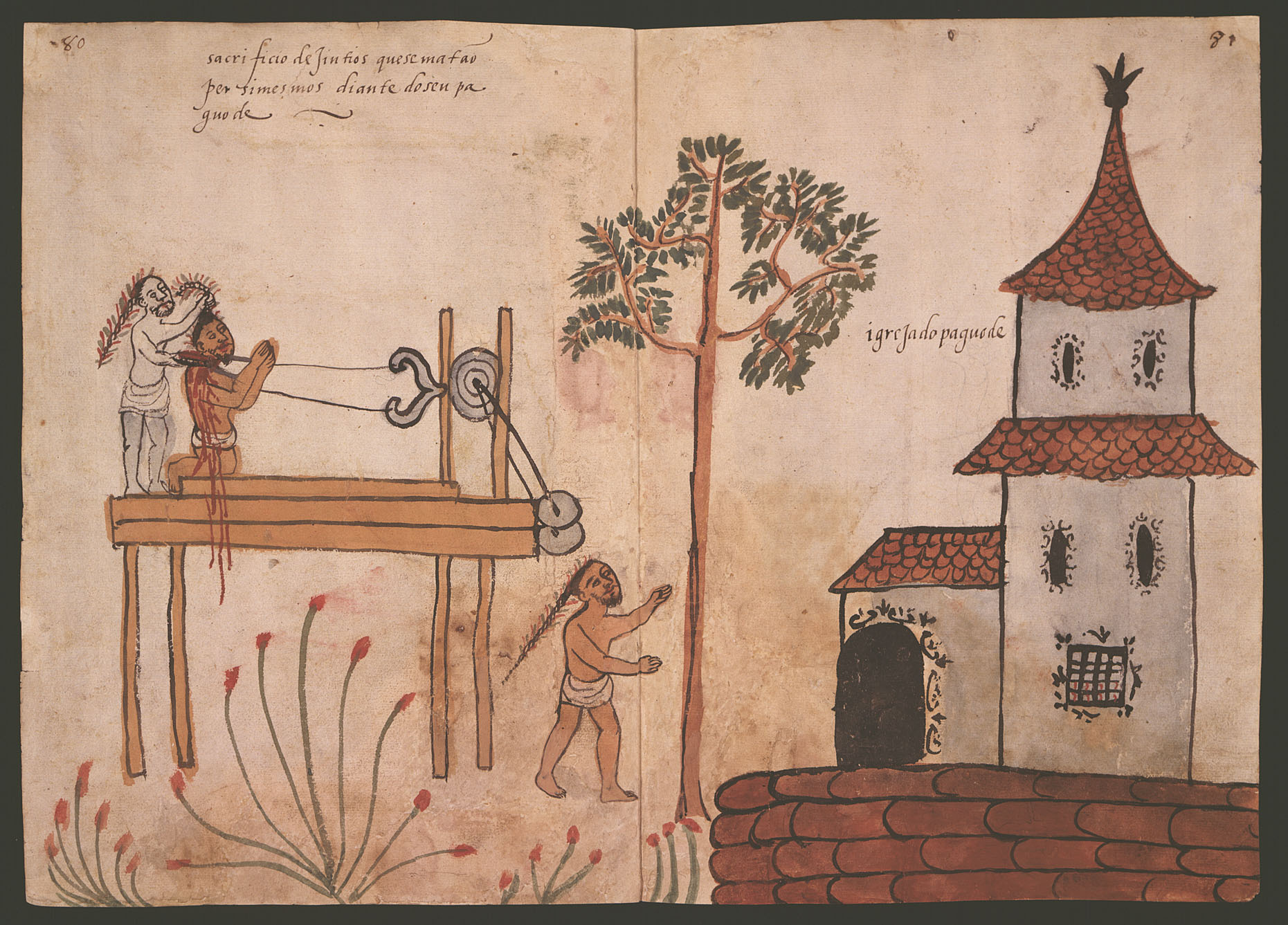
Sacrificio di sé indù
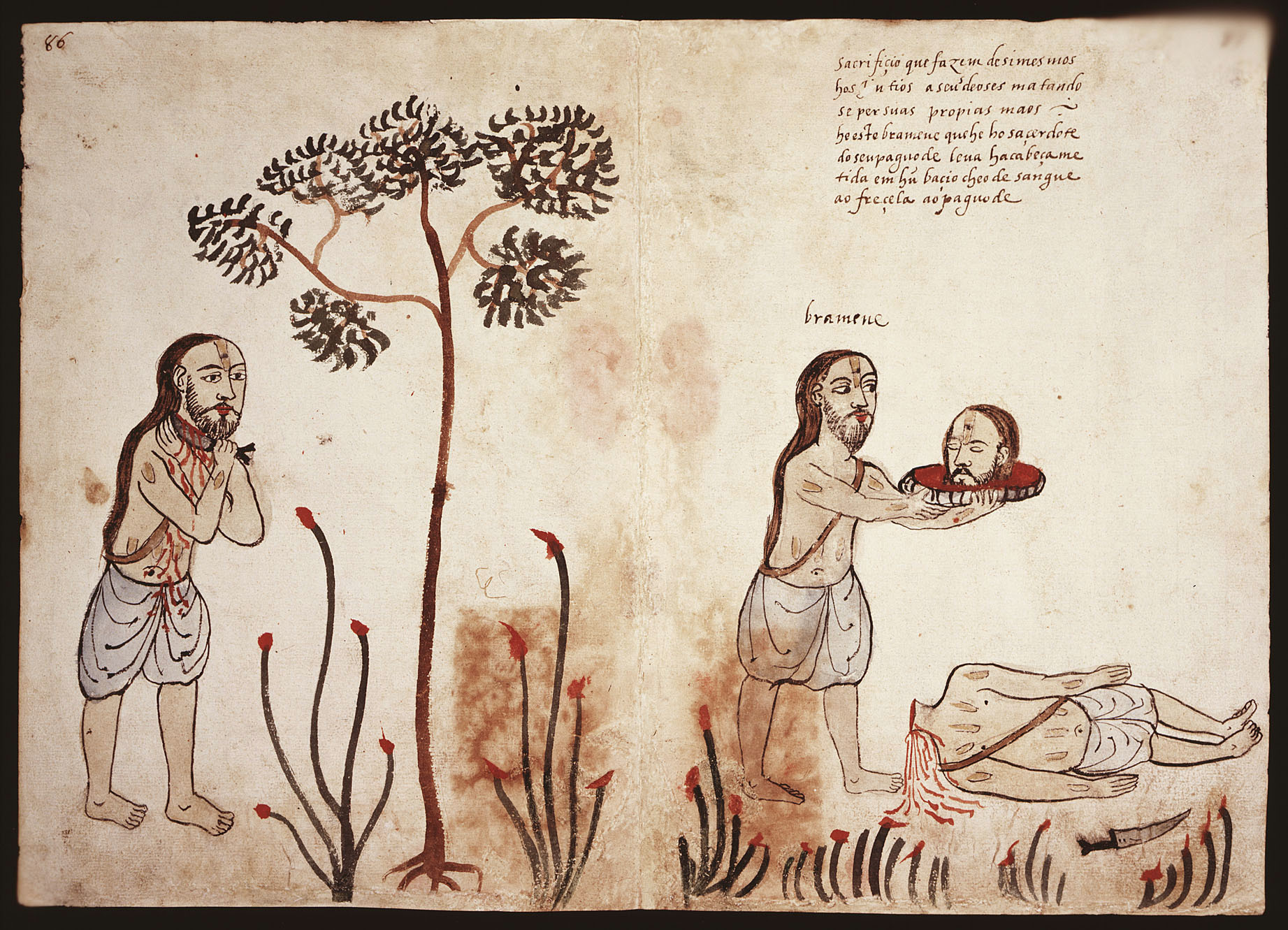
Auto-sacrificio indù
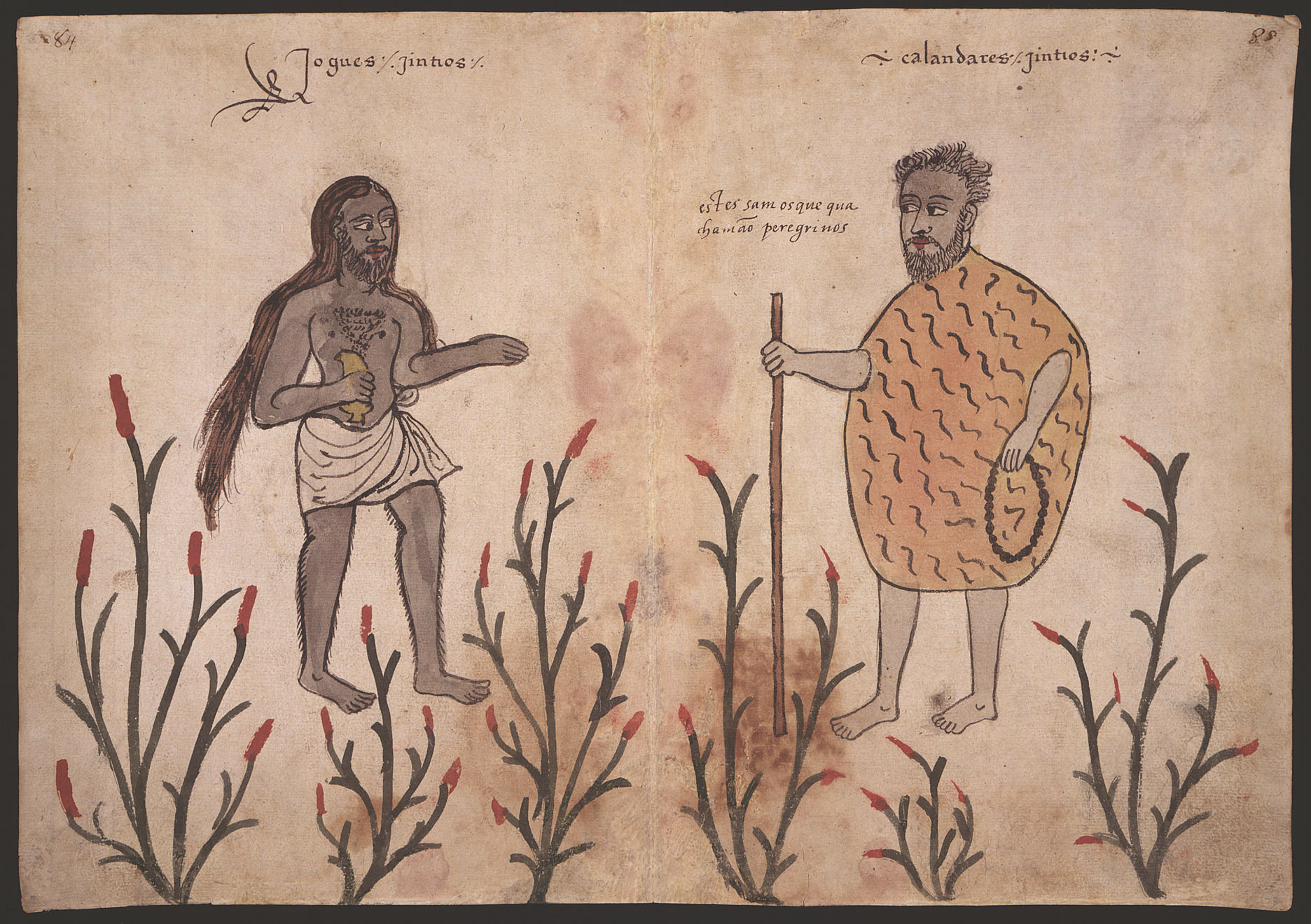
Pellegrini indù e santoni itineranti
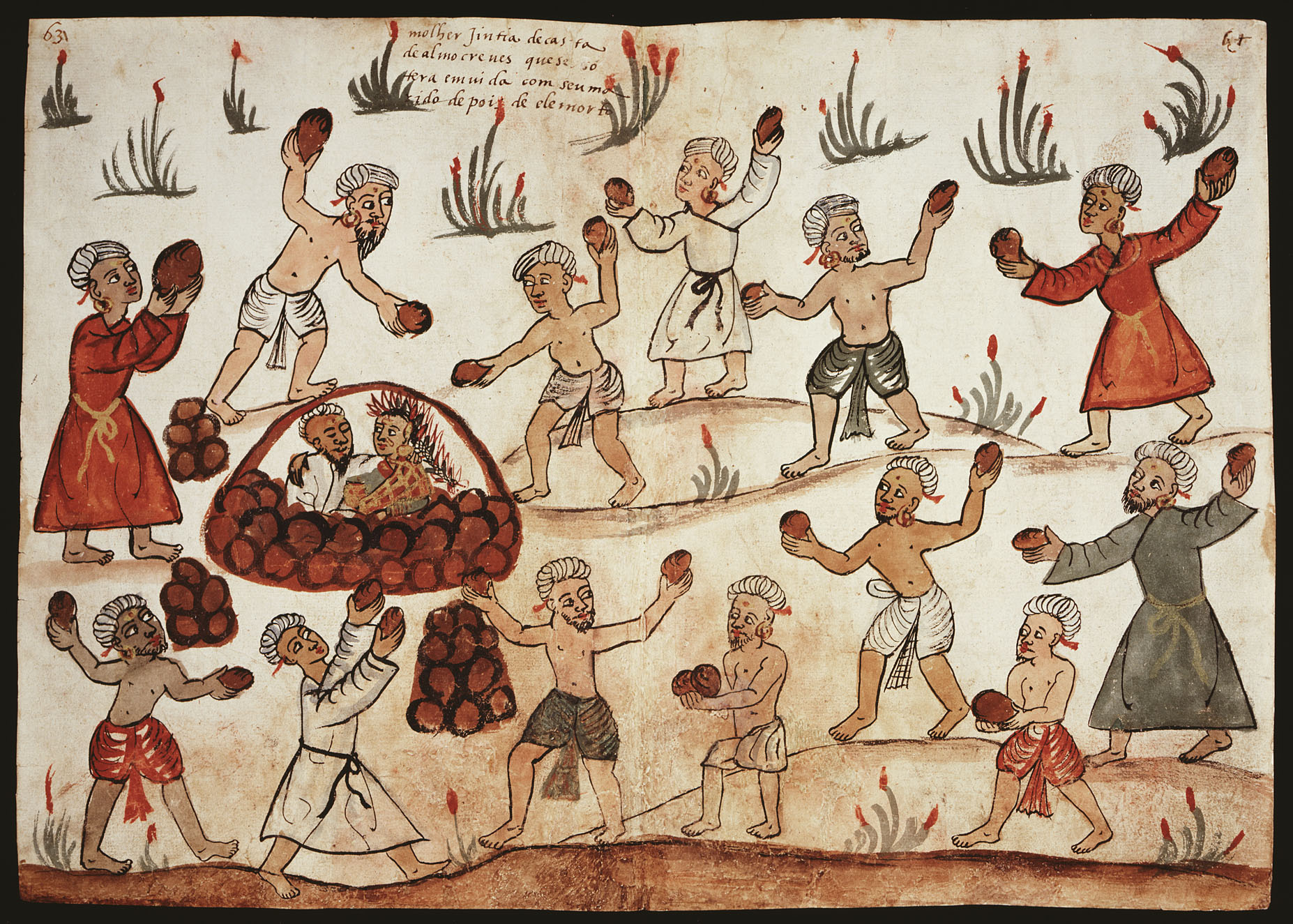
Sepoltura di una vedova vivente
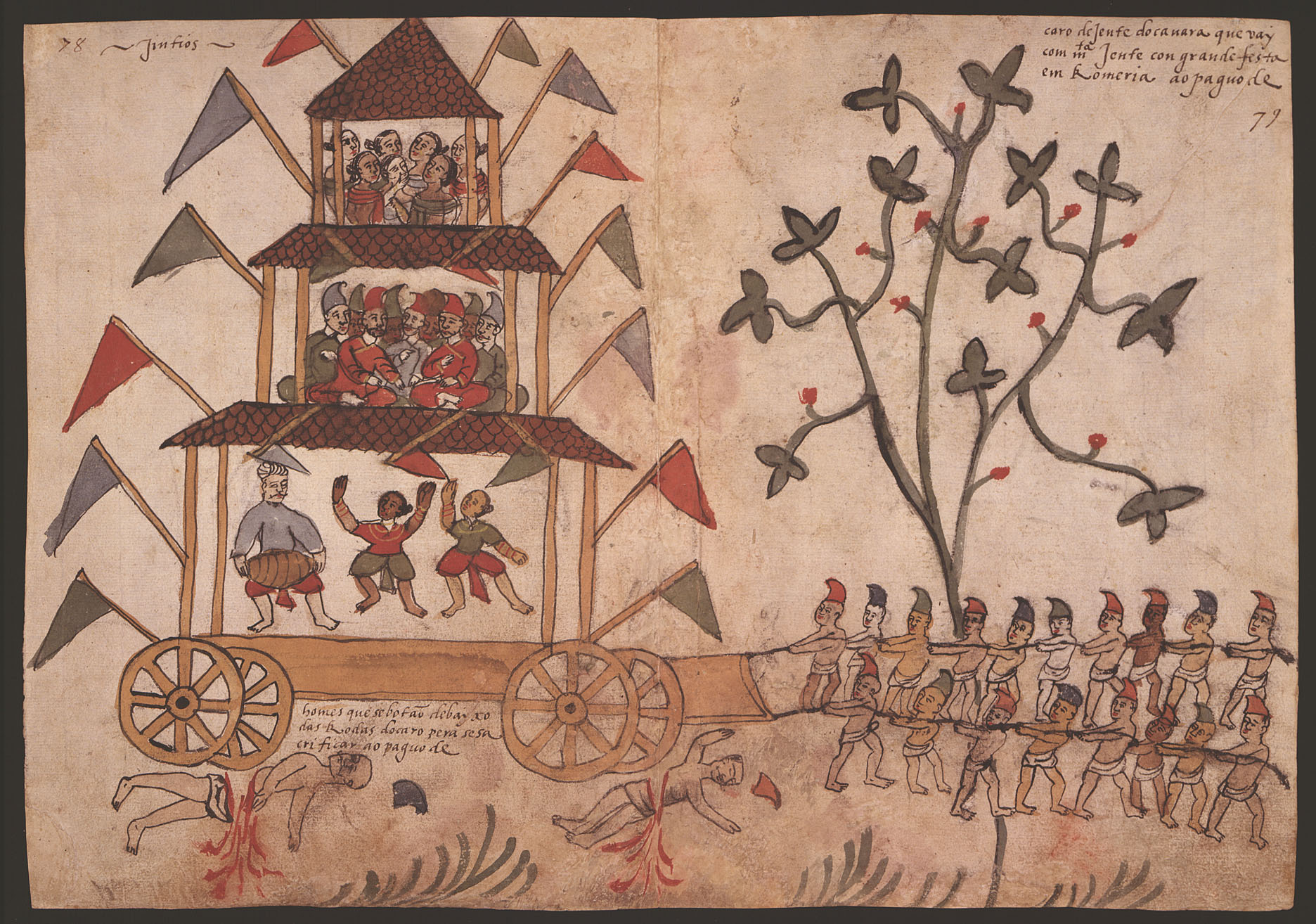
Carro-tempio indù che schiaccia i devoti.

### I portoghesi in Asia

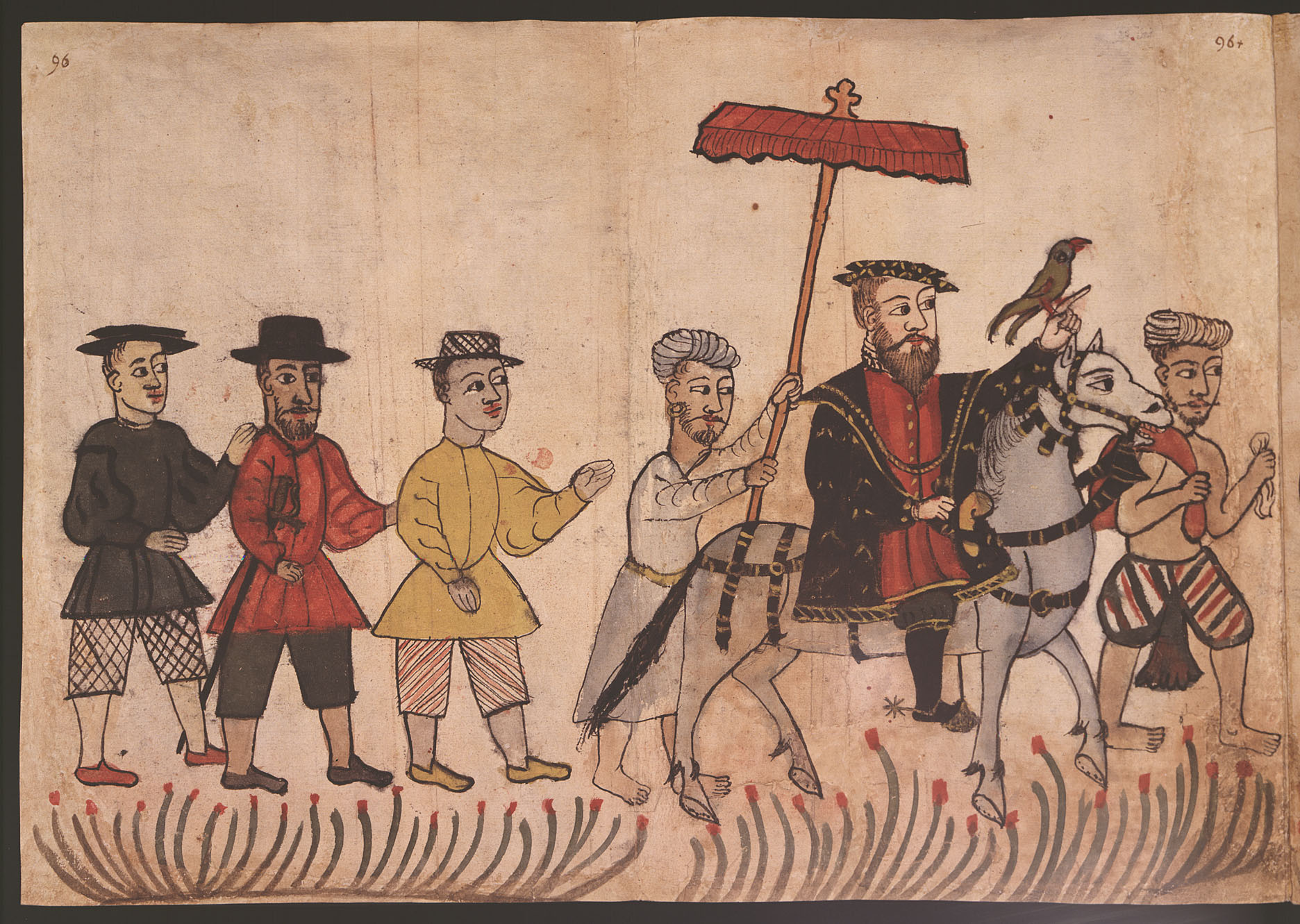
Un nobile portoghese con il suo seguito in India.
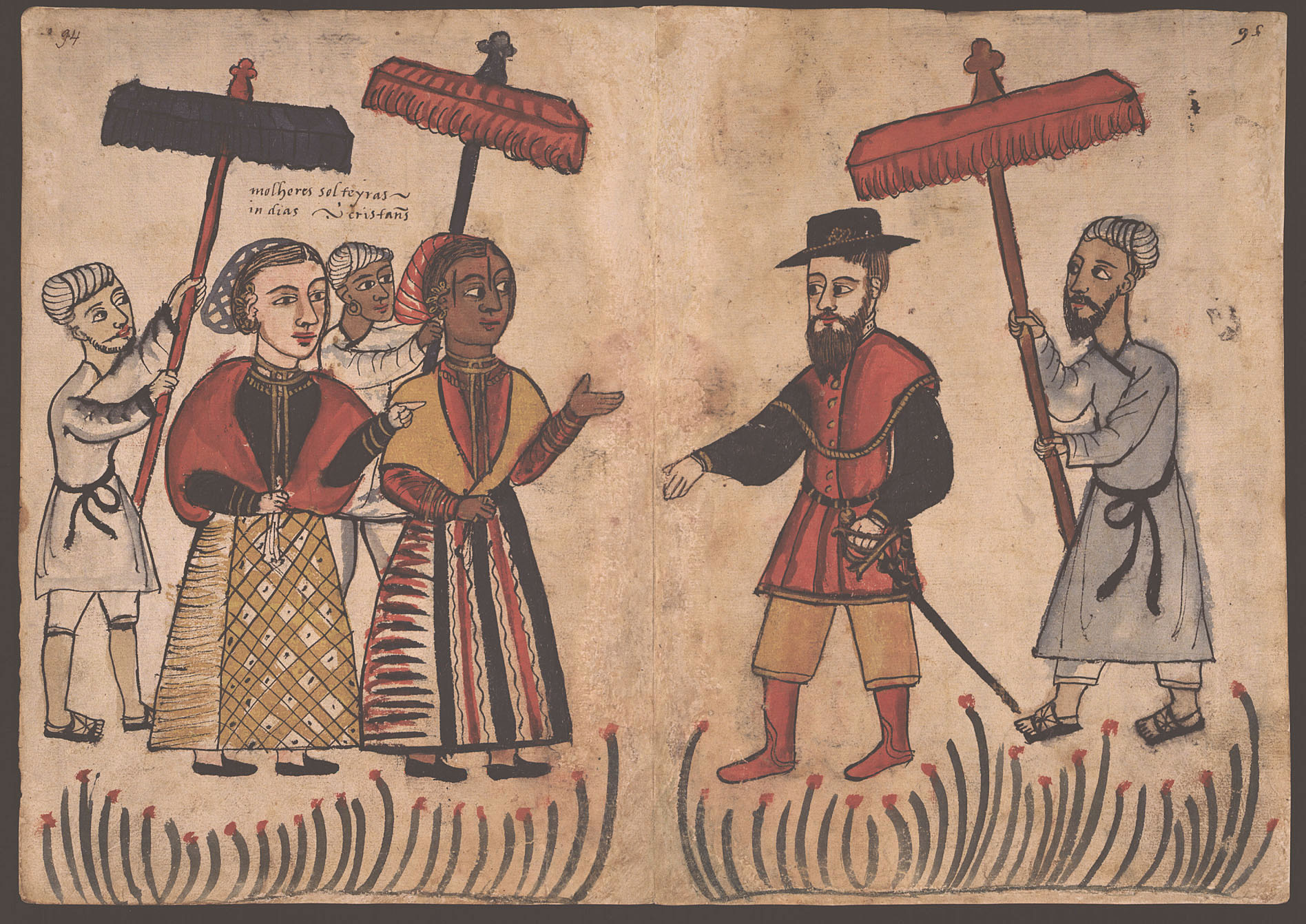
"Donne cristiane single dell'India" che indossano la moda europea e un nobile portoghese, presumibilmente proponendo il matrimonio.
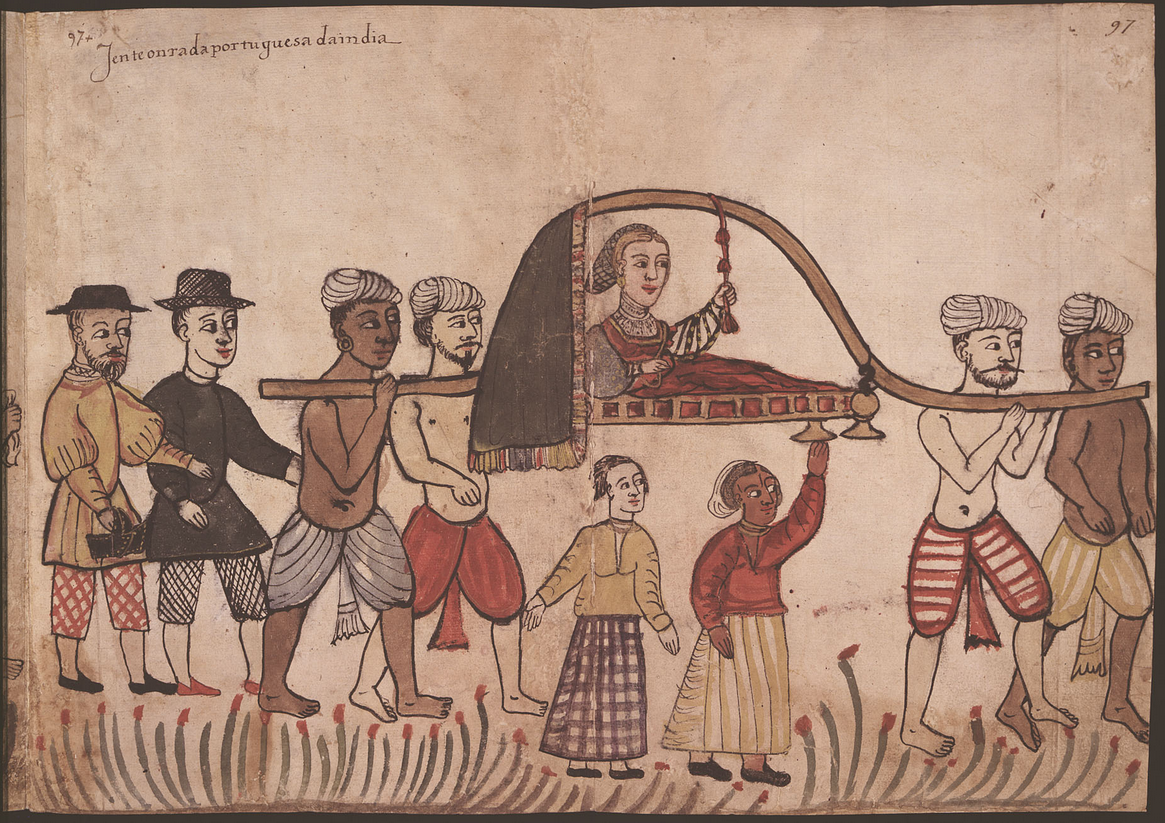
Nobildonna portoghese su un palanchino

### Fauna e flora

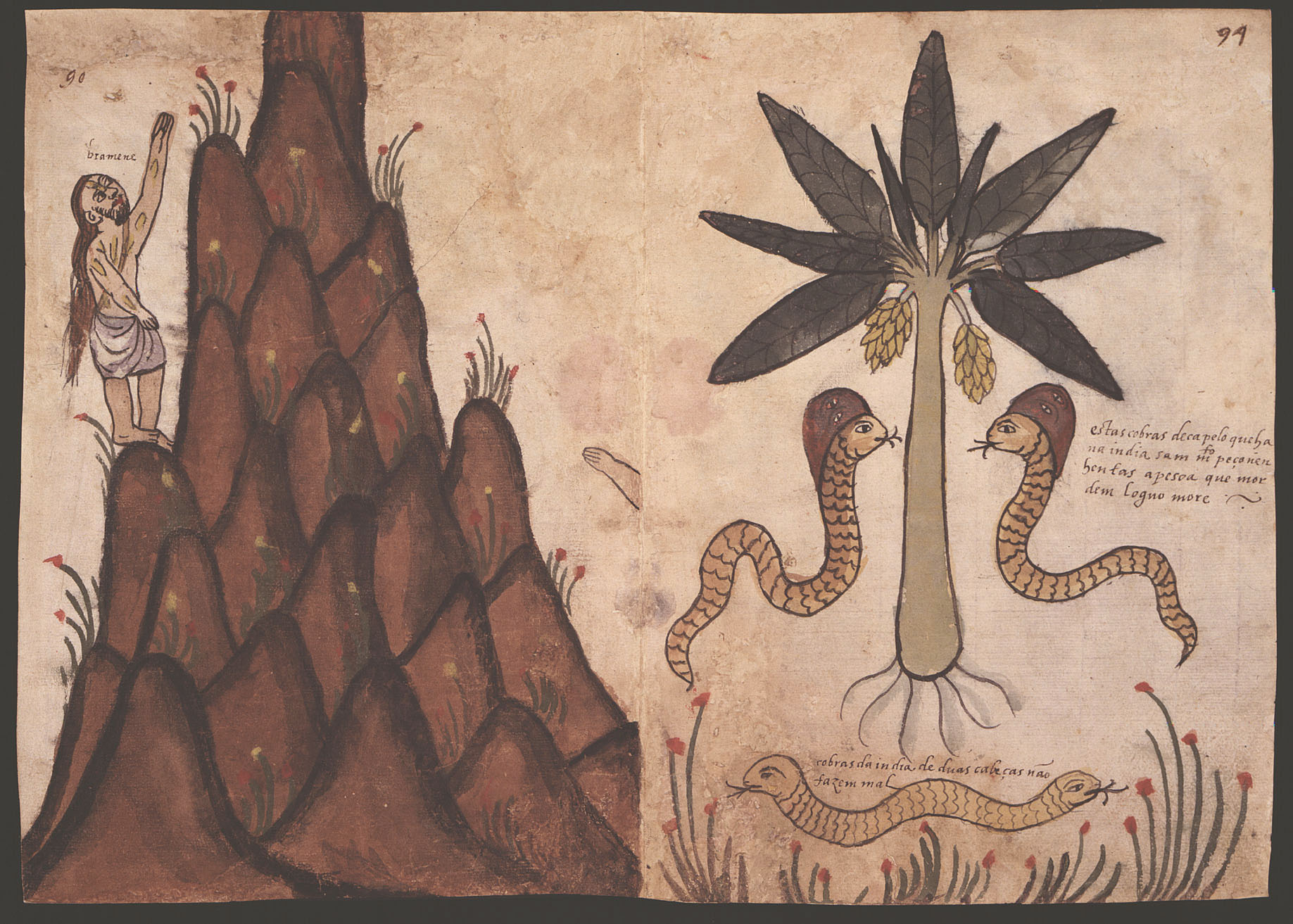
Illustrazione di due cobra dagli occhiali e di un misterioso serpente a due teste.